# Luzarches
Pour le doyenné, voir Luzarches (doyenné).
Luzarches (prononciation : /ly.zaʁʃ/ ) est une commune française située dans le département du Val-d'Oise, en région Île-de-France.
Ses habitants sont appelés les Luzarchois.

## Géographie

### Description

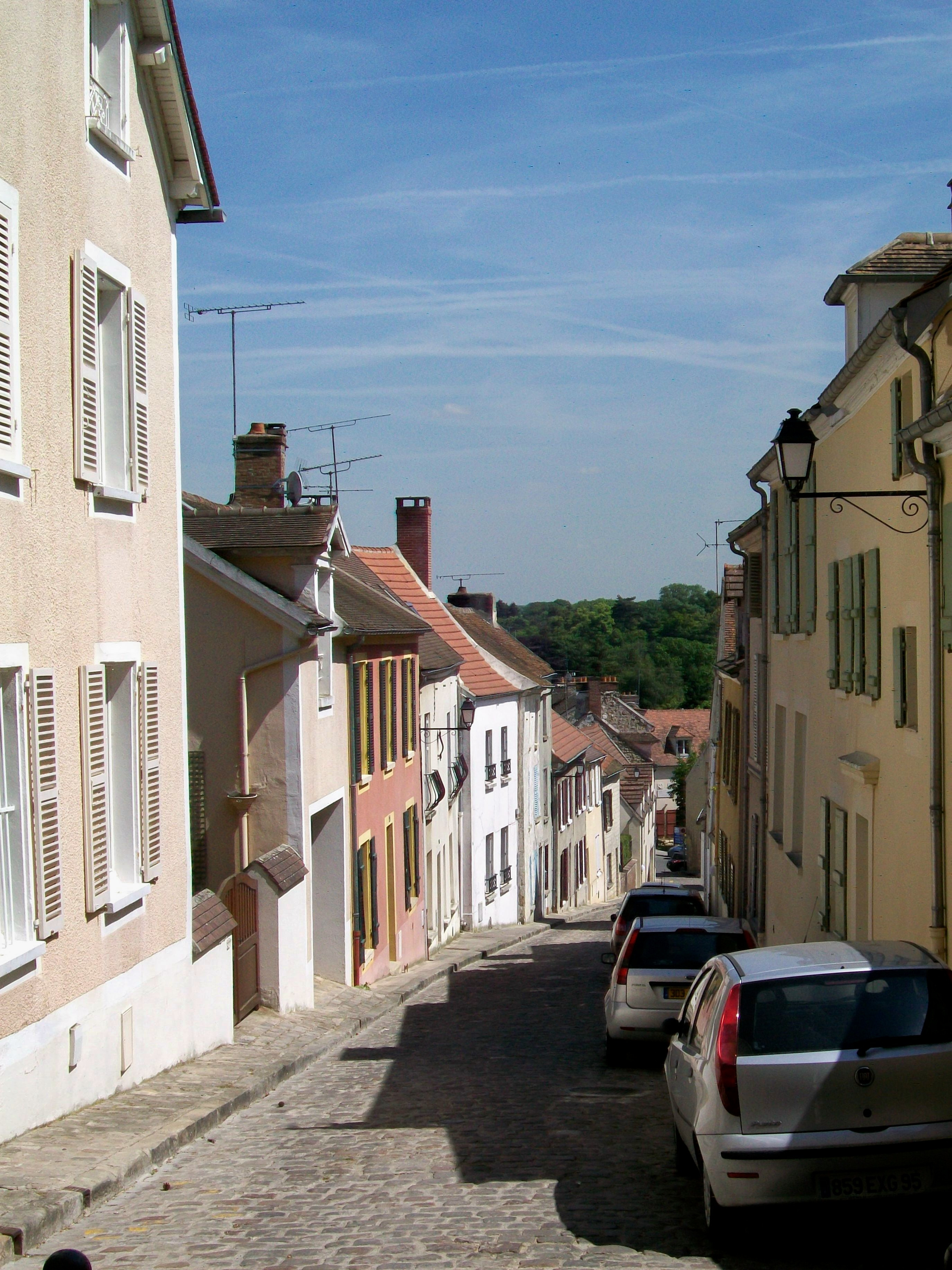
La rue Saint-Côme, vue depuis la porte Saint-Côme à mi-pente de la colline, en direction du centre-ville : le dénivelé est bien visible.

Le bourg est situé sur un point élevé de la vallée de l'Ysieux, entre la plaine de France et la forêt de Chantilly, à une trentaine de kilomètres au nord de Paris.

### Communes limitrophes
Luzarches est, devant Gonesse, la commune la plus étendue du Val-d'Oise. De ce fait, le nombre de communes limitrophes est élevé, avec douze communes au total.

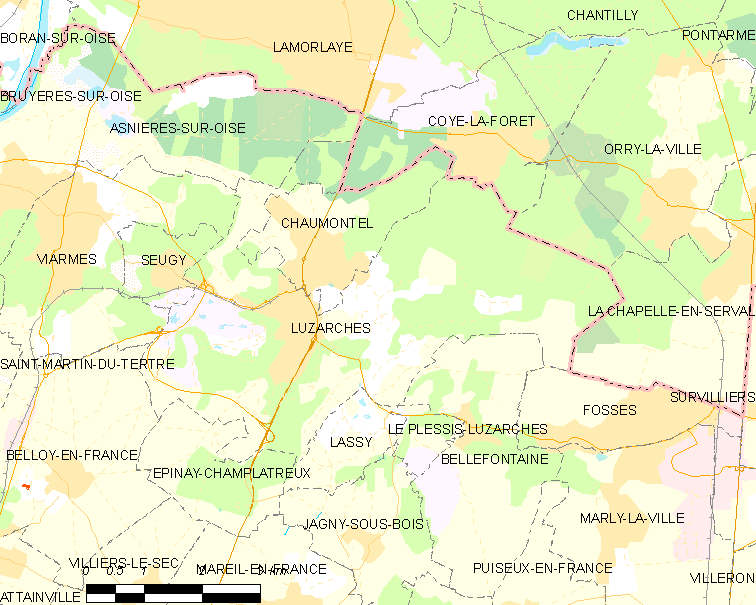
Carte de la commune.
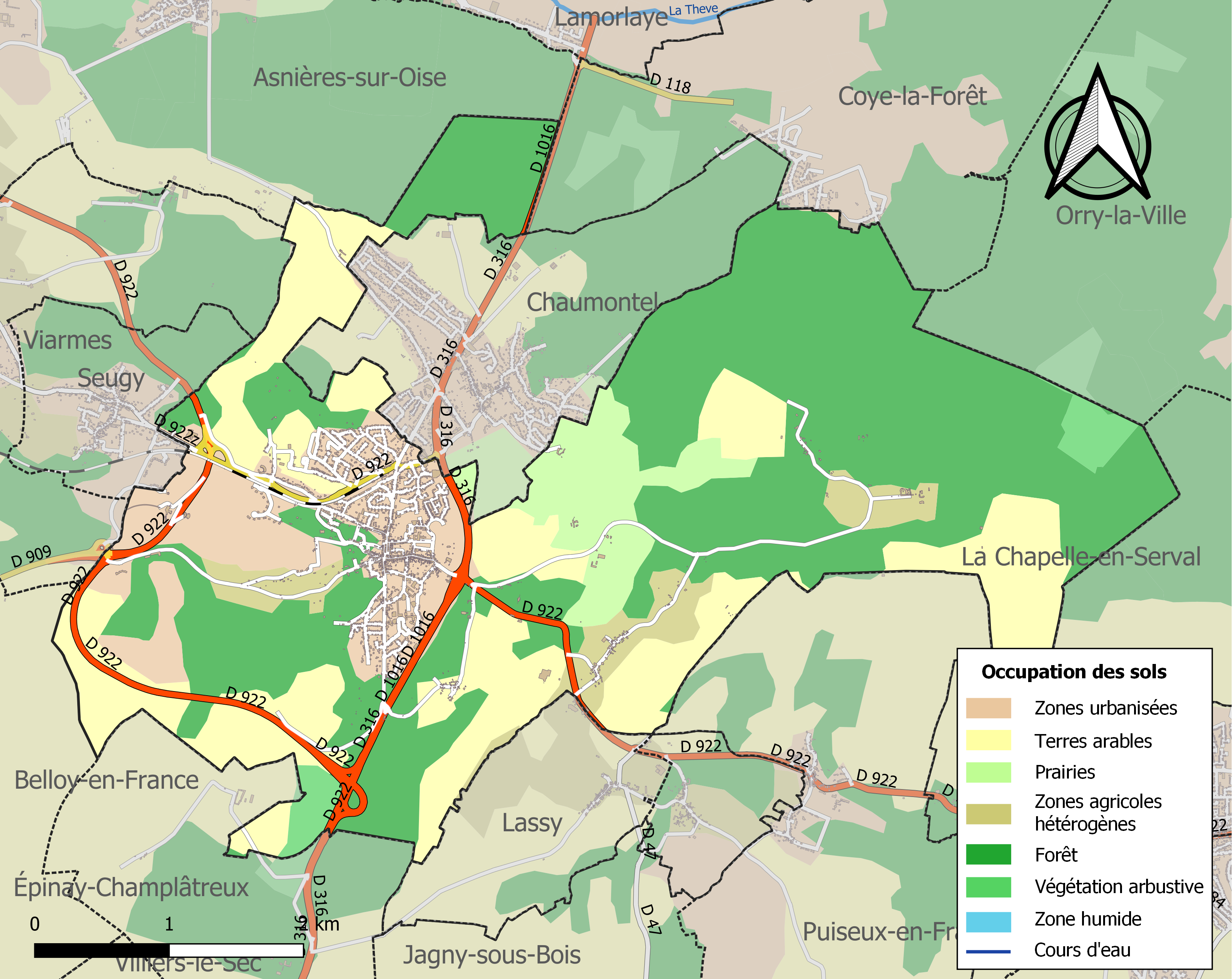
Occupation des sols.

| Asnières-sur-Oise | Chaumontel, Coye-la-Forêt (Oise) | Orry-la-Ville (Oise), La Chapelle-en-Serval (Oise) |
| Seugy, Viarmes    | Luzarches                        | Lassy, Bellefontaine, Fosses                       |
| Belloy-en-France  | Épinay-Champlâtreux              | Le Plessis-Luzarches                               |

Chaumontel et Luzarches sont pratiquement contiguës. Luzarches encercle cette commune sur les 80 % de sa circonférence (soit 10 km sur 12,5 km). Chaumontel est également la commune avec laquelle Luzarches partage la proportion la plus importante de sa circonférence. Bien que n'étant pas limitrophe avec Luzarches, la commune de Lamorlaye s'approche du territoire de Luzarches de moins de cinq cents mètres, au nord de Chaumontel. Le bourg le plus proche de Luzarches, d'importance équivalente, est Viarmes.
Avec deux communes limitrophes, Luzarches possède une limite discontinue : ce sont Coye-la-Forêt, de par la situation particulière de Chaumontel qui interrompt la ligne de partage entre Luzarches et Coye ; et Viarmes, qui encercle Seugy sur les trois quarts de la circonférence de cette dernière commune.
Luzarches touche trois communes appartenant au département de l'Oise : ce sont Coye-la-Forêt, Orry-la-Ville et La Chapelle-en-Serval. Il n'existe pas de route reliant Luzarches à Orry ou à La Chapelle, la limite avec Orry se situe en pleine forêt, et il faut traverser trois à quatre autres communes pour se rendre de Luzarches à La Chapelle. Le point de rencontre des deux communes est proche de l'abbaye d'Hérivaux.
D'autres communes limitrophes ne peuvent pas être directement rejointes depuis Luzarches. Entre Luzarches et Asnières-sur-Oise, s'interposent le village de Seugy et le bourg de Viarmes. Se rendant de Luzarches à Bellefontaine, on traverse Lassy et Le Plessis-Luzarches, cette dernière commune n'étant même pas réellement limitrophe de Luzarches : les deux communes se rencontrent, avec deux autres communes (Lassy et Bellefontaine) à un point près de l'école de Lassy sans se toucher. Fosses est localisée après Bellefontaine et représente la quatrième commune sur la D 922 à l'est de Luzarches, mais touche tout de même au territoire de Luzarches sur une longueur de 440 m environ.

### Relief et paysages

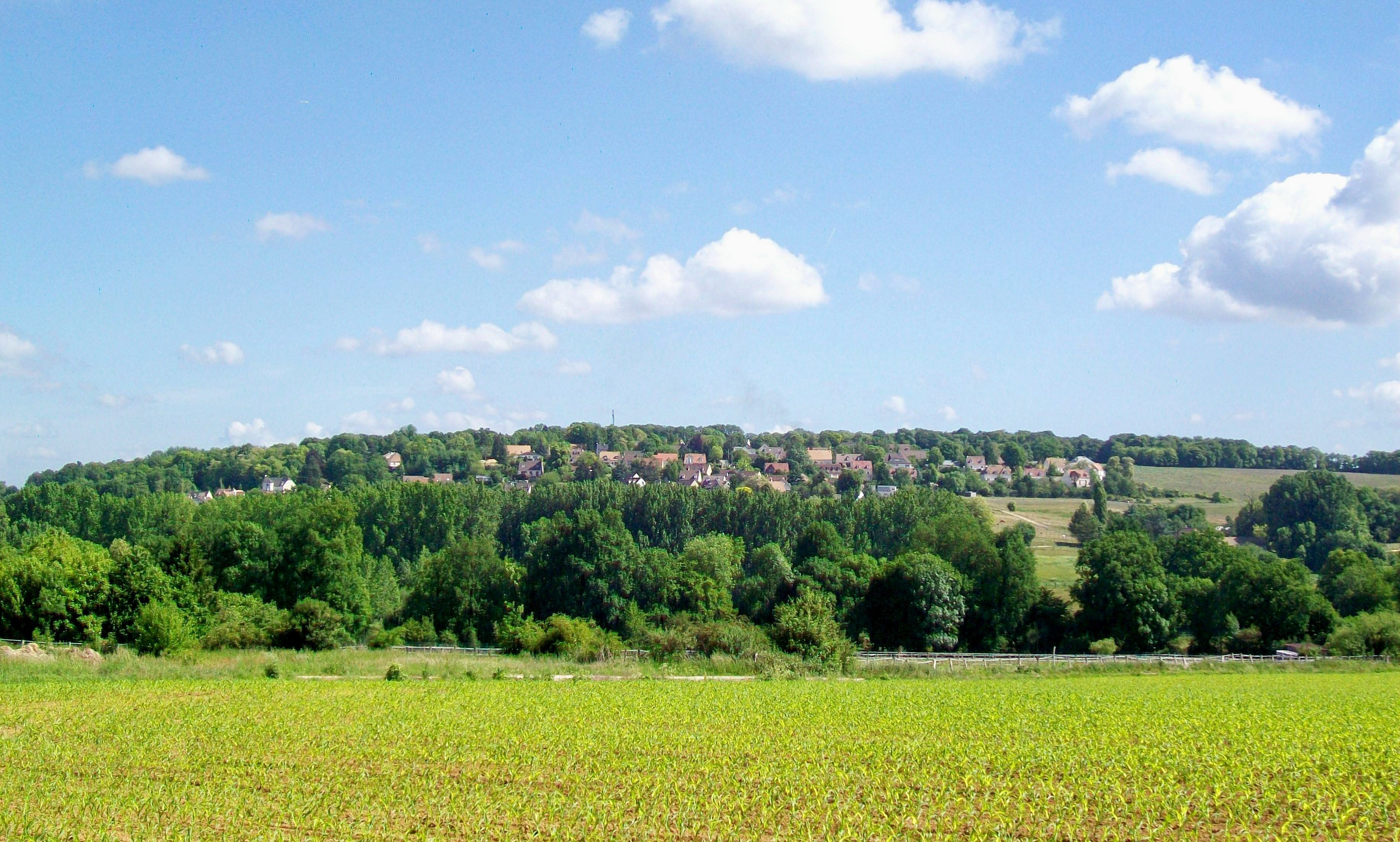
Vue sur le quartier des Coteaux de Chaumontel depuis le chemin rural dit de la Paroisse, depuis le sol de la commune de Luzarches.

Luzarches est adossée à l'une des anfractuosités de la suite de collines qui représente la ligne de partage des eaux entre la Seine et l'Oise, se poursuivant vers l'ouest par le massif de la forêt de Carnelle, et vers l'est par le versant nord de la vallée de l'Ysieux, avec des plateaux élevés appelées les Groux. Cette situation, à un endroit où se rencontrent différentes formes de relief et de paysages, fait le charme du site de Luzarches.
Le secteur occidental du bourg est dominé par un éperon rocheux, la butte de Saint-Côme, à 116 m d'altitude ; la butte des Brûlis lui faisant face de l'autre côté de la vallée de l'Ysieux à l'est de Chaumontel. Le niveau de l'Ysieux étant de 50 à 44 m environ sur le territoire communal, les collines surmontent son cours d'une soixantaine de mètres. La colline sur laquelle est bâtie Luzarches montre une altitude moyenne de 75 m et s'abaisse progressivement vers l'est, en remontant la vallée de l'Ysieux. Le point culminant de Luzarches se trouve au sud-ouest du bourg, à équidistance avec Belloy-en-France, atteignant une hauteur de 149 m. La forêt de Chantilly et plus précisément sa partie appelée forêt de Coye, occupe 479 ha soit 23 % du territoire communal. De très nombreux bois, pour la plupart privés, entourent le bourg à l'ouest, au sud et à l'est. Dans leur ensemble, les bois et forêts sont plus représentés que les terres cultivées. Aucune zone artisanale ou commerciale notable n'est présente sur le territoire communal.

### Géologie
En fonction de la nature du relief, différentes strates géologiques remontent à la surface du sol. Sur deux zones différentes, les limons des plateaux favorisent l'agriculture : en plaine de France, qui ne concerne que l'extrémité sud-ouest du territoire communal vers Belloy et Épinay-Champlâtreux, et dans la vallée d'Ysieux, à l'endroit où il forme une vaste cuvette au nord-est du bourg. Sinon, sauf sur les flancs des vallées de l'Ysieux et des ruisseaux et sauf en forêt de Coye, c'est le calcaire qui domine : calcaire grossier ( Lutécien) pour l'essentiel, et calcaire de Saint-Ouen (Marinésien) uniquement au début de la dépression qui interrompt au nord la plaine de France. Par ailleurs, cette strate est suivie d'une bande avec des sables d'Auvers et de Beauchamp (Auversien), que l'on ne trouve pas ailleurs sur le territoire de Luzarches. Ils sont exploités à la carrière à ciel ouvert d'Épinay-Champlâtreux, au nord du château vers Luzarches. Les sables sont généralement couverts de bois, ou bien de genêts et de fougères, les landes n'étant pas présentes à Luzarches.
Les fonds des vallées de l'Ysieux et des ruisseaux sont remplis d'alluvions, favorisant également l'agriculture. Dans la vallée de l'Ysieux en aval de Luzarches, la craie (Campanien) est présente de part et d'autre, sur une largeur pouvant dépasser 500 m. Sinon, c'est partout l'argile plastique (Sparnacien) qui prend le relais, parfois sur des bandes très étroites, souvent couvert de prairies. L'imperméabilité de l'argile peut provoquer la formation de marécages, ou, couvert par des sables, retenir des nappes phréatiques qui alimentent des sources mais favorisent des inondations en cas de fortes pluies. Suivent les sables de Cuise (Cuisien), dont la plus forte présence se constate sur le versant sud de la vallée de l'Ysieux en aval de Luzarches, délimité par la route de Seugy. En forêt de Coye, les sables de Bracheux et Poudingue sont largement représentés. Les sous-sols des buttes ont une particularité : en dessous de la strate argileuse, suivent des gisements de gypse, autrefois exploités à Épinay-Champlâtreux, commune voisine de Luzarches.

Carte géologique simplifiée de Luzarches.

Si l'on considère les sous-sols, les calcaires de Saint-Ouen, qui ne remontent à la surface qu'à la limite nord de la plaine de France, forment une couche homogène d'une douzaine de mètres d'épaisseur (moins au fond des vallées), qui se rencontre à partir de cinquante mètres d'altitude. Viennent ensuite une couche de sept à huit mètres d'argile plastique, en ce qui concerne le sud de la commune, et une mince couche de sables de Bracheux et Poudingue, en ce qui concerne le nord de la commune. Au sud de Luzarches, au point culminant sur les hauteurs de la plaine de France (qui, bien qu'étant plaine, se situe ici en altitude), les strates suivantes sont les sables de Cuise, le calcaire grossier, les sables d'Auvers et de Beauchamp à partir de cent mètres au-dessus de la mer, et enfin les calcaires de Saint-Ouen et une mince couche de limon.
Sous les gisements de gypse qui peuvent atteindre des centaines de mètres d'épaisseur, des veines de charbon ont été identifiés lors de sondages à partir de 1782, effectués sous la direction de Pierre-François Tubeuf, concessionnaire des mines de charbon de terre des Cévennes, dans le but d'ouvrir une exploitation minière. Ces sondages eurent lieu dans le vallon de la Charbonnière, à l'ouest du château de Rocquemont. Les veines atteignirent vingt-deux centimètres, ou même quatre-vingt-dix-huit centimètres divisées en quatre filons, mais une exploitation ne sembla pas économiquement faisable en raison de la forte présence d'eau, retenue par la couche d'argile mentionnée ci-dessus. Des sondages ultérieurs en d'autres lieux n'ont pas été couronnés de succès, la couche de gypse étant trop épaisse.

### Hydrographie

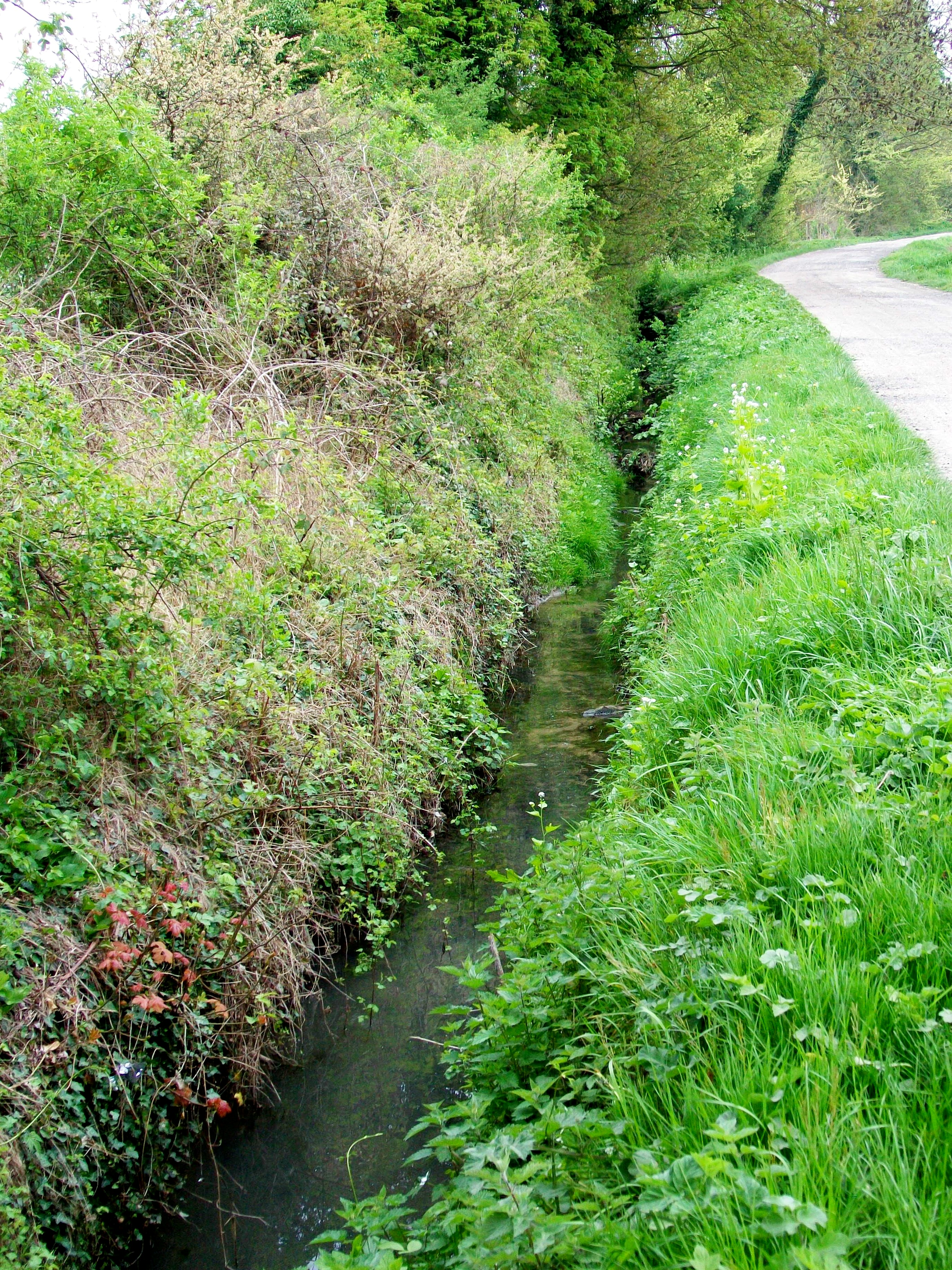
Le ru du Pontcel le long du chemin de la Paroisse, peu avant de rencontrer l'Ysieux.

Aucune rivière importante n'est présente sur le territoire de Luzarches. Le bourg est cerné par le ru du Poncel au nord et le ru Popelin au sud, qui alimentent tous les deux l’Ysieux. Ce dernier entre sur le territoire communal près du moulin de Lassy et s'écoule dans le sens sud-est - nord-ouest, quittant la commune 2,5 km après aux abords de Chaumontel et la rejoint une nouvelle fois pendant 500 m environ au moulin de Bertinval. C'est l'un des trois moulins à eau qui fonctionnaient autrefois à Luzarches, les autres étant le moulin de Glanne (ou de Glume), aujourd'hui disparu, et le moulin de Bécherel (ou moulin de Luzarches).
Quant aux ruisseaux, il est intéressant d'observer que leur cours est principalement ouest - est et donc pratiquement opposé à celui de l'Ysieux. Le ru du Poncel prend naissance au versant nord de la colline de Saint-Côme. Long de 1 300 m seulement, il est canalisé sur la majorité de son parcours. Autrefois, il remplissait un abreuvoir à l'emplacement de l'actuel jardin public en bas de la rue Erik-Satie. Il donne aussi son nom à la partie septentrionale de la rue qui traverse le bourg du nord au sud, l'ancienne Route Nationale 16.
Le ru Popelin atteint une longueur de 3 km environ. Contrairement au ru du Poncel, il est alimenté par plusieurs sources, qui, en partie, donnent vie à des courts ruisseaux avant d'atteindre le ru Popelin. Ce dernier a son origine dans le vallon de la Charbonnière, à l'ouest du stade et au nord-ouest du centre du bourg, avec trois sources différentes dont celle du lavoir de Rocquemont dit de la Grande Fontaine. Le fond du vallon étant couvert d'une couche d'argile imperméable, c'est naturellement ici que l'eau d'infiltration captée par les collines pénètre à la surface. Deux autres sources jaillissent au sud de Luzarches, près de l'échangeur de la RD 316 avec la rue de Paris, et forment un petit ruisseau. Encore deux autres sources sont localisées à l'ouest et au sud du hameau de Gascourt, près duquel les quatre ruisseaux se rejoignent pour s'écouler 650 m après dans l'Ysieux. Cette petite rivière est par ailleurs alimentée par d'autres sources sur le territoire de Luzarches, notamment situées au bois appelé le Gouy vers Hérivaux, mais de très faible débit.
Avec la multitude des sources, alliée aux caractéristiques des sols, les conditions sont propices à la formation de prés humides au fond des vallons, de mares et de petits étangs. Les principaux étangs, à Hérivaux et à l'ouest du bourg, étaient des viviers pour l'élevage de poissons.

### Climat
Pour des articles plus généraux, voir Climat de l'Île-de-France et Climat du Val-d'Oise.
En 2010, le climat de la commune est de type climat océanique dégradé des plaines du Centre et du Nord, selon une étude du CNRS s'appuyant sur une série de données couvrant la période 1971-2000. En 2020, Météo-France publie une typologie des climats de la France métropolitaine dans laquelle la commune est dans une zone de transition entre le climat océanique et le climat océanique altéré et est dans la région climatique Sud-ouest du bassin Parisien, caractérisée par une faible pluviométrie, notamment au printemps (120 à 150 mm) et un hiver froid (3,5 °C).
Pour la période 1971-2000, la température annuelle moyenne est de 10,7 °C, avec une amplitude thermique annuelle de 14,4 °C. Le cumul annuel moyen de précipitations est de 695 mm, avec 10,4 jours de précipitations en janvier et 8,1 jours en juillet. Pour la période 1991-2020, la température moyenne annuelle observée sur la station météorologique la plus proche, située sur la commune de Saint-Witz à 11 km à vol d'oiseau, est de 11,9 °C et le cumul annuel moyen de précipitations est de 676,8 mm,. Pour l'avenir, les paramètres climatiques de la commune estimés pour 2050 selon différents scénarios d'émission de gaz à effet de serre sont consultables sur un site dédié publié par Météo-France en novembre 2022.

### Risques et catastrophes naturels
Si la commune a un très faible risque sismique, elle est exposée à d'autres risques : les ruissellements, ou autrement dit, des coulées de boue, pouvant déboucher sur des mouvements de terrain.
La commune a connu de 1987 à 2000 trois ruissellements, sinistres reconnus catastrophes naturelles avec publication d'arrêtés de reconnaissance de catastrophe naturelle publiés au Journal Officiel. Fin mai / début juin 1992, les caves et sous-sols ont en plus été inondés.
| Type de catastrophe            | Début          | Fin            | Arrêté          | Parution au J.O. |
| ------------------------------ | -------------- | -------------- | --------------- | ---------------- |
| Inondations et coulées de boue | 24 août 1987   | 25 août 1987   | 3 novembre 1987 | 11 novembre 1987 |
| Inondations et coulées de boue | 31 mai 1992    | 1er juin 1992  | 21 août 1992    | 23 août 1992     |
| Inondations et coulées de boue | 2 juillet 2000 | 2 juillet 2000 | 25 octobre 2000 | 15 novembre 2000 |

## Urbanisme

### Typologie
Au 1er janvier 2024, Luzarches est catégorisée petite ville, selon la nouvelle grille communale de densité à sept niveaux définie par l'Insee en 2022.
Elle appartient à l'unité urbaine de Viarmes, une agglomération intra-départementale regroupant cinq  communes, dont elle est ville-centre,,. Par ailleurs la commune fait partie de l'aire d'attraction de Paris, dont elle est une commune de la couronne,. Cette aire regroupe 1 929 communes,.

### Morphologie urbaine
La délimitation du centre ancien de la commune permet de retracer les contours du bourg du Moyen Âge jusqu'à la fin du XIXe siècle, l'extension du bourg n'ayant pas évolué pendant plusieurs siècles. Le centre ancien est orienté dans un sens est-ouest, alors que l'agglomération dans son ensemble s'étire plutôt dans un sens nord-sud : les extensions progressives ont eu lieu vers le nord, entre le centre ancien et la gare, et vers le sud, de part et d'autre de l'ancienne route nationale. De ce fait, lorsqu'on s'approche de Luzarches en venant de Fosses à l'est ou de Saint-Martin-du-Tertre à l'ouest, on découvre encore les abords du bourg à peu près comme ils se présentaient un siècle auparavant.
Au centre-ville, on rencontre des maisons anciennes des XIXe et XVIIIe siècles essentiellement, mais nombre de maisons plus anciennes ont également subsisté. En général, les maisons comptent un ou deux étages ; les maisons à deux étages se concentrant dans le secteur entre la halle et la mairie qui est le centre des activités commerciales depuis toujours. L'architecture traditionnelle est celle de toutes les villes rurales du nord de l'Île-de-France, ne conférant aucun caractère particulier aux maisons qui par ailleurs présentent des façades dégradées en majorité. La couleur dominante au centre-ville est le gris. Les maisons ayant bénéficié de rénovations pendant les années 1980 et 1990 ont perdu les rares éléments architecturaux permettant l'identification de leur époque de construction. Depuis quelques années seulement, des maisons en dehors des axes de circulation ont été rénovées dans le respect de l'architecture d'origine.
Les villas d'agrément du XIXe siècle se trouvent surtout à l'est du centre-ville, sur les hauteurs de Saint-Côme et sur les flancs de la colline. Dans la même époque, quelques maisons ont fait leur apparition le long du nouveau tracé de l'ancienne route nationale au sud du bourg, l'actuelle avenue de la Libération. Les lotissements de la deuxième moitié des années 1920  et de 1950 à 1990 sont sortis de terre à différents endroits au sud et surtout au nord du bourg, souvent sans concept particulier et de façon quelque peu désordonnée. Le logement collectif se résume toujours aux maisons anciennes du centre-ville, à une exception près (non loin de la gare). L'agglomération atteint aujourd'hui une longueur nord-sud de près de 2 km, avec une largeur est-ouest de 1,1 km environ. Dans le parc naturel régional Oise-Pays de France, Luzarches est aujourd'hui la commune la plus touchée par la cabanisation, contribuant à dégrader la qualité de son environnement paysager. Dans la vallée de l'Ysieux, à l'est de la commune, des pavillons et villas ont été construits en dehors de toute agglomération existante, sur des anciennes surfaces agricoles (lieu-dit La Prairie) et sur des parcelles boisées (hameau de la Biche).

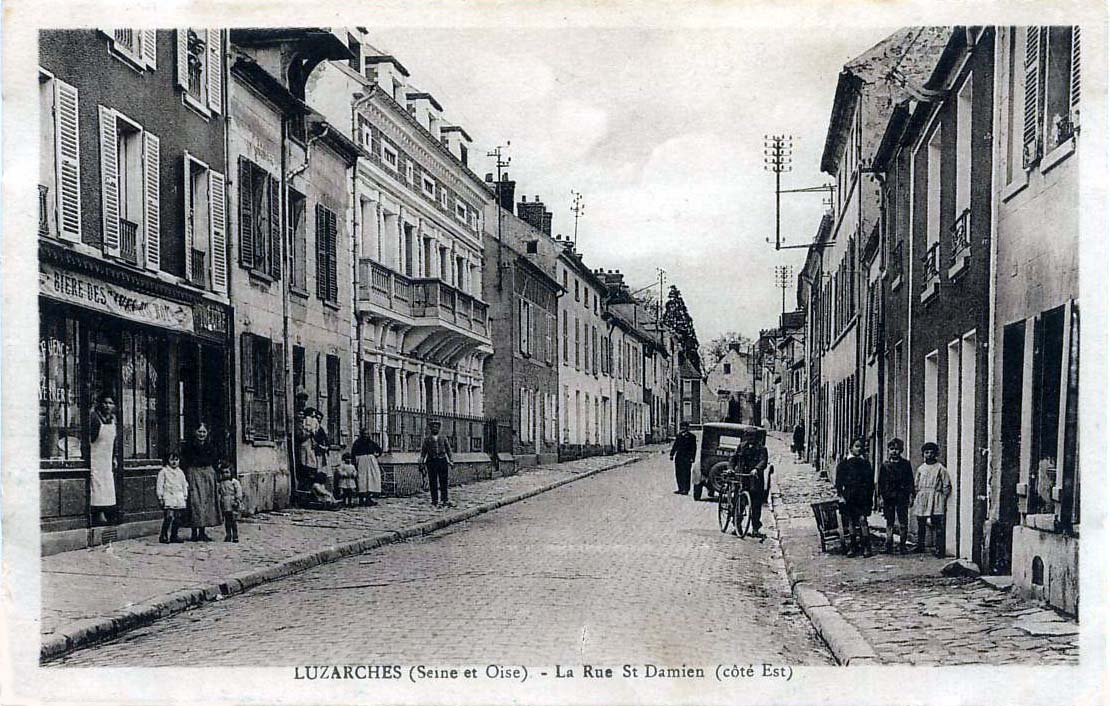
La rue Saint-Damien, côté est en direction de l'église ; la RD 922 passait par ici avant la construction de la déviation.
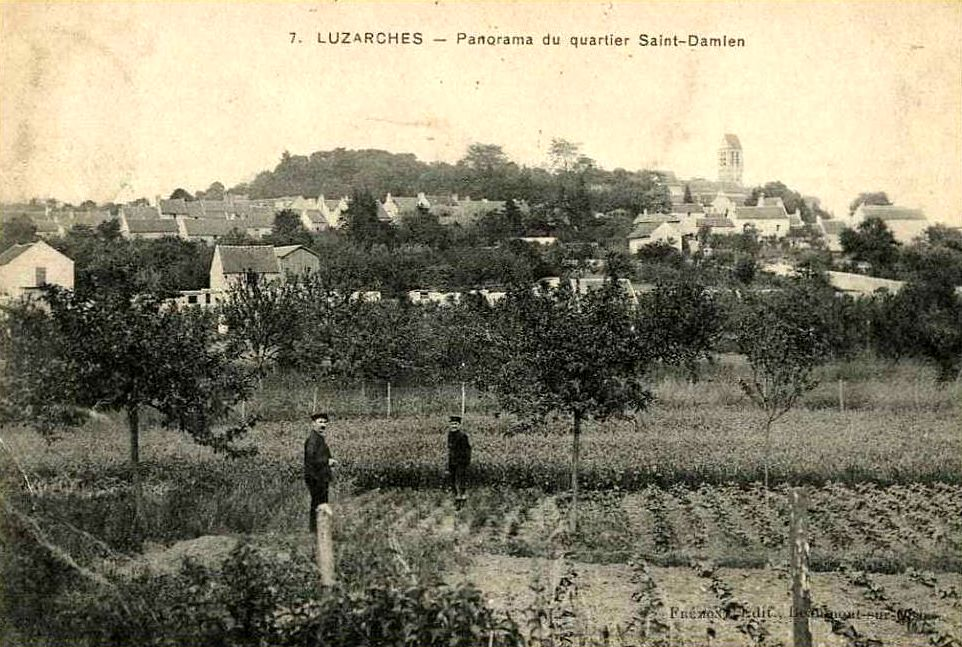
Vue sur le quartier présenté par la photo précédente, depuis l'emplacement de l'actuel groupe scolaire : cette silhouette n'avait guère changé depuis le Moyen Âge.
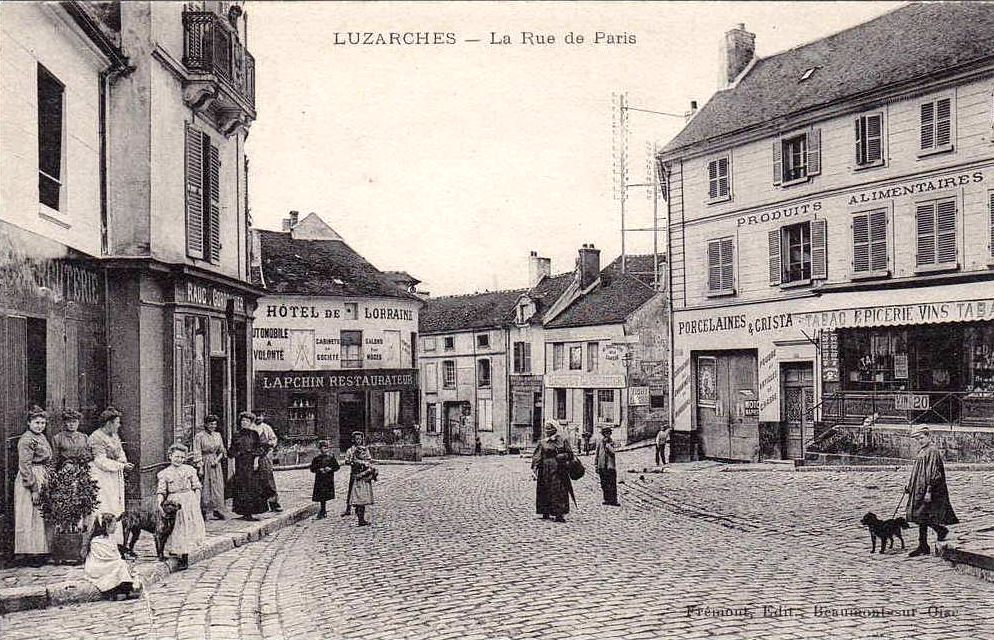
La rue Charles-de-Gaulle, vue depuis la place de la Mairie en direction du sud ; c'est une section de l'ancienne RN 16 pour Paris. La concentration des commerces confère à la scène une animation urbaine.
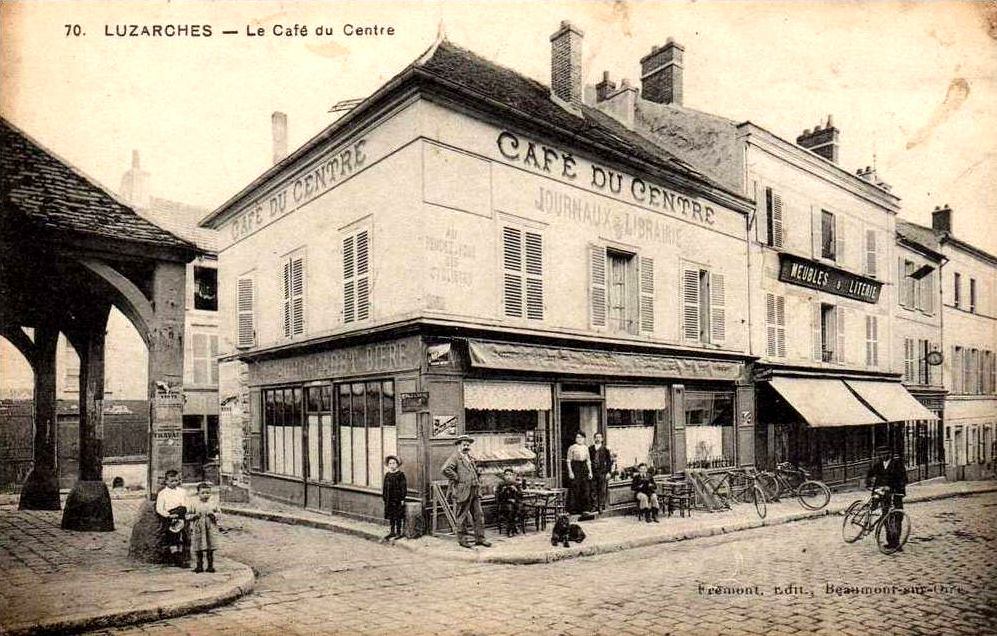
Le café du centre à côté de la halle ; l'ancien magasin de meubles à droite correspond à l'actuel Caviste.
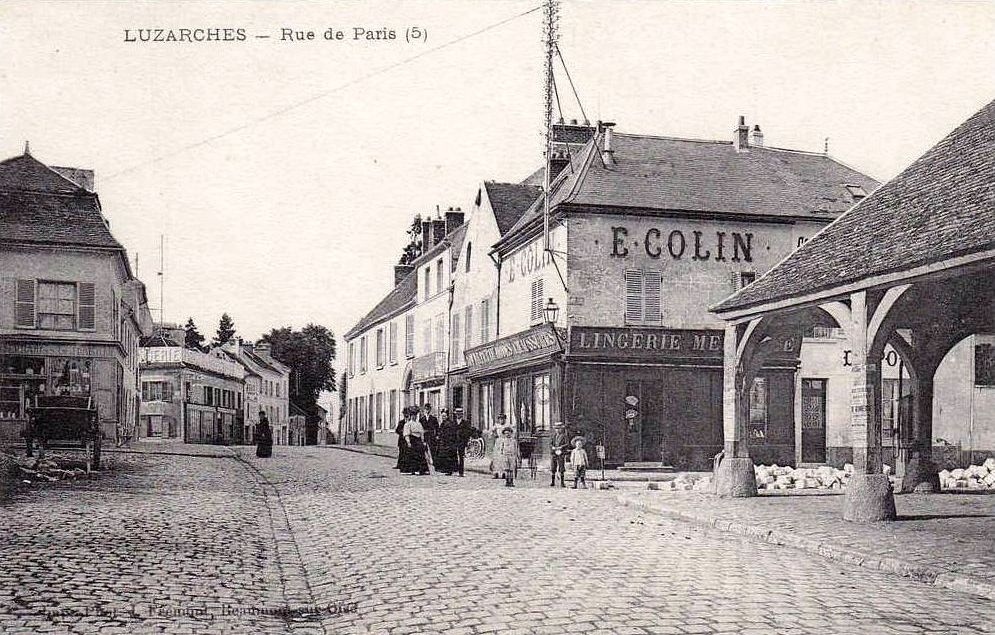
Le début de la rue du Pontcel. Elle correspond à un secteur de l'ex-RN 16, et le trafic pour Amiens passait par ici. À droite débute la rue Bonnet, et au fond à gauche la rue Vivien (ex-RD 922 vers Beaumont).

### Voies de communication et transports

#### Voies de communication

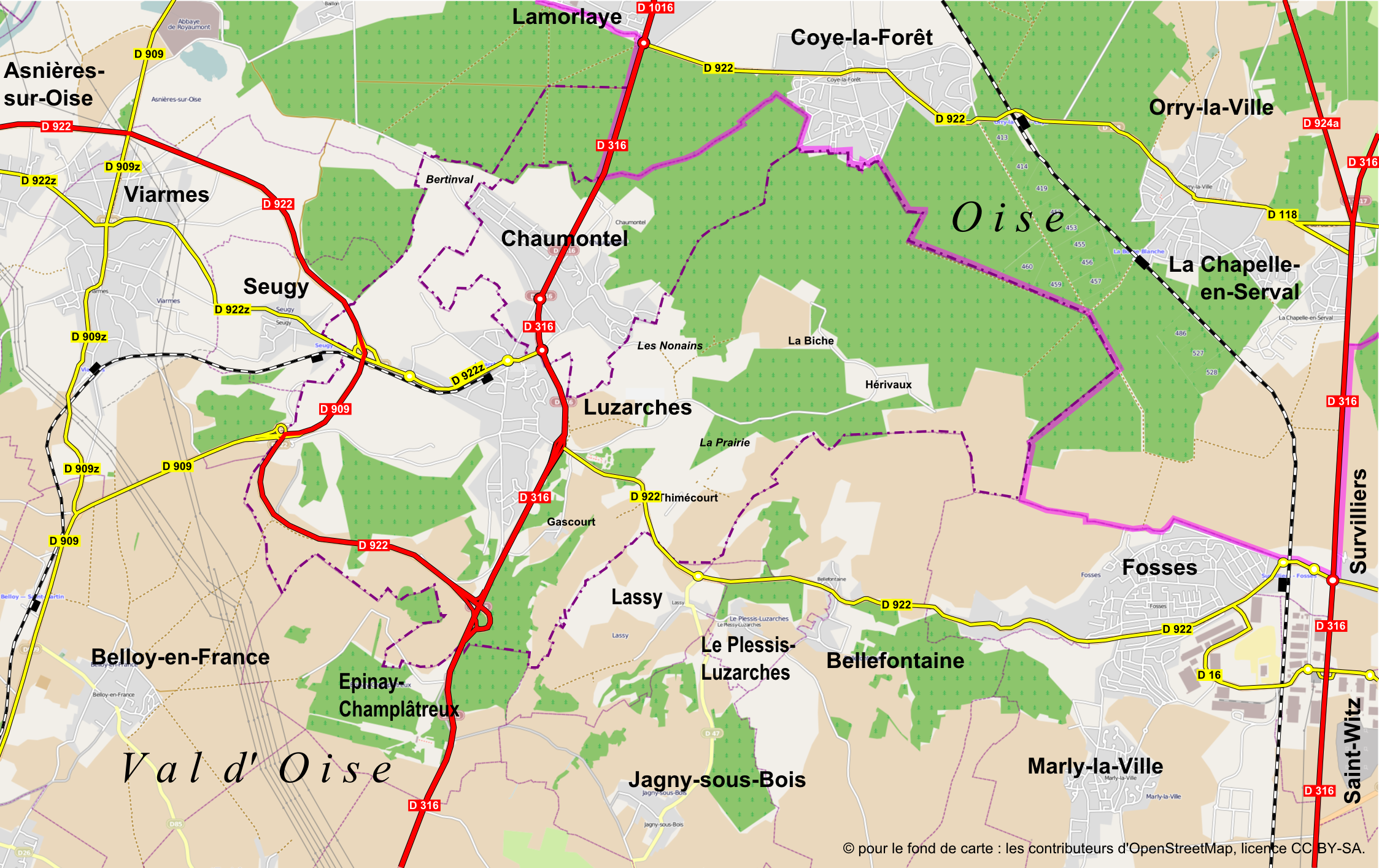
Routes départementales et voies ferrées concernant la commune de Luzarches.

Luzarches est concerné par deux routes départementales d'envergure, toutes les deux des anciennes routes nationales dont les origines remontent loin dans le passé, et qui ont plusieurs fois vu leur tracé se modifier. La principale voie de communication est la D 316, ancienne N 16 jusqu'en 2005 et issue d'une voie gallo-romaine. Orientée dans un sens nord-sud, elle passe aujourd'hui à l'est du bourg et relie Paris ou respectivement Pierrefitte-sur-Seine à Chantilly, Creil et Amiens. Dans le département de l'Oise, elle est appelée D 1016. La déviation du bourg se prépare dès 1955 par l'acquisition des terrains nécessaires et a été réalisée au cours des années 1960. L'ancien tracé par le centre-ville (avenue de la Libération, rue Charles-de-Gaulle, rue du Pontcel) est aujourd'hui classé comme D 16 E1. Mais ce ne fut pas non plus le tracé d'origine, qui était complètement différent au sud de Luzarches jusqu'au milieu du XVIIIe siècle, et subsiste encore sous la forme de chemins ruraux. Une rue de Luzarches, appelée vieux chemin de Paris, indique encore le tracé de l'ancienne voie romaine. À partir de la ferme de Trianon dans la commune voisine d'Épinay-Champlâtreux, elle prend le nom d'allée d'Écouen et subsiste effectivement sur pratiquement toute la longueur du parcours jusqu'à cette ville.
L'autre grande route traversant le territoire de Luzarches est la D 922, ancienne N 322 jusqu'en 1972, orientée dans un sens est-ouest. La section comprise entre l'échangeur avec la D 316 à l'est de l'église de Luzarches et le carrefour avec la D 317 à Fosses / Survilliers est aujourd'hui réservée à la desserte locale et interdite aux poids lourds. Par contre, la déviation de Luzarches (terminée vers 2005) et tout le parcours jusqu'à Beaumont-sur-Oise a bénéficié d'un nouveau tracé sous la forme d'une voie express. Avant la mise en service de cette déviation, la D 922 ne passait déjà plus par le centre-ville, mais au nord de la gare de Luzarches. Cet itinéraire qui prend son origine au rond-point de la D 316 entre Luzarches et Chaumontel est aujourd'hui désigné D 922 Z. Avant sa création, la circulation passait par les rues Saint-Damien et Vivien, et entre ces deux rues empruntait la N 16 sur 200 m environ en plein centre du bourg. Venant de Survilliers, on entrait dans Luzarches par la rue de Meaux, devenue une impasse avec la construction de la nouvelle N 16.
Deux sentiers de grande randonnée traversent Luzarches :
- le GR 1 - tour de Paris : il arrive du nord-est, et depuis la gare d'Orry-la-Ville-Coye, traverse la forêt d'Orry, secteur de la forêt de Chantilly, et passe non loin de l'abbaye d'Hérivaux, de la ferme des Nonnains et du moulin de Luzarches. À cet endroit, le tronc commun avec le GR 655 s'interrompt. À la suite de la traversée de Luzarches à la marge du centre, il passe par l'abreuvoir et près du lavoir de Rocquemont, et par le vallon de la Charbonnière où il rejoint de nouveau le GR 655. Le tronc commun des deux sentiers décrit une détour par le plateau de la plaine France avant de quitter le territoire communal pour Seugy près du golf du mont Griffon.
- le GR 655 - chemin de Tours ou via Turonensis, de la Belgique vers Saint-Jacques-de-Compostelle : dans les environs de Luzarches, il partage son itinéraire avec le GR 1 sauf aux abords du bourg. Près du moulin de Luzarches, il se dirige vers la D 922 et continue en accotement routier sur le trottoir, passant près des châteaux de Saint-Thaurin et de Chauvigny. Contrairement au GR 1, il traverse le centre-ville et monte ensuite sur la butte de Saint-Côme, emprunt le chemin des Martyrs et redescend dans le vallon de la Charbonnière pour rejoindre le GR 1.

Plusieurs sentiers de petite randonnées sont balisés dans les environs de Luzarches. Du fait que la circulation se concentre sur les quelques axes exposés ci-dessus, les autres routes sont faiblement fréquentées par les automobilistes et peuvent être intégrées dans des randonnées. Dans la forêt d'Orry et de Chantilly, de multiples itinéraires de randonnée sont possibles.

#### Transports

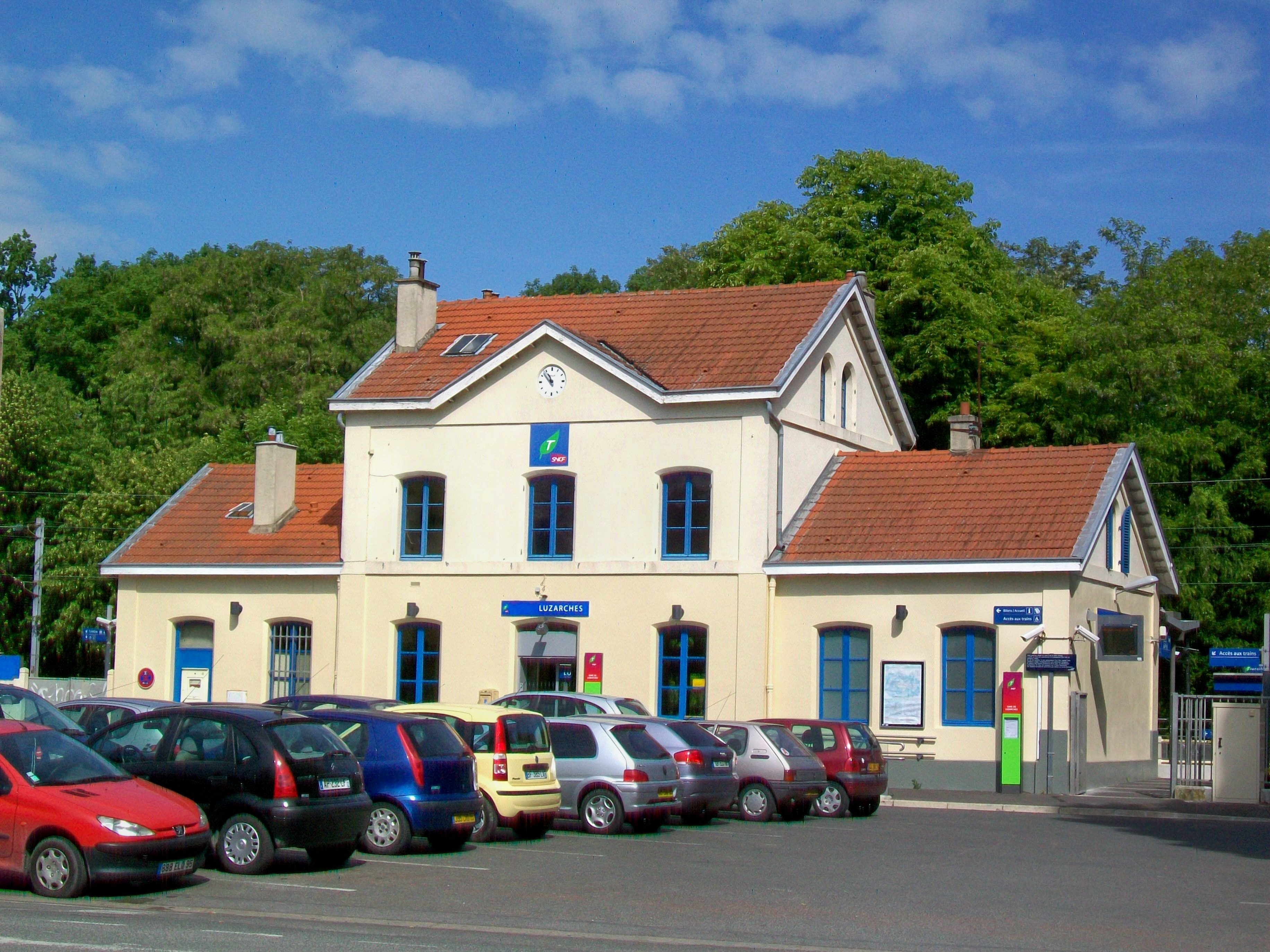
La gare de Luzarches, côté ville.

La gare de Luzarches est le terminus d'une des branches de la ligne H du Transilien Paris-Nord. Elle est située sur la ligne de Montsoult - Maffliers à Luzarches. Elle est desservie à raison d'un train semi-direct toutes les 30 minutes pendant les heures de pointe (direct de Sarcelles - Saint-Brice à Montsoult-Maffliers et omnibus ensuite) et par un train omnibus toutes les heures. Le reste du temps. Il faut compter de 46 à 48 minutes de trajet à partir de la gare du Nord.
Le centre-ville de Luzarches est desservi par les lignes de bus régulières suivantes :
- Ligne 95.10 du réseau de bus Haut Val-d'Oise, Luzarches (la halle) ↔ Goussainville RER : le service de cette ligne se résume à deux allers le matin et deux retours le soir, du lundi au vendredi. La vocation de la ligne est de relier les petites communes de Bellefontaine, Lassy, Le Plessis-Luzarches, Jagny-sous-Bois et Châtenay-en-France à la ligne D du RER.
- Ligne 12 du réseau de bus Roissy Est Goussainville RER  ↔ Chaumontel, Mairie : fonctionnant en période de pointe du lundi au vendredi, cette ligne a comme vocation de relier Chaumontel et Luzarches rapidement à la gare de Goussainville pour correspondance avec le RER D. Aucun arrêt n'est effectué entre Luzarches et Goussainville. Chaumontel est desservi en boucle. Le matin, Luzarches est uniquement desservi dans la direction de Goussainville, et le soir, uniquement dans la direction de Chaumontel : ainsi, des déplacements aller/retour dans la journée ne sont pas possibles entre les deux communes voisines. En outre, pour se rendre de Luzarches à Goussainville le soir, il faut prendre un car en direction de Chaumontel et rester dans le car.
- Ligne Express 100 Roissypôle / Gare Aéroport Charles-de-Gaulle 1 ↔ Persan-Beaumont SNCF : Cette ligne créée par le STIF en date du 1er septembre 2010 représente la principale offre de transports en commun pour la commune de Luzarches, hormis les trains de la ligne H. Il s'agit d'une liaison express entre Persan, Beaumont-sur-Oise et la plate-forme aéroportuaire de Roissy. La ligne fonctionne tous les jours de l'année entre 5 h 52 (premier passage de Luzarches) à 21 h 28 (dernier passage), sauf les week-ends quand le premier passage a lieu à 6 h 23. L'horaire est cadencé à raison d'un car toutes les heures (toutes les 30 min. du lundi au vendredi pendant les heures de pointe) ; cependant, des légères variations de la durée du trajet en fonction des périodes de la journée font que les minutes de passage ne sont pas toujours identiques. À Luzarches, uniquement la gare est desservie ; l'arrêt s'effectuant non sur la place de la gare mais derrière la gare (en venant du centre-ville), sur la route des Bruyères (D 922 z), accès direct depuis les quais de la gare par un chemin piétonnier.

Par ailleurs, des lignes à vocation scolaire du réseau de bus Haut Val-d'Oise et du réseau de bus Roissy Ouest n'admettent que les élèves :
- 46 : Luzarches, Lycée Gérard de Nerval ↔ Noisy-sur-Oise - Place Gambetta ou Le Plessis-Gassot, Poste EDF
- 47 : Luzarches, Lycée Gérard de Nerval ↔ Saint-Martin-du-Tertre, Près de Carnelle Cette ligne ne dessert pas la gare.
- 48 : Fontenay-en-Parisis - Centre ↔ Fosses, Lycée Baudelaire et Collège Stendhal Cette ligne ne dessert pas la gare.
- 50 : Viarmes, Route de Royaumont ↔ Mortefontaine, Institut Saint-Dominique
- R117 : Luzarches, Lycée Gérard de Nerval ↔ Survilliers, centre-ville Cette ligne ne dessert pas la gare.

Luzarches ne dispose pas d'un service de transport urbain. Les hameaux de la commune ne sont pas desservis par les lignes régulières.

### Lieux-dits, hameaux et écarts
Luzarches compte six écarts : Gascourt, Thimécourt / la Prairie, la Biche, Hérivaux, les Aulnes de Chauvigny et le Moulin de Bertinval.
Les quatre plus anciens, sont situés à l'est du bourg dans la vallée de l'Ysieux : Gascourt, Thimécourt / la Prairie sont des petits villages ; la Biche est un lotissement de villas de grand standing des années 1960 et 1970 ; et Hérivaux se résume aujourd'hui au domaine de l'ancienne abbaye du même nom, le reste du hameau ayant disparu vers la fin du Moyen Âge.
Les Aulnes de Chauvigny et le Moulin de Bertinval sont les plus récents. Ils constituent depuis début 2022, deux hameaux à part entière, signalés chacun par un panneau de voirie officiel. Le premier d’une superficie d’un peu plus de 7 ha est situé en limite communale avec la commune de Seugy sur la RD 922z. Le second d’un peu plus de 20 ha, est situé route de Baillon, entre Chaumontel et le Hameau de Baillon à Asnières sur Oise.
Le développement maximal du territoire communal est de 8 440 m dans le sens est-ouest et de 5 600 m dans le sens nord-sud.

### Logement

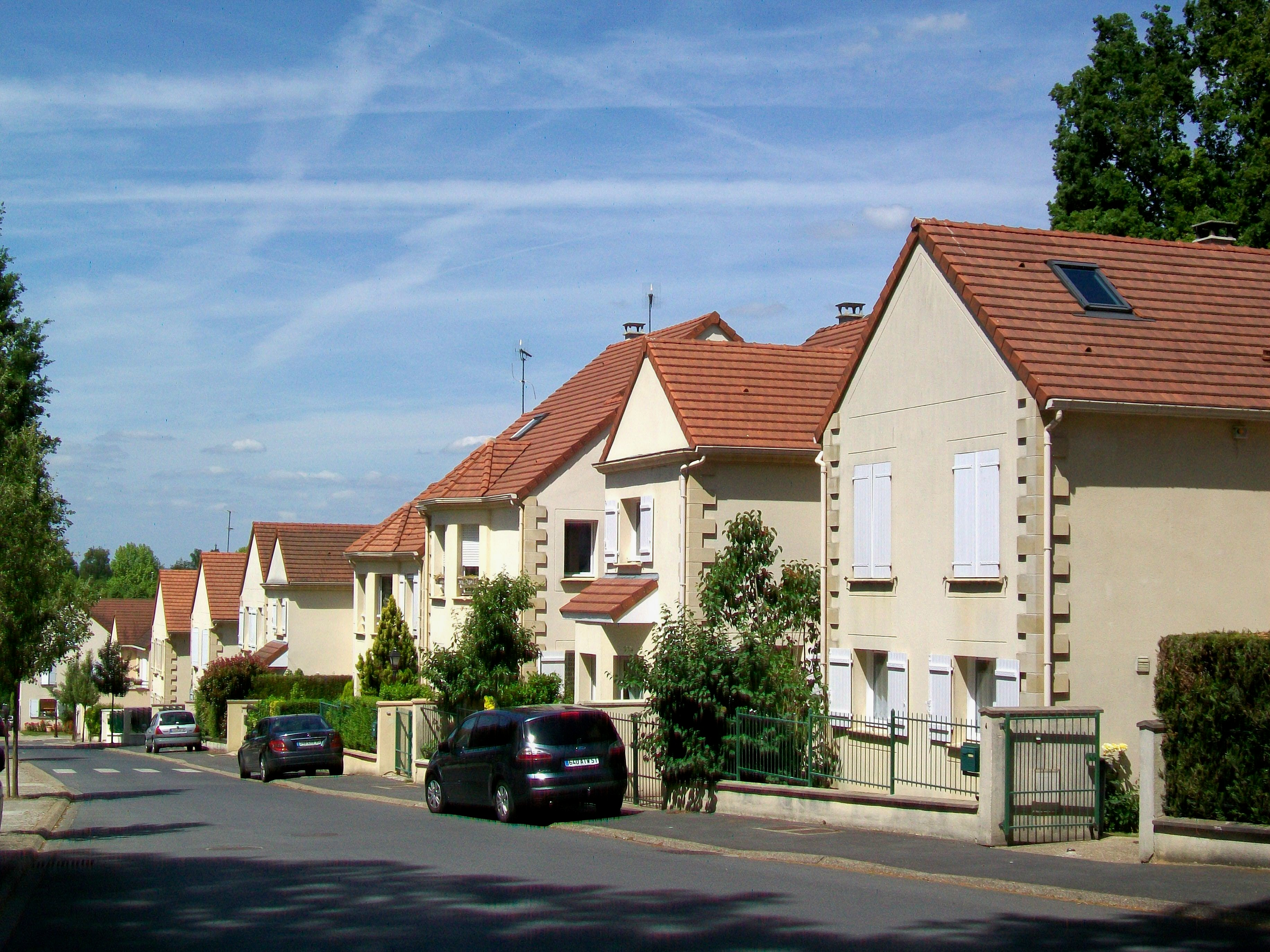
La rue du Parisis, dans le récent quartier pavillonnaire au nord-est du centre-ville, entre la rue du Pontcel et la RD 316.

De 1968 à 2007, le nombre des logements recensés à Luzarches est passé de 810 à 1 830, soit une augmentation de 126 %. Environ un tiers des logements correspondait à des appartements en 2007, et les deux tiers à des maisons ; en 1999 encore, la part des appartements n'avait été que de 27,5 %. Cette évolution tout comme la diminution du taux des résidences secondaires, passant de 15,6 % en 1968 à 3,6 % en 2007, traduit l'englobement progressif des communes de la grande couronne dans la sphère d'influence de la capitale, avec l'augmentation du prix de l'immobilier et la pression immobilière. Toutefois, en 1968 comme en 2007, le taux des logements secondaires est trois fois supérieur à la moyenne départementale. Environ 5 % des logements sont vacants à Luzarches, légèrement plus que dans le Val-d'Oise, où ce taux a diminué depuis 1999 ce qui ne fut pas le cas de Luzarches.
Luzarches, petite ville résidentielle en périphérie de la région parisienne, présente un taux de propriétaires supérieur à la moyenne départementale, avec 66,0 % par rapport à 56,0 %. Bien que Luzarches ne soit pas une commune essentiellement pavillonnaire, le logement HLM est peu représenté et ne concerne que 10,3 % des résidences principales en 2007, soit environ 40 % du taux du Val-d'Oise, 24,1 %. Les grands logements sont nettement surreprésentés à Luzarches ; 43,1 % ayant au moins cinq pièces, par rapport à 30,3 % dans le Val-d'Oise. En même temps, les logements à trois et quatre pièces se font plus rares à Luzarches, mais les logements à deux pièces plus fréquents. Ceci est lié en partie à la structure d'âge du parc immobilier de Luzarches. En effet, 29,2 % des logements y datent d'avant 1949, par rapport à 17,5 % sur le plan départemental : ce sont les logements au centre-ville ancien, qui représentent encore une proportion importante du fait de l'expansion urbaine modérée qu'a connue Luzarches. Ainsi, deux fois moins de logements ont été construits à Luzarches entre 1949 et 1974 que dans le Val-d'Oise ; ce rapport ne s'est inversé que depuis 1990, quand 26 % des logements de Luzarches ont été construits (15,7 % dans le Val-d'Oise).

### Occupation des sols simplifiée
Le territoire de la commune se compose en 2017 de 80,72 % d'espaces agricoles, forestiers et naturels, 10,42 % d'espaces ouverts artificialisés et 8,86 % d'espaces construits artificialisés.

## Toponymie
Luzarches est l'unique commune de ce nom en France. Le toponyme a évolué ainsi : Luzareca en 680, Luzarca en 692, Lusarcha au VIIIe siècle, Lusarchiis au XIIe siècle, puis Lusarchiac ou Lusarcum au bas Moyen Âge, pour évoluer ensuite vers sa forme moderne : « Lusarche », « Lusarches » et « Luzarches ». Ayant fait l'objet de plusieurs hypothèses jusqu'au XIXe siècle.
L'origine du toponyme vient probablement de la position des lieux, si l'on considère que la langue parlée localement aux origines de Luzarches a été le gaulois. Le toponyme se compose de deux mots : « luz » (ou « luzet ») signifiant « ancien enclos », et « ar » (ou « arke ») signifiant « conduit » ou « passage » en gaulois. D'autres interprétations à partir du gaulois sont possibles. Ainsi, « luz » se traduit aussi par « eau », « prairie » et « bois sacré », « ar » par « près » et « cha », « ca » ou « ches » par « lieu », « séjour », « demeure », « habitation », « enceinte » ou « forteresse ». L'une des théories du XVIIIe siècle, établie par M. de Launay, cherche la signification de « Luzarches » dans le latin. Le toponyme viendrait de Acx Lucorum, nom pourtant jamais usité et qui signifierait « citadelle des bois sacrés ».

## Histoire
Luzarches fut un bourg d'une certaine importance, tirant sa prospérité du passage de la grande route Paris - Amiens. Dès la deuxième moitié du XIXe siècle toutefois, l'avènement du chemin de fer changea la donne ; les routes perdant leur importance pour le transport longue distance. Luzarches n'obtint le raccordement au réseau ferroviaire qu'en date du 1er mai 1880, moyennant une antenne en impasse, sans desserte efficace vers Paris. De ce fait, la commune ne fut pas choisie comme lieu de résidence par les nombreux Parisiens et habitants de la petite banlieue s'installant progressivement à la campagne. Luzarches a donc connu un développement mesuré et a ainsi préservé son caractère de bourg rural.

### Préhistoire et Antiquité
La densité des monuments mégalithiques dans les environs de Luzarches, telle que l'on pouvait encore la constater dans la première moitié du XIXe siècle, permet de conclure que la population y était non négligeable au Néolithique. Les témoignages de cette culture ont ensuite disparu de la commune de Luzarches. Pendant l'âge du bronze (soit de 1 800 à 700 av. J.-C.), le site de Luzarches fut également peuplé, comme nous le savons par une cachette de fondeur de bronze découverte par hasard vers 1850. Le second âge du fer voit l'avènement celtique avec la civilisation de la Tène. Les Parisii, peuple gaulois, s'installent dans le nord-est de l'actuel Val-d'Oise. On suppose qu'au moins un oppidum fut érigé à Luzarches.
Pour l'époque du règne de Jules César, nous avons la certitude que le site du bourg actuel de Luzarches fut peuplé. Un camp militaire ou castrum fut établi sur la butte de Saint-Côme, dont les anciennes limites furent encore visibles vers le milieu du XIXe siècle. En 1863, plusieurs tombes romaines y ont été découvertes, avec des débris de plusieurs objets permettant une datation du IVe ou Ve siècle de notre ère. En 1980, quatre villae furent découvertes autour de Luzarches, dont une, située à Hérivaux, a été systématiquement fouillée : les résultats témoignent de la prospérité des habitants.

### Le Moyen Âge

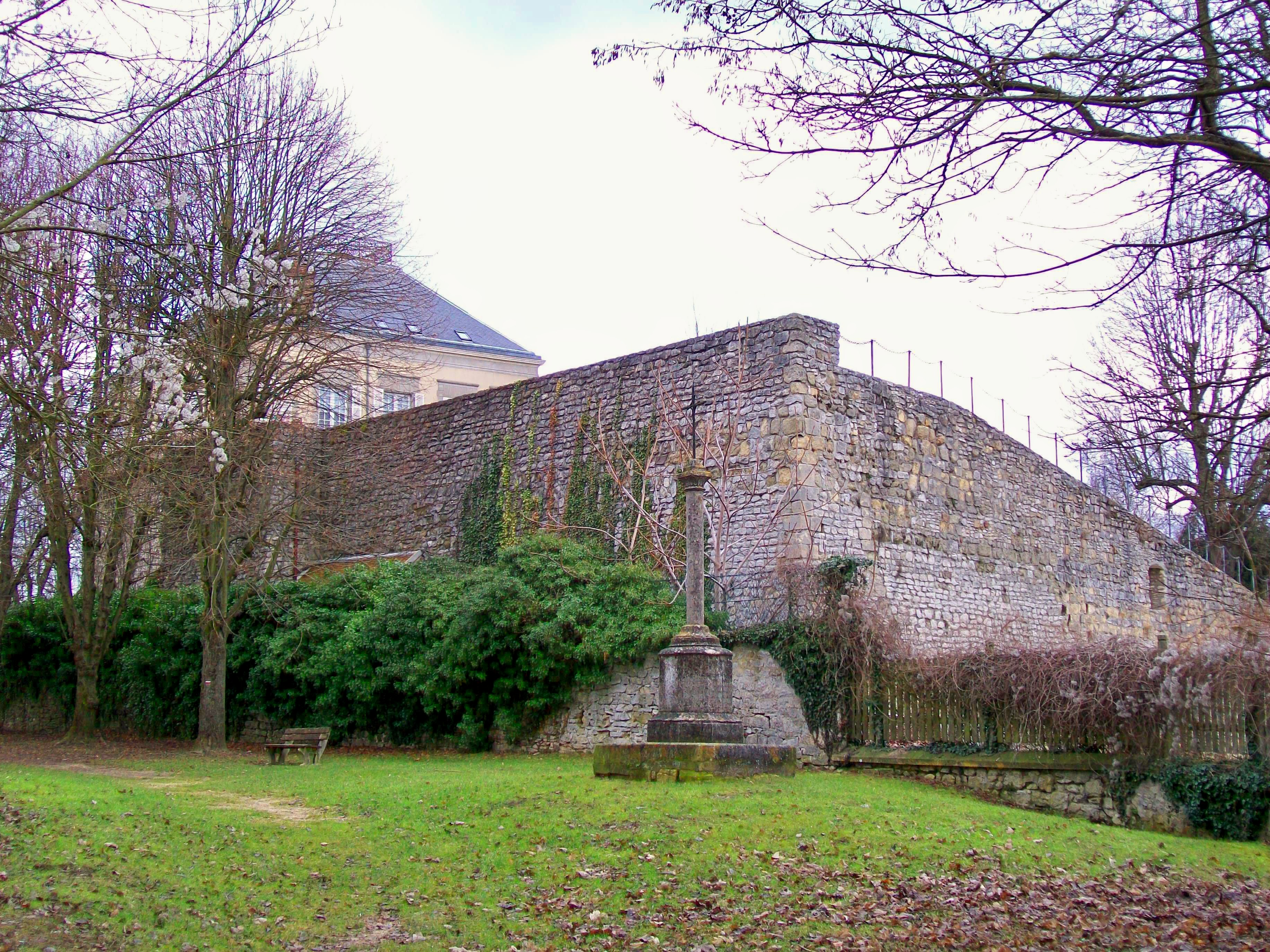
L'enceinte intérieure du château d'En-Haut (ou château Saint-Côme) qui pourrait dater du XIe siècle, à même titre que le donjon ; c'est vers le sud-est que les murs gardent encore leur hauteur initiale.

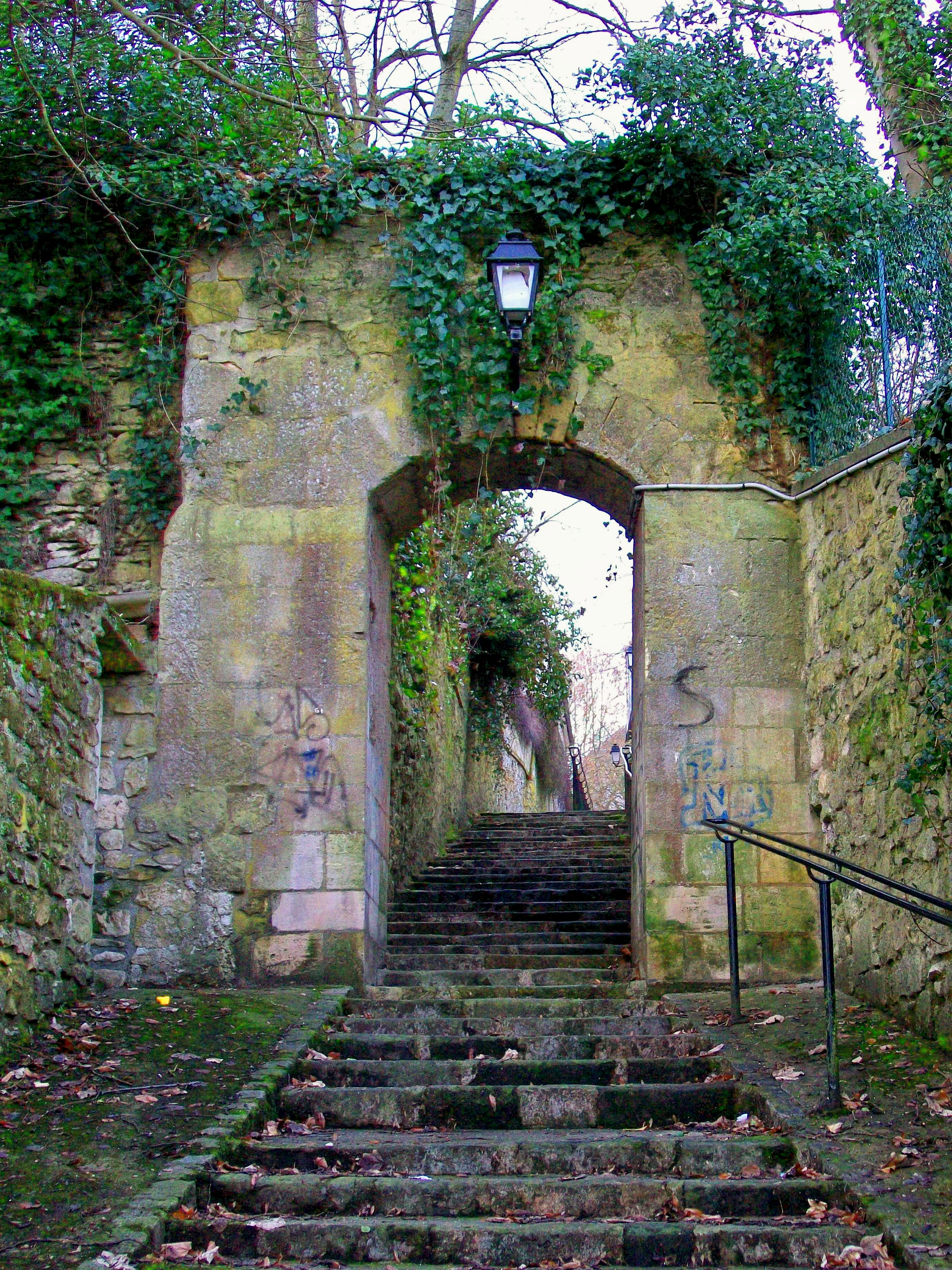
Cette poterne dans la ruelle Saint-Côme, aussi appelée porte Grièche, aurait fait partie de l'enceinte extérieure du château d'En-Haut construite au XIIIe siècle.

À l'époque mérovingienne, Luzarches fut apparemment l'une des nombreuses possessions royales, et lors de leur passage, les rois y rendaient la justice. Un acte de Thierry III du 30 juin 679 établi à cette occasion mentionne pour la première fois Lusarca explicitement. Il reste incertain si Lusarca désignait un lieu-dit ou un village. Des fouilles près du hameau de Thimécourt en octobre 1874 mettant au jour un ensemble de cent quarante tombes mérovingiennes appuient l'hypothèse de l'existence d'un village, qui reste toutefois incertaine jusqu'à la mention de l'église, en 775.
Pratiquement aucun élément de l'histoire de Luzarches n'est connu de la fin du VIIIe siècle jusqu'au milieu du XIe siècle, quand, en 1054, le comté de Clermont est érigé. Le premier comte de Clermont se nommait Renaud (Raredus) et fut le premier seigneur de Luzarches dont l'identité nous est connue. Le chœur de l'église actuelle date de cette période. En 1140, Ascelin, seigneur de Marly, fonde l'abbaye d'Hérivaux, qui allait devenir une paroisse indépendante au siècle suivant et n'avait que peu de liens avec Luzarches. Lorsque la sœur du quatrième comte de Clermont épouse Gui III de la famille des Bouteiller de Senlis en 1152, la moitié de la seigneurie restant alors à la famille de Clermont est divisée entre les deux familles. Luzarches a désormais trois seigneurs, le troisième venant de la famille de Beaumont.
Alice, « dame de Luzarches », signe un acte en 1177 qui parle d'un tonlieu à Luzarches, premier indice de l'existence d'un marché. Le seigneur Mathieu III de Beaumont fait construire la collégiale dans l'enceinte de son château d'En-Haut, sur la butte Saint-Côme et améliore les fortifications du château. C'est la famille des Bouteiller qui fait vraisemblablement construire le « château d'En-Bas », ou « château de la Motte », et qui fut achevé au plus tard en 1220. Luzarches est devenu, au début du XIIIe siècle, une bourgade d'une certaine importance, le nombre de feux ayant atteint les 400 en 1204. Ce développement est dû au commerce. Il est possible que Luzarches bénéficie du régime communal, que le comte Mathieu III de Beaumont avait établi dans sa ville de Beaumont-sur-Oise. La justice concernant les nobles se rendait au château d'En-Bas, et celle pour les autres personnes au château d'En-Haut. Luzarches fut équipé d'un Hôtel-dieu et d'une léproserie.
En 1251, la famille de Clermont s'éteint. Barthélemy de Beaumont est le premier seigneur du lieu à s'appeler de Luzarches, en 1288. La famille des Bouteiller disparaît de Luzarches quand les héritiers d'Ansel le Bouteiller († 1309) vendent leurs parts, vers 1310. En ce début du XIVe siècle, des abus de droits féodaux deviennent fréquents. Puis, Luzarches est dévastée pendant la guerre de Cent Ans, vers 1347 et 1358. Un Jean de Beaumont sera le dernier représentant de cette famille sur place, et il vend sa moitié de la seigneurie à Louis, futur duc d'Orléans en 1391. Le Valois était ouvert du côté de Paris. Alors Louis fortifie Luzarches entre Creil et Paris. Son fils Charles d'Orléans est emprisonné en Angleterre à la suite de la bataille d'Azincourt, en 1415. Libéré en 1440, il donne à sa sœur Marguerite ses possessions de Luzarches, et sa fille les apportera en dot lors de son mariage avec le prince d'Orange vers le milieu du XVe siècle. C'est ainsi que cette importante famille devient présente à Luzarches.
Comme un acte de 1385 le précise, des marchés ont lieu tous les mardis et vendredis, et des foires deux fois par an. Dans cette période d'interruption de la guerre de Cent ans, sous l'impression des dommages subis, Luzarches est apparemment équipé de remparts, avec quatre portes : porte des Viviers (vers Paris), porte de Creil, porte de Meaux et porte Vivien. Des personnages importants font étape à Luzarches lors de leurs voyages entre Paris et le nord de la France, tel que le duc de Bourgogne Philippe le Hardi, au moins cinq fois entre 1392 et 1399. Luzarches reste globalement une cité prospère à la fin du XIVe siècle, qui tirent toujours une large partie de ses revenus du commerce. Le fossé est grand entre les bourgeois et marchands d'une part, et la majorité de la population, vivant en pauvreté, d'autre part.
Par contre, le milieu du siècle suivant est caractérisé par la misère ; la population est décimée et les champs restent souvent en friche. Luzarches est devenue pauvre et dépeuplé, les habitants ne peuvent plus tenir profit du commerce qui se déroule par la grande route, ni payer les rentes et taxes. En 1492, Marc de Cenesme, d'une famille de banquiers originaire de Lucques, devient le nouveau seigneur du château de la Motte. Huit ans plus tard, il achète également la seigneurie du château d'En-Haut, et devient ainsi l'unique seigneur du bourg de Luzarches ; quatre cents ans de partage entre deux voire trois seigneurs prennent fin.

### L'époque moderne jusqu'à la Révolution

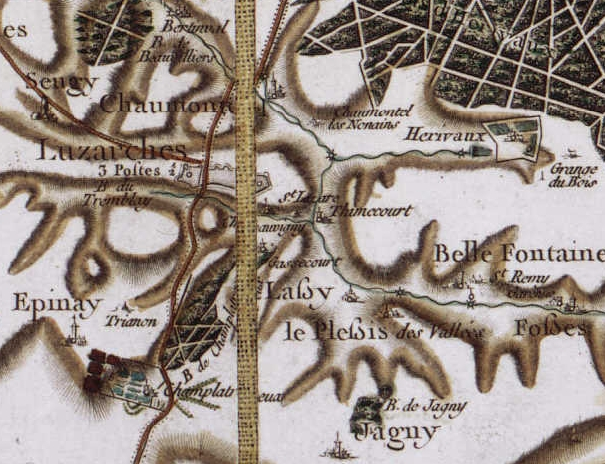
Luzarches sur la carte des Cassini, vers 1780 : l'on reconnaît la position des différents hameaux, châteaux et fermes seigneuriales situés sur le territoire de l'actuelle commune, ainsi que la maladrerie Saint-Lazare.

Vers 1510, Luzarches s'est rattrapé des suites de la guerre de Cent ans et compte 2 400 habitants environ, c'est de nouveau une ville florissante. Jean de Cenesme devient chevalier et commissaire général de l'artillerie. Il fait rebâtir le portail de l'église, dans le style de la Renaissance, et reconstruire le château de la Motte qui devient le château principal. Vers la fin du siècle, le château d'En-Haut est partiellement détruit pendant les guerres de religion et transformé en ferme.
Jusqu'à la Révolution française, deux propriétaires se partagent la seigneurie à parts égales, la seigneurie restant officiellement indivise comme du temps des Cenesme. Les transferts des propriétés s'opèrent d'abord uniquement par voie d'héritage. Puis les deux parts sont vendues au Grand Condé en 1646, respectivement à Édouard-Jean Molé, seigneur de Champlâtreux et maître des requêtes, en 1654. Tous les seigneurs de Luzarches jusqu'en 1789 seront des Bourbon-Condé et des Molé,. Les conséquences néfastes des Guerres de religion sont assez rapidement surmontées, et dès le début du XVIIe siècle, la prospérité s'installe de nouveau à Luzarches. Le nombre des hôtelleries y est au moins de seize. Mais la paix est perturbée plusieurs fois à partir du milieu du siècle, avec cantonnement de soldats dans la ville ; un seigneur de Luzarches est par ailleurs en personne l'un des principaux acteurs de la fronde entre 1648 et 1653, il s'agit du Grand Condé.
L'année 1706 voit la destruction du château de la Motte ou d'En-Bas, les pierres étant réutilisées et les boiseries transportées à Paris. En 1755, le nouveau tracé de la « voie royale » de Paris à Amiens et Lille est mis en service au sud de Luzarches. En 1776, la diligence circule quatre fois par semaine et par sens, la durée du voyage étant de dix-sept heures et demie. Peu avant la Révolution, la superficie de la paroisse de Luzarches de lors qui correspond à peu près à la commune actuelle (21,18km2 comparé à 20,49 km2 aujourd'hui).
À la Révolution, Luzarches est sujet aux mêmes phénomènes de société que la plupart des autres localités, et des arrestations ont lieu. Luzarches devient chef-lieu de canton du district de Gonesse, puis de l'arrondissement de Pontoise, dans le département de Seine-et-Oise. L'église paroissiale est exemptée de la vente comme bien national, servant de temple de la Raison. Deux personnages connus profitent de la mise en vente des anciens biens de l'église pour se doter de grandes résidences bourgeoises sur le territoire de la commune : la cantatrice d'opéra Sophie Arnould qui avait achevé sa carrière en 1778 et achète le domaine de Rocquemont avec son ancien monastère, et l'homme politique et écrivain Benjamin Constant, qui attend cependant jusqu'au 7 août 1795 pour acquérir l'ancienne abbaye d'Hérivaux. Il n'y reste que quatre ans, période qui lui suffit pour anéantir la plupart des bâtiments de l'abbaye.

### De l'Empire à la Première Guerre mondiale

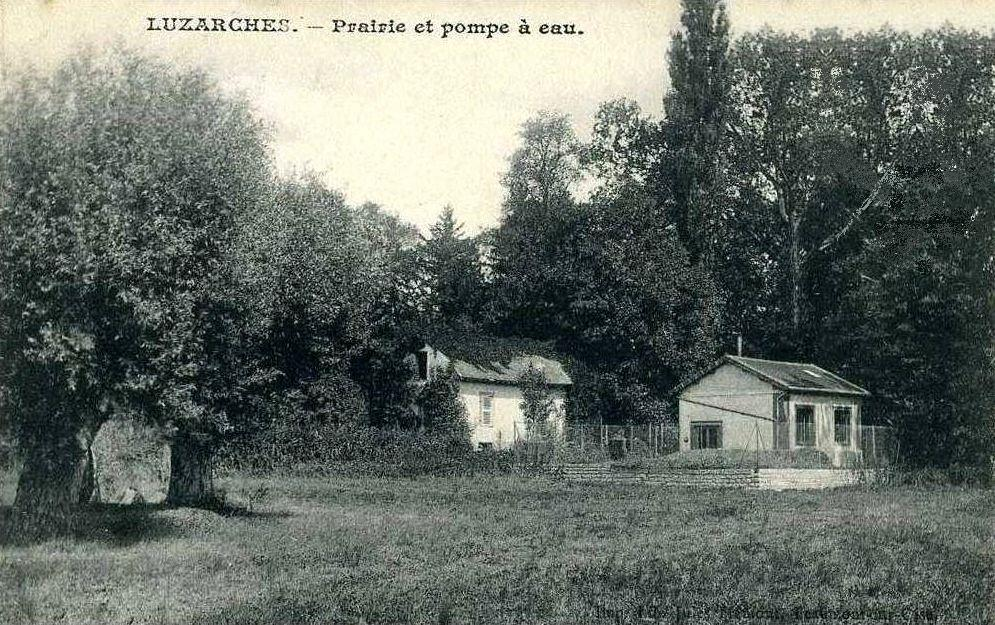
La station de pompage permettant d'acheminer l'eau potable de la fontaine Carbonnier vers un réservoir situé sur les hauteurs de la ville, afin d'approvisionner les habitants moyennant des bornes-fontaines.

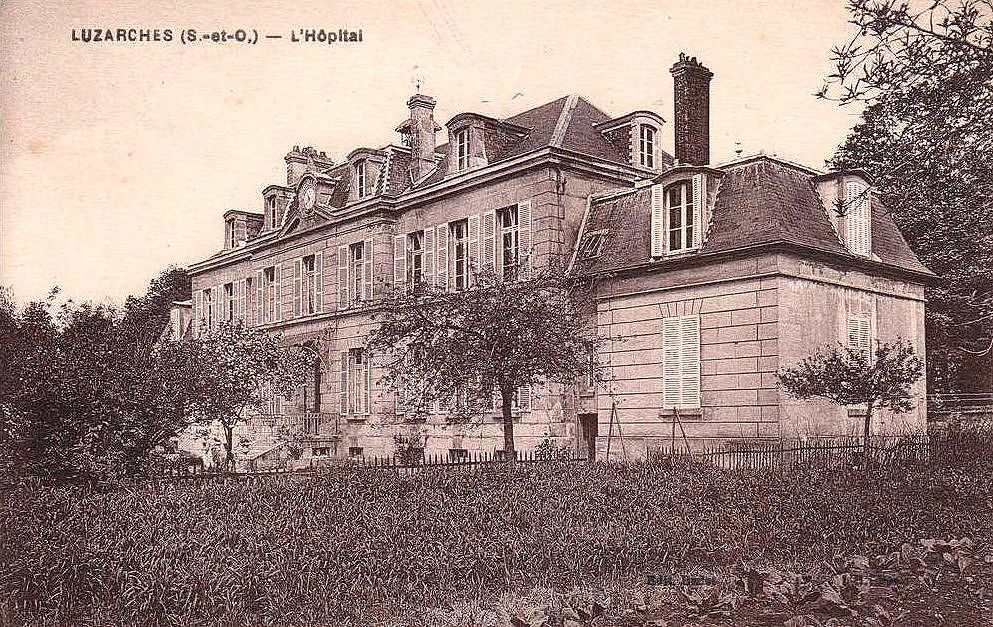
L'hôpital de Luzarches de 1865-66, place de la République, dessiné par l'architecte parisien V. Gillet. Le bâtiment accueille aujourd'hui une maison de retraite.

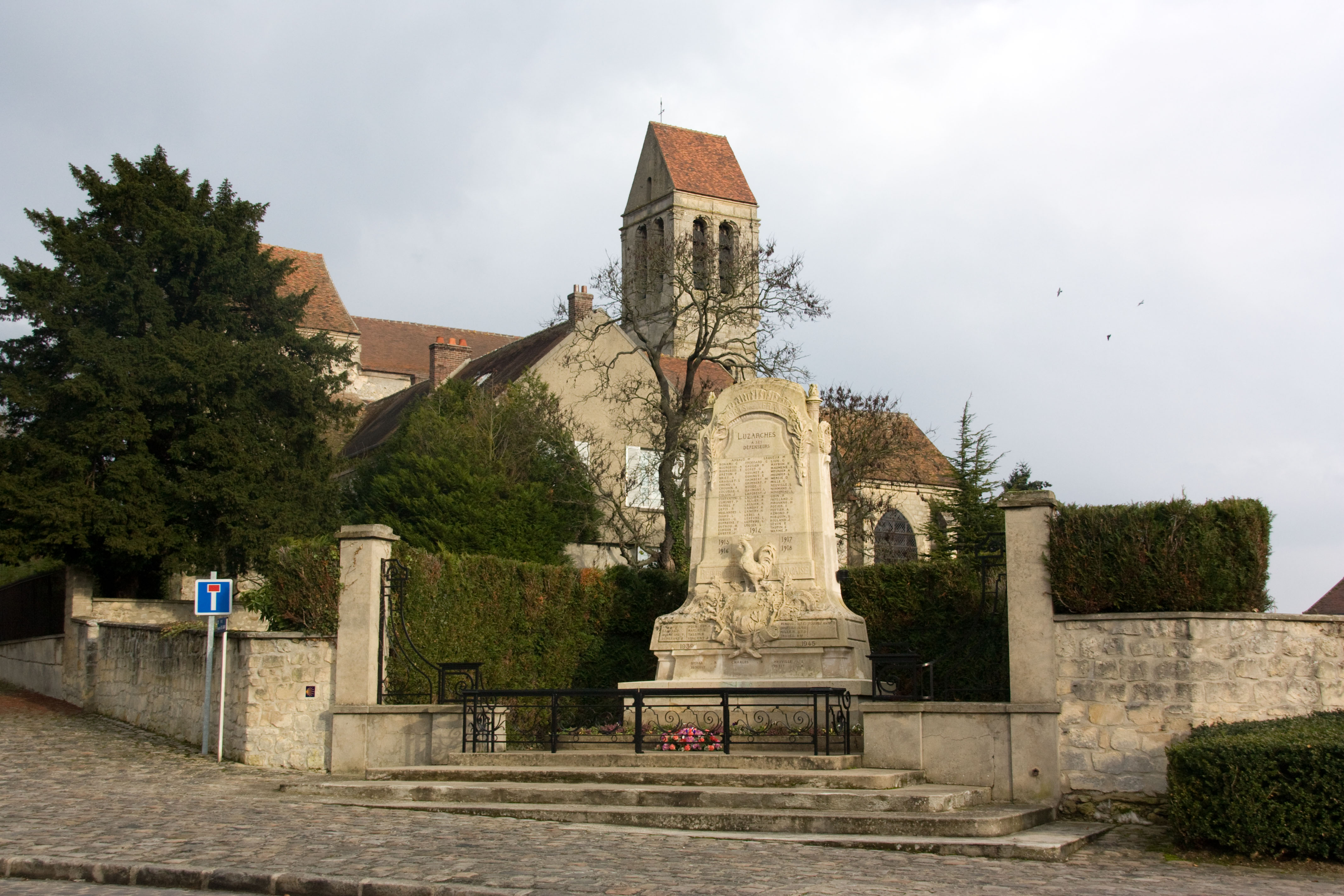
Monument aux morts de Luzarches, en commémoration de la Première Guerre mondiale, dessiné par l'architecte Naudin ; au fond, l'église paroissiale.

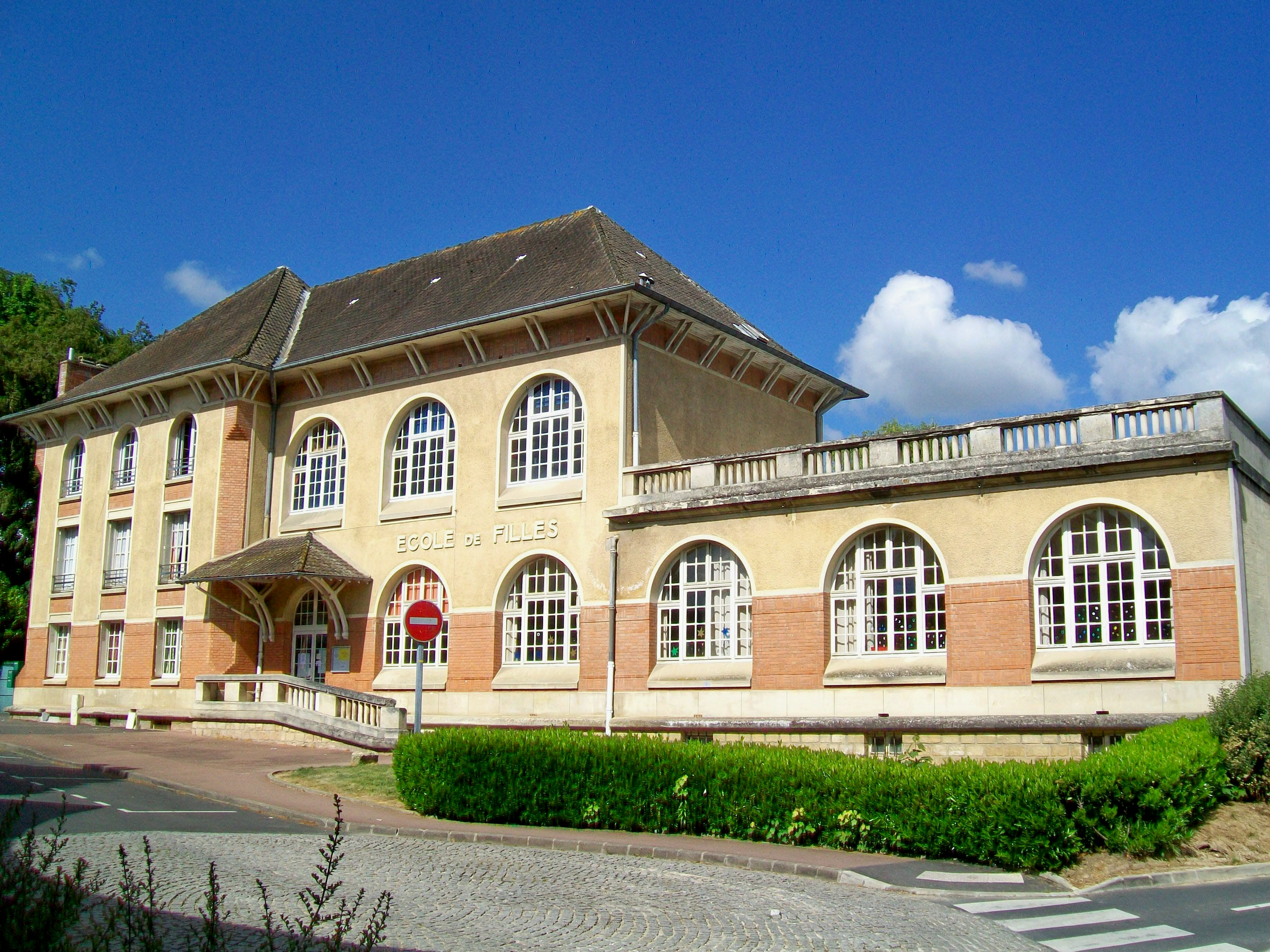
L'ancienne école des filles inaugurée en 1938 et remplacée par l'école élémentaire mixte Louis-Jouvet. Le bâtiment sert aujourd'hui de maison des associations « espace Luzarches ».

À l'aube du XIXe siècle, Luzarches est l'un des chefs-lieux de canton les plus populeux du département de Seine-et-Oise, disposant d'un certain nombre d'équipements caractéristiques d'une ville, et restant un lieu de foires. L’industrie naissante est présente sous la forme d’une filature de coton et d’une manufacture de toile. L'eau potable et l'éducation sont les préoccupations du moment. Seule la fontaine de Roquemont, en dehors de la ville, livre de l'eau de bonne qualité. Les habitants qui vivent éloignés de cette fontaine sont sujets à des maladies car consommant de l'eau impure. Mais l'adduction de l'eau vers un certain nombre de bornes-fontaines n'est obtenue qu’autour de 1900.
Dans un premier temps, l'école des garçons se tient au presbytère, et l’école des filles au sein de l’hôpital. La construction d’une première maison d’école est entamée en 1839, rue Bonnet. L'abbé Soret fonde un orphelinat en 1851, financé par les moyens personnels du curé et par des dons. L'éclairage public est instauré progressivement, avec parcimonie, à partir de 1860. Un nouvel hôpital est inauguré rue Bonnet en 1865-66, employant un médecin. Pour les patients, le travail était obligatoire pour ceux dont l'état de santé le permettait. La création d’une petite bibliothèque en 1872 dans l'école de 1839, gérée par un instituteur, était la conséquence du constat qu’arrivés à l’âge de 20-25 ans, la plupart des adultes ayant quitté l’école à douze ans avait déjà désappris ce qu’on leur avait appris.
Outre les deux manufactures déjà mentionnées, l'industrialisation n'a jamais vraiment touché Luzarches. Beaucoup de Luzarchois étaient journaliers ou artisans, vivant des fournitures pour l'agriculture et du bâtiment. Des métiers caractéristiques des villes étaient également représentés, indices de la présence d'une classe aisée dans la commune : boulanger, pâtissier, boucher, tailleur, marchand d'épices etc. Les petites industries domestiques présentes à Luzarches furent la vannerie et la dentellerie. Quant à la viticulture et la culture du blé, leurs produits étaient en grande partie destinés à l'approvisionnement de la capitale et se négociaient sur le marché local. L'économie locale était aussi marquée par le commerce, favorisé par le passage de la grande route Paris - Amiens - Lille d'une part, et par la proximité de Paris d'autre part. L’avènement du chemin de fer dans la deuxième moitié du XIXe siècle, laissant de côté Luzarches, provoque un déclin du commerce. Le dynamisme démographique s'éclipse alors pendant plus d'un siècle.
La bourgeoisie a toujours été bien présente à Luzarches, et durant tout le XIXe siècle, des Parisiens fortunés y construisent des villas pour leur villégiature. Le « Château de la Motte », le « Châlet » à proximité de ce dernier, ou le « Château du Bel-Air » en sont des exemples. À l'instar des villes, le village de Luzarches s'équipe d'une promenade sur les hauteurs de Saint-Côme en 1867, plantée d'une double rangée de tilleuls; un jardin public sera aménagé plus tard près de l'église.
Durant le siège de Paris en 1870-1871, Luzarches est occupée par les troupes prussiennes. Dans la nuit 18 au 19 novembre 1870 le ballon monté Général-Uhrich s'envole de nuit de la gare du Nord et termine sa course, au petit matin à Luzarches, après avoir parcouru 36 kilomètres en 8 h 45 de vol,.

### De la Première Guerre mondiale à aujourd'hui
Environ quatre semaines après avoir éclaté, la Première Guerre mondiale atteint le nord de l'Île-de-France le 1er septembre 1914. 
Au soir du 2 septembre, tout le monde s'attend à ce que l'armée allemande s'empare de Paris dès le lendemain. 
Le 3 septembre, l'avant-garde des colonnes, composée d'un escadron du Husaren 16 avec une compagnie du Regiment Infanterie 27, s'étant dirigé vers Chantilly arrive à Luzarches; heureusement, il n'y a point d'actions de combat ; l'ennemi ayant apparemment changé de stratégie et ne continue pas sa marche sur Paris. 
C'est le point le plus avancé vers le sud que l'armée allemande atteint, avec Survilliers. Une stèle commémore cet événement. 

Pour soigner les blessés de guerre, l'Association des Dames Françaises ouvre un hôpital en haut de la rue Saint-Côme, entretenant des rapports étroits avec le « Scottish Women's Hospital » à Royaumont. Le 9 mars 1916, cet hôpital est transféré au château de Chauvigny, sur la commune de Luzarches, dénommé alors hôpital auxiliaire no 507. Des combats aériens ont parfois lieu au-dessus de Luzarches, notamment début 1918. - Au total, soixante-trois soldats luzarchois sont morts pour la France, dont le souvenir est honoré par le monument aux morts.
En 1926, le premier lotissement est créé à Luzarches. Trois ans plus tard, la construction de l'école des filles, envisagée initialement pour 1914, est enfin entamée. La nouvelle école est inaugurée en 1938; elle sert actuellement de maison des associations. Les années 1930 sont une période de stagnation économique pour Luzarches, qui perd un huitième de sa population.
La phase active de la Seconde Guerre mondiale commence dans l'arrondissement par le bombardement de Pontoise, le 11 mai 1940. Des batteries et projecteurs de la DCA (Défense contre les aéronefs) sont installés au hameau de la Biche, sur la commune de Luzarches, puis à d'autres endroits. Les Allemands attaquent par la voie de l'air uniquement. Depuis le front de l'est, les troupes françaises battent rapidement en retraite et ne sont stationnées à Luzarches que pendant deux jours, l'avancée des troupes ennemies ne cessant de continuer. Ensuite, ce fut l'exode d'une grande partie de la population devant l'invasion allemande, à partir du 11 mai ; cependant, avec l'encombrement des routes, il fut difficile d'avancer et entre-temps, les Allemands arrivaient aussi à la ligne de la Loire, et la plupart des fugitifs rentrèrent chez eux. Ce fut le début de l'occupation, s'installant entre le 17 et 25 juin.
Un groupe de résistants FFI s'organise à Luzarches, constitué de quinze hommes et de trois femmes,, affiliés par la suite à Libération-Nord. Ce groupe se rallie ultérieurement au maquis de Ronquerolles de Philippe Viannay. Son chef local, Édouard Laval, est arrêté le 1er juin 1944, relevé par Jean-William Lapierre. Mais le 19 juin, le réseau est éventé par l'ennemi ; dix-sept résistants sont arrêtés dont onze fusillés à L'Isle-Adam. Les rescapés parviennent à réformer un réseau par la suite.
Dans les années 1950, Luzarches ne possède toujours pas d'établissement d'enseignement secondaire. Pour la rentrée scolaire de 1959, des classes de cinquième et de sixième sont ouvertes provisoirement. La construction du groupe scolaire rue des Selliers débute simultanément, pour une ouverture en 1961. Dans un premier temps, cet actuel collège accueille également l'école primaire des garçons, l'ancienne école des garçons rue Bonnet devenant école maternelle des filles. Deux ans plus tard, une première classe de lycée est ouverte. Entre 1964 et 1970, trente-cinq classes sont progressivement ouvertes dans des pavillons préfabriqués. Cette solution provisoire perdure longtemps ; un premier bâtiment solide du début des années 1970 n'accueille que peu de classes, et le lycée définitif n'ouvre qu'entre 1980 et 1986. Avec l'augmentation du nombre de ses habitants dans la période de 1970 à 1999, la commune se dote de nouveaux équipements, dont notamment une station d'épuration, d'une maison de retraite en remplacement de l'hospice, d'une halte-garderie avec crèche, d'une salle polyvalente, d'une maison des associations (dans l'école des filles d'avant-guerre), et d'une bibliothèque.

## Politique et administration

### Rattachements administratifs et électoraux
La commune entre dans la neuvième circonscription du Val-d'Oise.
Luzarches fait partie de la juridiction d’instance de Gonesse (depuis la suppression du tribunal d'instance d'Écouen en février 2008), et de grande instance ainsi que de commerce de Pontoise,. Les justiciables de Luzarches sont également rattachés à la Cour d'appel de Versailles.

### Intercommunalité

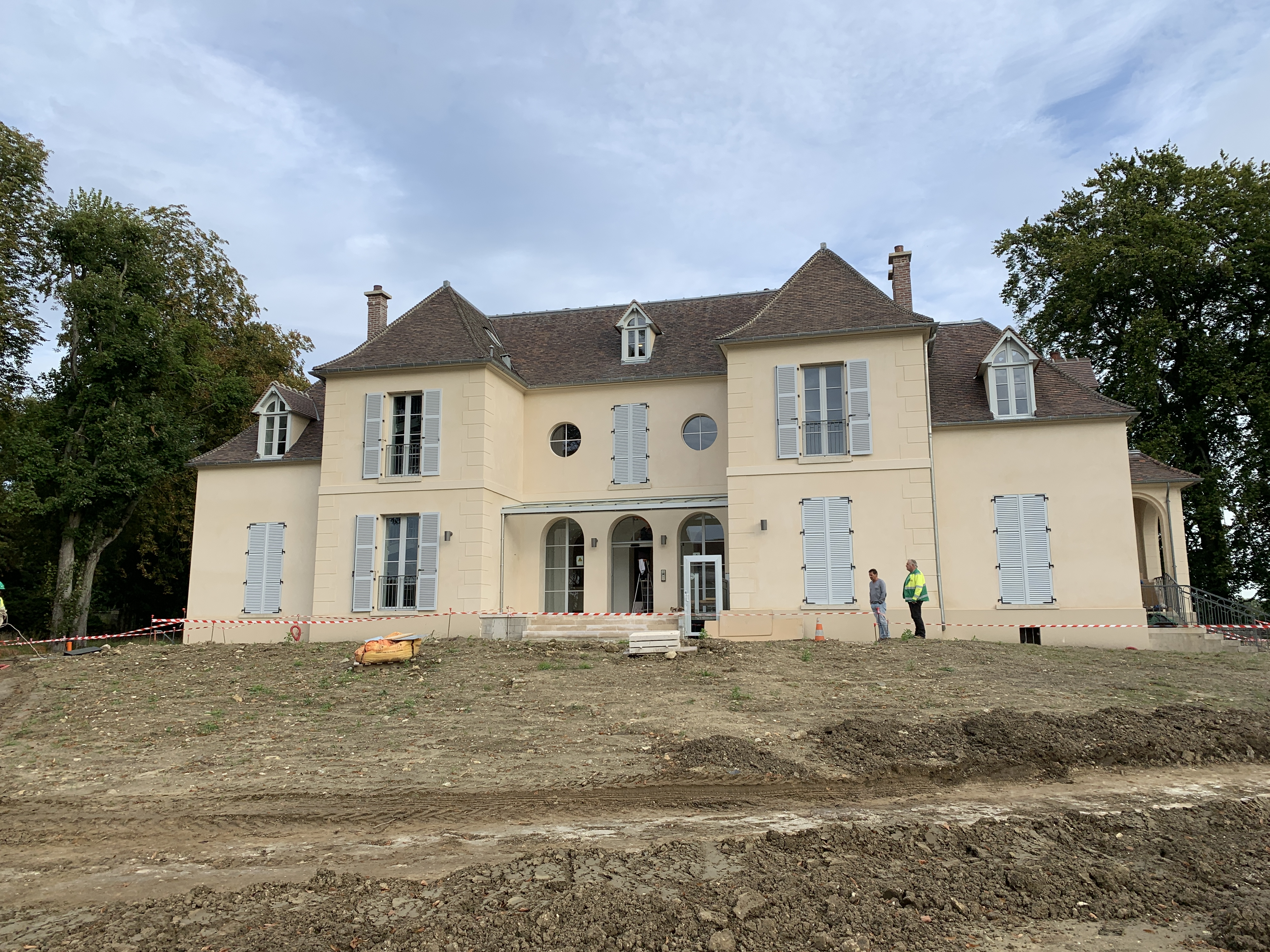
Le siège de la communauté de communes Carnelle - Pays de France est situé au domaine de la Motte, 3 rue François de Ganay

Luzarches adhère à la communauté de communes Carnelle - Pays de France (CCPF), dont le siège est situé dans la commune, et qui comprend 18 autres communes.

### Tendances politiques et résultats

#### Tendances politiques jusqu'en 2012
En 2008, eurent lieu les élections cantonales à Luzarches. La faveur de l’électorat pour la droite majoritaire qui transparaît des élections régionales de 2010 et des européennes de 2009 se manifestent ici sans aucune ambiguïté, Patrick Decolin (UMP) remportant 72,93 % des suffrages au 2e tour et son adversaire Michèle Gréneau (PS) 27,02 %. Au 1er tour, l’avantage du candidat UMP est encore plus net, avec 64,17 % par rapport à 19,34 % pour la candidate du PS.

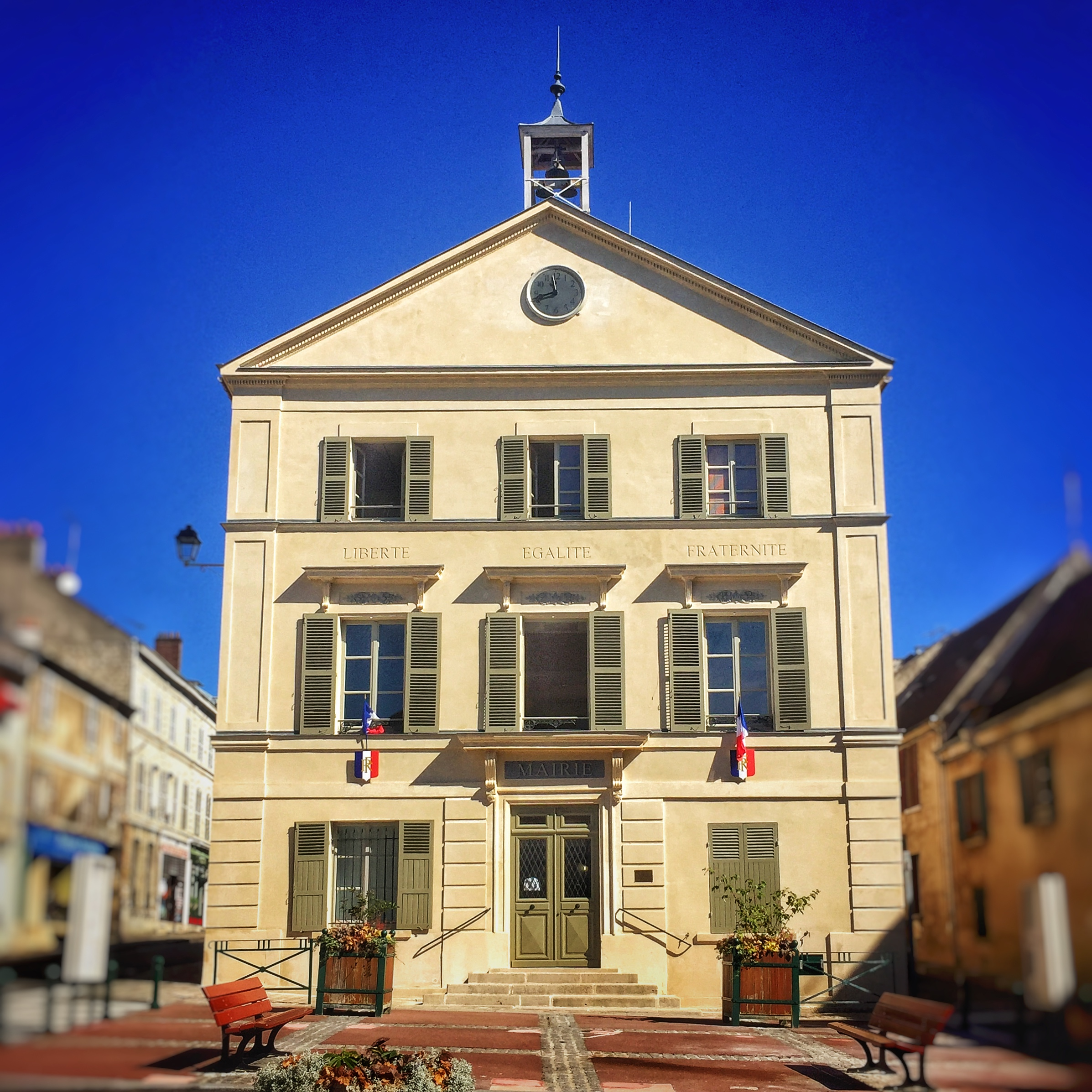
La mairie de Luzarches, qui a pris sa forme actuelle en 1835. La restauration de la façade a eu lieu en 2016.

Les élections européennes de 2009, avec un faible taux d’expression de 44,55 %, montrent des résultats de plus de dix pour cents pour trois listes : Michel Barnier (UMP) – 33,6 % ; Daniel Cohn-Bendit (Verts) – 19,6 % ; Harlem Désir (PS) – 11,6 %. La forte tendance pour les Verts exprimée lors des élections régionales de 2010 s’affirme donc également, tout comme la préférence de l’électorat luzarchois pour la majorité gouvernementale, mais l’extrême droite est seulement à la cinquième place avec 6,56 %. En 2004, le taux d’expression fut identique, mais les suffrages obtenus par les quatre listes dépassant les dix pour cents ne montrent pas du tous les mêmes tendances : Harlem Désir (PS) – 21,46 % ; Patrick Gaubert (UMP) - 18,11 % ; Marielle de Sarnez (UDF) - 14,59 % ;  Marine Le Pen (FN) – 12,1 %.
Lors des élections régionales de 2010, 48,6 % des inscrits se sont exprimés au 2e tour : 50,98 % pour Valérie Pécresse (UMP, liste de la majorité présidentielle) et 49,02 % pour Jean-Paul Huchon (PS, liste des unions de la gauche). Au 1er tour, Valérie Pécresse était clairement en tête, avec 29,14 % contre 21,14 % pour Jean-Paul Huchon. On constate des fortes tendances pour les Verts et le Front national au 1er tour, avec 15,65 % pour chacune des listes. Lors des précédentes élections régionales de 2004, le rapport entre gauche et droite majoritaire était sensiblement le même, et le Front national s’était même maintenu au 2e tour en obtenant 15,05 % des suffrages. Les Verts n’avaient pas présenté de liste indépendante pour ces élections.
L'élection présidentielle de 2012 mobilise une très large majorité des Luzarchois inscrits sur la liste électorale, à savoir 84,68 %, et le taux d’expression est de 80,11 %. Le 2e tour voit Nicolas Sarkozy arriver en tête avec 56,33 % des voix exprimées, 43,67 % revenant donc à François Hollande. Le rapport des forces entre ces deux candidats est déjà semblable au 1er tour, où le président sortant réunit 32,33 % des suffrages, contre 25,52 % pour François Hollande. Marine Le Pen atteint la troisième position avec 17,27 %, et deux candidats avoisinent les 10 % : Jean-Luc Mélenchon avec 10,55 % et François Bayrou avec 9,66 %. Lors de l'élection présidentielle de 2007, Nicolas Sarkozy enregistre encore 61,55 % des suffrages au 2e tour, et Ségolène Royal 38,45 %. Au 1er tour, François Bayrou avait encore obtenu presque autant de suffrages que la candidate du PS, avec 20,20 % par rapport à 21,7 %. Jean-Marie Le Pen du FN avait obtenu 9,59 %, occupant la quatrième place du classement.
Lors des élections législatives de 2012 qui suivirent, les Luzarchois confirment leur soutien au député en fonction Yanick Paternotte (UMP) en lui accordant 53,4 % au 2e tour, son adversaire Jean-Pierre Blazy (PS) obtenant 46,6 %. Cependant, ce dernier est élu avec une nette majorité de 55,95 %. Le taux d'expression est de 57,54 % à Luzarches. Au 1er tour, l'écart entre Paternotte et Blazy y est déjà assez faible avec 35,68 % contre 33,61 %, Lydie Dubois étant le troisième candidat à dépasser les 10 % avec 17,79 % des suffrages. Aux législatives de 2007, le taux d’expression des électeurs inscrits à Luzarches est de 57,68 %. Yanich Paternotte y recueille deux fois plus de voix au 2e tour que le député en fonction, Jean-Pierre Blazy : 60,05 % contre 39,95 %. Le candidat UMP obtient déjà 51,83 % des suffrages au 1er tour, ne laissant que 22,2 % à Jean-Pierre Blazy, alors que ni le Front national, ni les Verts dépassent le seuil des cinq pour cent. L'unique autre candidat à y parvenir est Guy Messager de l’UDF avec 12,15 %.

#### Résultats depuis 2012
Élections présidentielles
Résultats des deuxièmes tours :
- Élection présidentielle de 2012[59] : 56,33 % pour Nicolas Sarkozy (UMP), 43,67 % pour François Hollande (PS). Le taux de participation était de 81,21 %.
- Élection présidentielle de 2017[60] : 65,98 % pour Emmanuel Macron (REM), 34,02 % pour Marine Le Pen (FN). Le taux de participation était de 74,80 %.

Élections législatives
Résultats des deuxièmes tours :
- Élections législatives de 2012[61] : 53,40 % pour Yanick Paternotte (UMP), 46,60 % pour Jean-Pierre Blazy (PS). Le taux de participation était de 59,06 %.
- Élections législatives de 2017[62] : 50,58 % pour Zivka Park (LREM), 49,42 % pour Anthony Arciero (LR). Le taux de participation était de 38,00 %.

Élections européennes
Résultats des deux meilleurs scores :
- Élections européennes de 2014[63] : 26,34 % pour Aymeric Chauprade (FN), 23,56 % pour Alain Lamassoure (UMP). Le taux de participation était de 48,68 %.
- Élections européennes de 2019[64] : 24,16 % pour Nathalie Loiseau (LREM), 22,02 % pour Jordan Bardella (RN). Le taux de participation était de 51,11 %.

Élections régionales
Résultats des deux meilleurs scores :
- Élections régionales de 2015[65] : 44,33 % pour Valérie Pécresse (UMP), 32,05 % pour Claude Bartolone (PS). Le taux de participation était de 59,70 %.

Élections départementales
Résultats des deux meilleurs scores :
- Élections départementales de 2015[66] : 66,06 % pour Daniel Desse et Agnès Rafaitin (UMP), 33,94 % pour Maryline Capdet et Karim Ouchikh (FN). Le taux de participation était de 46,93 %.

Élections municipales
Résultats des deuxièmes tours ou du premier tour si dépassement de 50 % :
- Élections municipales de 2014[67] : 37,37 % pour Damien Delrue (DVD), 31,94 % pour Stéphane Decombes (DVG) et 30,69 % pour Patrick Decolin (DVD). Le taux de participation était de 68,04 %.
- Élections municipales de 2020[68] : 50,72 % pour Michel Mansoux (DVD), 41,21 % pour Damien Delrue (DVC) et 8,07 % pour Simon Schembri (SE). Le taux de participation était de 54,44 %.

### Liste des maires
| Période                                  | Période                       | Identité                            | Étiquette       | Qualité |
| ---------------------------------------- | ----------------------------- | ----------------------------------- | --------------- | --- |
| 1789                                     | 1790                          | Claude Louis Le Flamant de Joyenval |                 | |
| 1790                                     | 1791                          | Didier Corboran                     |                 | |
| 1791                                     | 1792                          | Julien François Martin              |                 | |
| 1792                                     | 1793                          | Nicolas Imbert                      |                 | |
| 1793                                     | 1794                          | Julien François Martin              |                 | |
| 1794                                     | 1797                          | Didier Corboran                     |                 | |
| 1797                                     | 1799                          | Claude Louis Le Flamant             |                 | |
| 1799                                     | 1816                          | Charles Louis Boucher               |                 | Notaire |
| 1816                                     | 1826                          | Jean-Pierre Gogot-Bussy             |                 | Notaire |
| 1826                                     | 1830                          | Gaspard Badoulleau                  |                 | |
| 1830                                     | 1834                          | Jean Baptiste Hippolyte Flan        |                 | Notaire |
| 1834                                     | 1844                          | Pierre Hippolyte Méda               |                 | Notaire |
| 1844                                     | 1855                          | Jean Louis Ribous                   |                 | |
| 1855                                     | 1870                          | Augustin-Adolphe Lallier            |                 | Notaire |
| 1870                                     | Novembre 1871                 | Félix Achille Meu                   |                 | |
| Novembre 1871                            | Janvier 1872                  | Auguste Eugène Préau                |                 | |
| Janvier 1872                             | 1878                          | Jean Auguste Truchy                 |                 | |
| 1878                                     | 1888                          | Auguste Eugène Préau                |                 | |
| 1888                                     | 1892                          | Jean Auguste Truchy                 |                 | |
| 1892                                     | 1908                          | Maurice Gilbert-Boucher             |                 | Avocat |
| 1908                                     | 1920                          | Paul Budin                          |                 | |
| 1920                                     | 1921                          | Emile Arnaud                        |                 | Avocat, Notaire et Ecrivain |
| 1922                                     | 1925                          | Paul Budin                          |                 | |
| 1925                                     | 1935                          | Henri Dubois                        |                 | Notaire |
| 1935                                     | 1941                          | Henri Carré                         |                 | |
| Les données manquantes sont à compléter. |                               |                                     |                 | |
| 194.                                     | 194.                          | Eugène Warmé                        |                 | |
| 1945                                     | 1951                          | Isidore Queyriaux                   |                 | |
| Les données manquantes sont à compléter. |                               |                                     |                 | |
| 1952                                     | mars 1959                     | Pierre Allaire                      | Indépendant     | |
| mars 1959                                | mars 1977                     | Pierre Fournet                      | UNR             | Médecin généraliste |
| mars 1977                                | mars 2001                     | Bernard Messeant                    | UDF-PR puis RPR | Kinésithérapeute Conseiller général de Luzarches (1988 → 2005) Vice-président du conseil général du Val-d'Oise[Quand ?] Président de la CC du pays de France (1994 → 2001) |
| mars 2001                                | mars 2014                     | Patrick Decolin                     | RPR puis UMP    | Ingénieur de recherche au CNRS Conseiller général de Luzarches (2005 → 2015)                                                                                               |
| mars 2014                                | mai 2020                      | Damien Delrue                       | DVD puis DVC    | Chef d'entreprise Vice-président de la CC Carnelle Pays de France (2018 → 2020)                                                                                            |
| mai 2020,                                | En cours (au 2 décembre 2020) | Michel Mansoux                      | DVD             | Ingénieur Vice-président de la CC Carnelle Pays de France (2020 → ) |

### Politique environnementale
Luzarches dépendant de la communauté de communes Carnelle - Pays de France, les habitants ont à leur disposition quatre déchèteries situées en dehors du territoire de la communauté de communes à Bouqueval, Sarcelles, Gonesse et Viarmes.
Pour la collecte des déchets, Luzarches est une des quarante et une communes du syndicat mixte pour la gestion et l'incinération des déchets urbains de la région de Sarcelles (SIGIDURS).
Sur le plan des zones de protection de la nature, Luzarches est concernée par trois zones naturelles d'intérêt écologique, faunistique et floristique (ZNIEFF) : la ZNIEFF type 1 « Bois de Beauvilliers » (n° national 110001806, n° régional 00006030) ; par la ZNIEFF type 1 « Le Gouy » (n° national 110001790, n° régional 60170001) ; et par la ZNIEFF type 2 « Forêt de Coye » (n° national 110001789, n° régional 60170000). La première concerne un bois privé, d'intérêt floristique, et porte sur une superficie de 127 ha, majoritairement sur les territoires des communes d'Asnières-sur-Oise et Seugy. La seconde concerne également un bois privé, d'intérêt écologique, et porte sur une superficie de 92 ha, entre le bourg et Hérivaux. La troisième, la plus importante selon sa superficie, est située sur les deux départements du Val-d'Oise et de l'Oise et porte sur une partie de la forêt de Chantilly.
La vallée de l'Ysieux forme, avec celle de la Nonette, un site naturel classé par décret du 29 mars 2002.
Le Conseil général du Val-d'Oise a recensé vingt « espaces naturels sensibles » (ENS) en 1996, qui ne concernent cependant pas la commune de Luzarches.

### Services publics

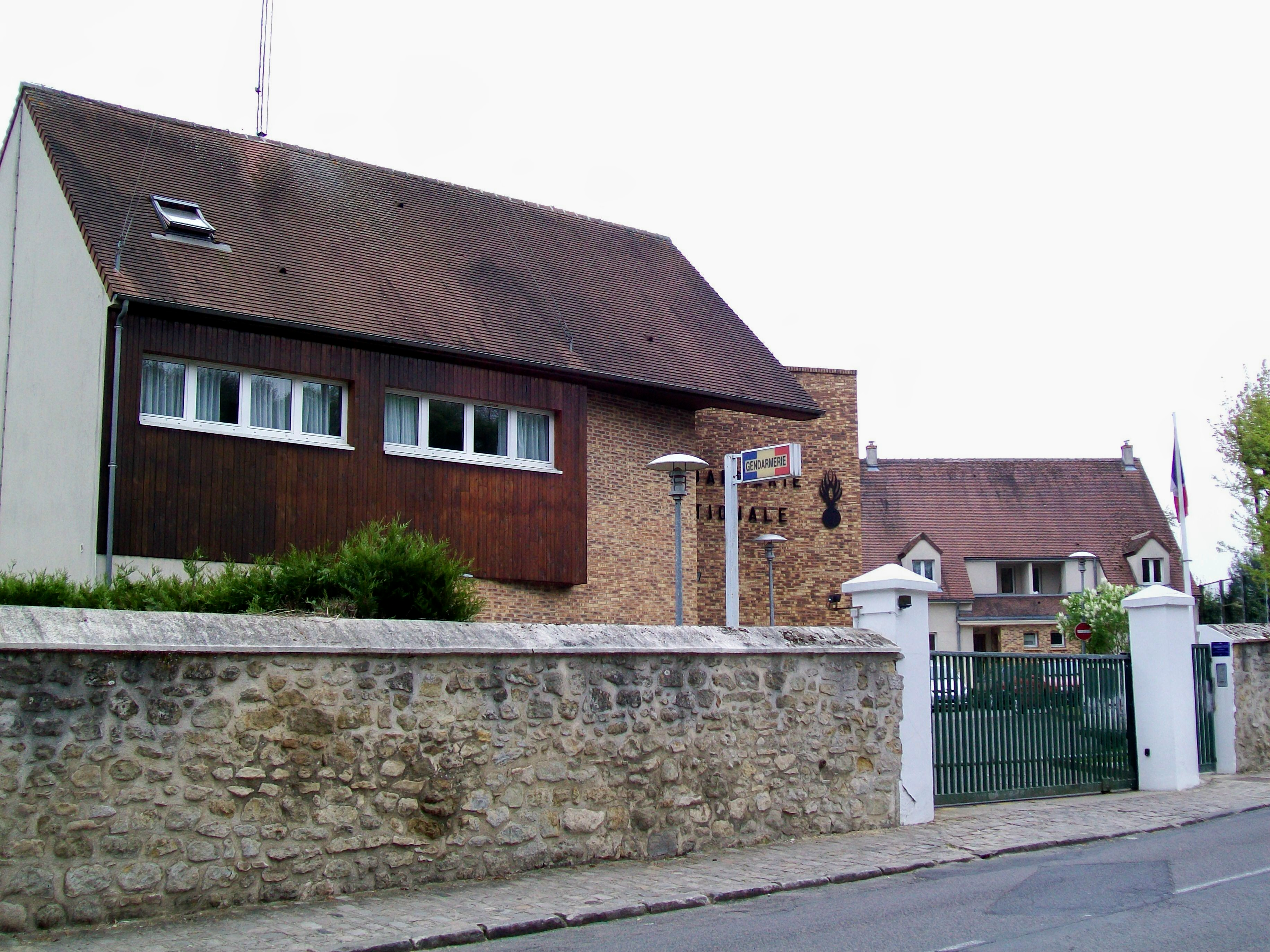
La gendarmerie, rue Charles-de-Gaulle.

Luzarches est le siège d'une brigade de gendarmerie et dispose d'une police municipale. Par contre, la commune n'est pas dotée d'un centre de secours, son secteur étant couvert par la caserne du Service d'incendie et de secours (SDIS 95) de Viarmes.
La caisse primaire d'assurance maladie (CPAM) qui concerne les habitants de Luzarches est celle de Fosses. L'agence la plus proche de la caisse d'allocations familiales (CAF) est celle de Garges-lès-Gonesse. Sur le plan de l'emploi, c'est l'antenne Pôle emploi de Gonesse qui est compétente.
En tant que chef-lieu de canton, une perception du Trésor public est implantée à Luzarches.

### Budget et fiscalité

#### Budget
Commune de Luzarches : Compte administratif 2009 du budget principal
|                                            | Investissements | Fonctionnement | TOTAL          |
| ------------------------------------------ | --------------- | -------------- | -------------- |
| Dépenses en €                              | 1 174 945,34 €  | 3 967 009,78 € | 5 141 955,13 € |
| Recettes en €                              | 1 236 611,57 €  | 4 110 535,77 € | 5 347 147,34 € |
| Solde d'exécution de l'exercice            | 61 666,23 €     | 143 525,99 €   | 205 192,22 €   |
| Solde d’exécution de l'exercice précédente | 9 272,99 €      | 24 329,42 €    | 33 602,41 €    |
| Solde global de l'exercice                 | 70 939,22 €     | 167 855,41 €   | 238 794,63 €   |
| Source des données : Commune de Luzarches  |                 |                |                |

#### Fiscalité locale
| Taxe                                                | part communale | Part intercommunale | Part départementale | Part régionale |
| --------------------------------------------------- | -------------- | ------------------- | ------------------- | -------------- |
| Taxe d'habitation (TH)                              | 11,59 %        | 1,88 %              | 5,88 %              | 0,00 %         |
| Taxe foncière sur les propriétés bâties (TFPB)      | 13,36 %        | 2,55 %              | 6,65 %              | 1,27 %         |
| Taxe foncière sur les propriétés non bâties (TFPNB) | 106,39 %       | 15,14 %             | 18,50 %             | 2,20 %         |
| Taxe professionnelle (TP)                           | 13,98 %*       | 2,55 %              | 6,65 %              | 1,27 %         |

La part régionale de la taxe d'habitation n'est pas applicable.
La taxe professionnelle est remplacée en 2010 par la cotisation foncière des entreprises (CFE) portant sur la valeur locative des biens immobiliers et par la contribution sur la valeur ajoutée des entreprises (CVAE) (les deux formant la contribution économique territoriale (CET) qui est un impôt local instauré par la loi de finances pour 2010).
Le conseil municipal a décidé, dans sa réunion du 31 mars 2010, de maintenir les taux d'imposition sur le niveau de l'année précédente. Le produit attendu de ces taxes directes locales était de 1 443 264 €. Le produit attendu au titre de la Contribution économique territoriale en compensation de la taxe professionnelle abrogé était de 433 023 € pour l'année 2010.

### Jumelages
| Luzarches Montrose (Écosse) |

| Yamoussoukro Moanda (Gabon) |

La ville de Luzarches est jumelée avec trois villes d’autres pays:
- Montrose (Écosse) depuis 1994. C'est un ancien burgh royal d'Écosse de 10 845 habitants (en 2001) situé dans l'actuel council area d'Angus.
- Yamoussoukro (Côte d'Ivoire) depuis 1984. Yamoussoukro, ville de 242 744 habitants (en 2007) est la capitale politique et administrative de la Côte d'Ivoire[86].
- Moanda (Gabon). Ville minière d'environ 30 000[87] habitants, capitale du manganèse, située dans la province du Haut-Ogooué.

## Population et société

### Démographie

#### Évolution démographique
L'évolution du nombre d'habitants est connue à travers les recensements de la population effectués dans la commune depuis 1793. Pour les communes de moins de 10 000 habitants, une enquête de recensement portant sur toute la population est réalisée tous les cinq ans, les populations de référence des années intermédiaires étant quant à elles estimées par interpolation ou extrapolation. Pour la commune, le premier recensement exhaustif entrant dans le cadre du nouveau dispositif a été réalisé en 2005.

En 2022, la commune comptait 4 909 habitants, en évolution de +7,82 % par rapport à 2016 (Val-d'Oise : +4 %, France hors Mayotte : +2,11 %).
| 1793  | 1800  | 1806  | 1821  | 1831  | 1836  | 1841  | 1846  | 1851  |
| ----- | ----- | ----- | ----- | ----- | ----- | ----- | ----- | ----- |
| 1 600 | 1 696 | 1 812 | 1 373 | 1 432 | 1 380 | 1 422 | 1 446 | 1 453 |

| 1856  | 1861  | 1866  | 1872  | 1876  | 1881  | 1886  | 1891  | 1896  |
| ----- | ----- | ----- | ----- | ----- | ----- | ----- | ----- | ----- |
| 1 498 | 1 478 | 1 470 | 1 366 | 1 350 | 1 413 | 1 418 | 1 407 | 1 456 |

| 1901  | 1906  | 1911  | 1921  | 1926  | 1931  | 1936  | 1946  | 1954  |
| ----- | ----- | ----- | ----- | ----- | ----- | ----- | ----- | ----- |
| 1 377 | 1 433 | 1 456 | 1 416 | 1 596 | 1 684 | 1 492 | 1 479 | 1 589 |

| 1962  | 1968  | 1975  | 1982  | 1990  | 1999  | 2005  | 2006  | 2010  |
| ----- | ----- | ----- | ----- | ----- | ----- | ----- | ----- | ----- |
| 1 753 | 2 036 | 2 484 | 2 559 | 3 371 | 3 899 | 4 079 | 4 103 | 4 289 |

| 2015  | 2020  | 2022  | - | - | - | - | - | - |
| ----- | ----- | ----- | - | - | - | - | - | - |
| 4 536 | 4 828 | 4 909 | - | - | - | - | - | - |

L'évolution démographique de Luzarches reflète une stagnation de la Restauration jusqu'au milieu des années 1920, avec des hausses temporaires qui sont toujours compensées par des baisses consécutives. À la veille de la Révolution, Luzarches comptait 1.800 habitants, chiffre qui a été atteint de nouveau au début du Premier Empire. Mais par la suite, Luzarches a souffert de la politique expansionniste de Napoléon Ier avec ses guerres incessantes et la crise économique allant de pair. Jusque dans les années 1920, le nombre d'habitants fluctue donc entre les 1.350 (minimum atteint en 1876) et les 1.498 (maximum atteint en 1856). L'augmentation de la population à partir des années 1920 correspond à la première vague de création de lotissements dans les communes de la grande couronne parisienne, qui n'a cependant pas touché Luzarches que dans une mesure très modeste. Le premier lotissement y a vu le jour en 1926. Il se traduit par une augmentation momentanée du nombre d'habitants, qui sera complètement résorbé jusqu'en 1936 pour des motifs qui restent à éclaircir. Ce ne sont que les lotissements des années 1950, rue des Sapins / rue des Châtaigniers, qui permettent de dépasser de nouveau la valeur de 1926. Mais la valeur de 1789 et 1806 n'est définitivement dépassée que vers le milieu des années 1960. Ensuite Luzarches connaît deux vagues d'installation de nouveaux habitants, dans la première moitié des années 1970 et tout au cours des années 1980 et 1990, avec une accélération dans cette dernière période.
L'âge de la population luzarchoise présente une structure proche de celle du département du Val-d'Oise pour la plupart des tranches d'âge. Les personnes de 15 à 29 ans sont moins représentés à Luzarches - 17,9 %, que sur le plan départemental - 20,9 %, tout comme les personnes de 60 à 74 ans (13,2 % contre 10,0 %). En effet, le troisième âge occupe une place plus importante à Luzarches que dans le Val-d'Oise ; 17,3 % de la population ont 65 ans ou plus, alors que ce chiffre n'est que de 12,6 % sur le plan départemental. Contrairement à d'autres communes du département, les personnes de cette tranche d'âge ne quittent pas Luzarches pour s'installer ailleurs ; d'autre part, la maison de retraite montre aussi son influence sur les données statistiques.
Luzarches se démarque plus clairement de la moyenne départementale en ce qui concerne les taux de natalité - 11,4 ‰, et de mortalité - 9,3 ‰, qui sont de 15,6 ‰ et de 5,9 ‰ respectivement dans le Val-d'Oise. Les couples avec enfant représentent 33,1 % des ménages à Luzarches et 37,6 % dans le Val-d'Oise. En revanche, les couples sans enfant sont d'autant plus nombreux à Luzarches (26,9 %) que dans le Val-d'Oise (22,6 %) ; ce fait résulte de la structure d'âge de la population. De même, il y a davantage de ménages d'une personne seule à Luzarches qu'ailleurs dans le département, mais il y a aussi légèrement moins de familles monoparentales. Quant au nombre d'enfants par ménage, les familles de trois enfants ou plus sont plus rares à Luzarches, ce qui est lié à la structure sociale de la population (voir la section ci-dessous) ; mais il y a aussi moins de familles avec un seul enfant et davantage de familles avec deux enfants que dans la moyenne départementale (26,0 % contre 23,8 %).

#### Pyramide des âges
En 2018, le taux de personnes d'un âge inférieur à 30 ans s'élève à 37,1 %, soit en dessous de la moyenne départementale (41,2 %). À l'inverse, le taux de personnes d'âge supérieur à 60 ans est de 22,5 % la même année, alors qu'il est de 18,7 % au niveau départemental.
En 2018, la commune comptait 2 211 hommes pour 2 426 femmes, soit un taux de 52,32 % de femmes, légèrement supérieur au taux départemental (51,42 %).
Les pyramides des âges de la commune et du département s'établissent comme suit.
| Hommes | Classe d’âge | Femmes |
| ------ | ------------ | ------ |
| 0,6    | 90 ou +      | 1,9    |
| 5,2    | 75-89 ans    | 8,3    |
| 14,6   | 60-74 ans    | 14,2   |
| 22,3   | 45-59 ans    | 21,7   |
| 18,5   | 30-44 ans    | 18,5   |
| 18,4   | 15-29 ans    | 18,0   |
| 20,5   | 0-14 ans     | 17,4   |

| Hommes | Classe d’âge | Femmes |
| ------ | ------------ | ------ |
| 0,4    | 90 ou +      | 1,1    |
| 4,5    | 75-89 ans    | 6      |
| 12,7   | 60-74 ans    | 13,6   |
| 19,2   | 45-59 ans    | 19     |
| 20,8   | 30-44 ans    | 21,1   |
| 19,6   | 15-29 ans    | 18,5   |
| 22,8   | 0-14 ans     | 20,7   |

### Enseignement

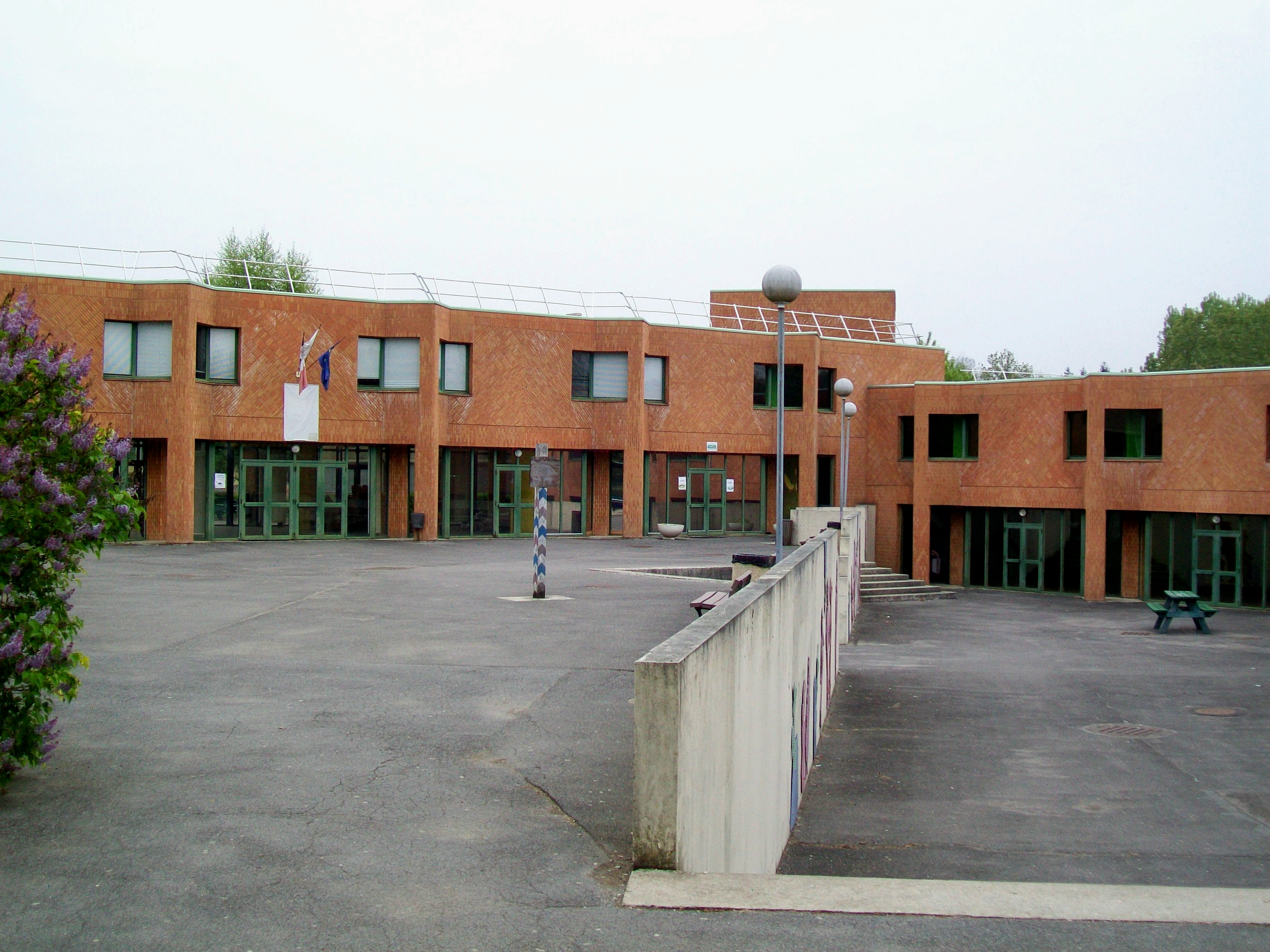
Le lycée Gérard-de-Nerval, place de l'Europe. Le collège Anna-de-Noailles se trouve juste à côté.

Luzarches est située dans l'académie de Versailles.
La ville administre une école maternelle (école Rosemonde-Gérard) et une école élémentaire (école Louis-Jouvet) communales.
Le département gère un collège (le collège Anna-de-Noailles) et la région Île-de-France un lycée (le lycée d'enseignement général et technologique Gérard-de-Nerval).
Concernant la petite enfance, la commune de Luzarches propose une crèche intégrant une halte-garderie, structure multi-accueil municipale baptisée l'Arche de Noé. Concernant les enfants scolarisés dans les écoles maternelles et élémentaires, un centre de loisirs ouvre tous les mercredis en période scolaire et pendant les vacances scolaires (sauf pendant le mois d'août et sauf l'une des deux semaines des vacances de Noël). Le centre de loisirs se situe dans la maison des associations, l'ancienne école des filles baptisée Espace Luzarches. Contrairement à la pratique d'autres communes de la même taille, aucune structure de garde n'est disponible le samedi. En revanche, Luzarches est doté d'un point-jeunes destiné aux élèves de douze à seize ans, ouvert les mercredis après-midi et pendant les vacances scolaires ; certaines activités sont proposées les vendredis soir ou samedis après-midi selon les cas.

### Santé
Luzarches est bien dotée de médecins généralistes, au nombre de cinq ; cependant, les médecins spécialistes font défaut. Il n'y a qu'un cabinet de radiologie et échographie. Pour consulter des médecins spécialistes, il faut se rendre à Fosses (cardiologue, dermatologue, gynécologue-accoucheur, ophtalmologue, oto-rhino-laryngologue, phlébologue) et dans de nombreux cas dans des communes encore plus éloignées. Les chirurgiens-dentistes sont au nombre de deux à Luzarches. Les hôpitaux les plus proches se trouvent à Beaumont-sur-Oise, Gonesse et Senlis (Oise). Bien que chef-lieu de canton, aucun consultation de Protection maternelle et infantile (PMI) n'existe à Luzarches ; il n'y a qu'une consultation d'infirmière par mois. La PMI la plus proche est celle de Fosses.
Dans le secteur paramédical, un cabinet d'infirmiers proposant également des soins à domicile est au service des habitants. Il y a deux kinésithérapeutes, un orthophoniste et un psychothérapeute. Sont à citer également deux pharmacies, un laboratoire de biologie médicale, ainsi qu'une clinique vétérinaire. Une délégation de la Croix-Rouge française est présente à Luzarches. Le centre de secours le plus proche est la caserne des sapeurs-pompiers de Viarmes.

### Sports

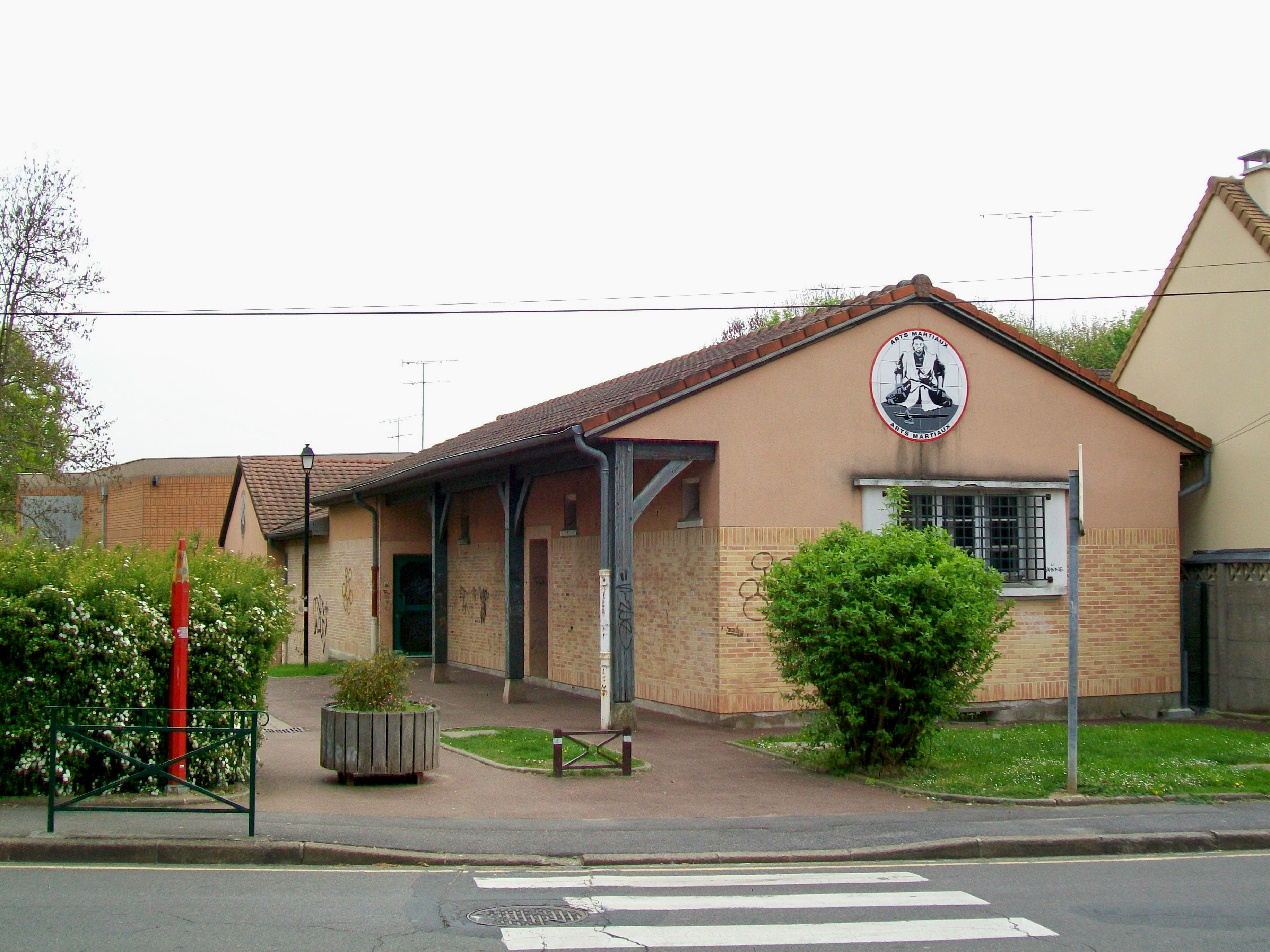
Le dojo, avenue de la Libération.

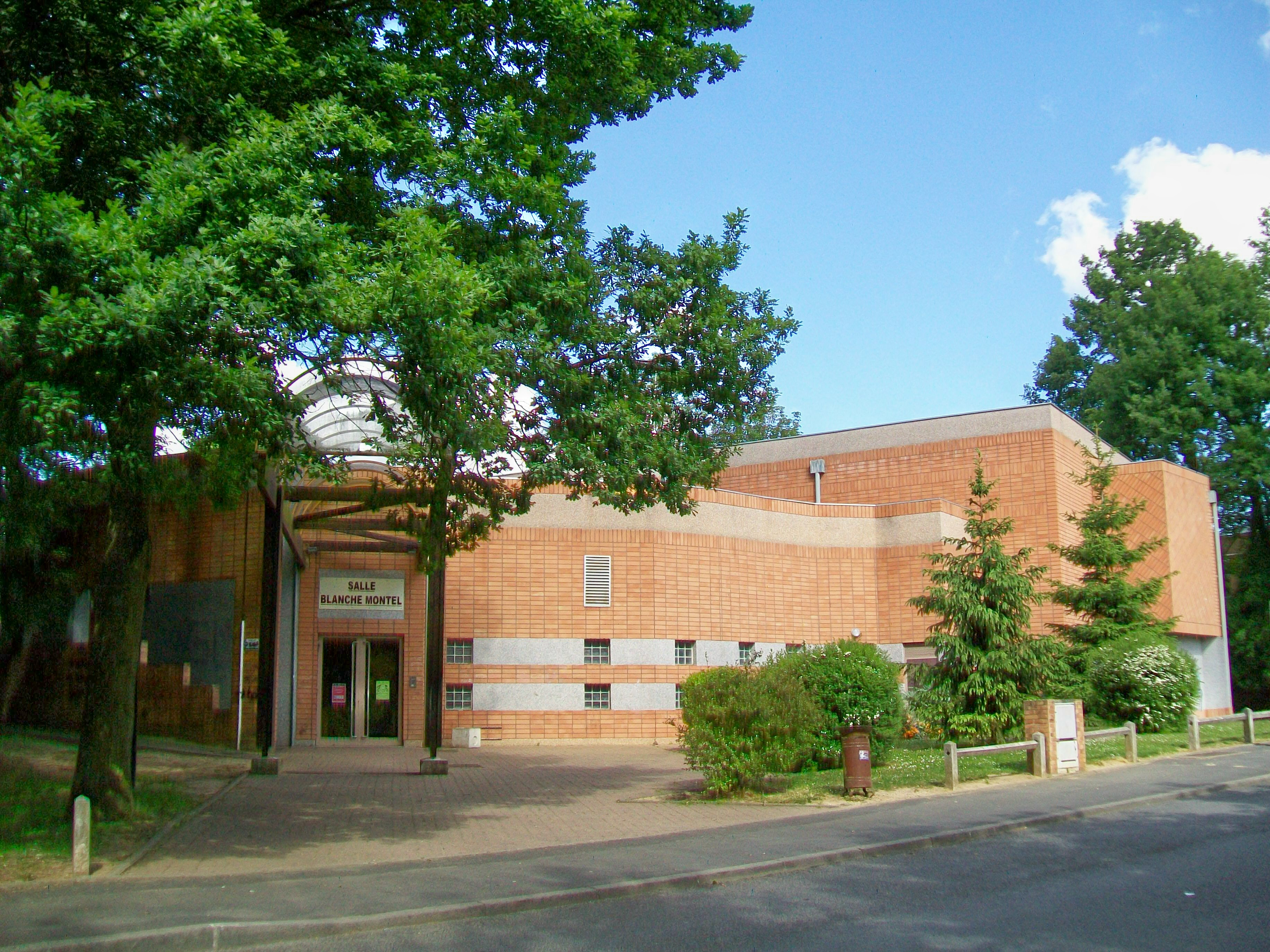
La salle de fêtes et de spectacles Blanche Montel, place de l'Europe.

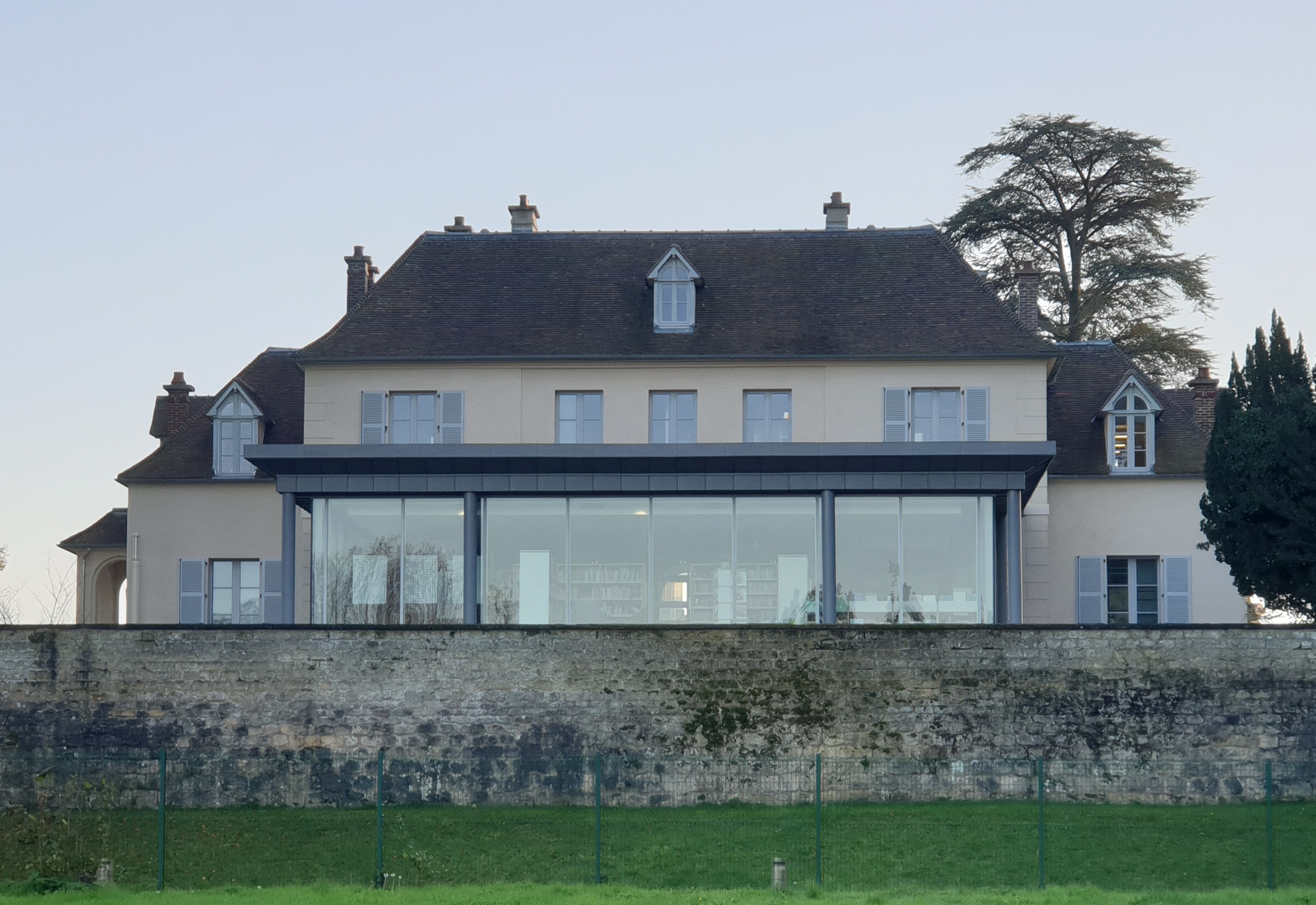
La bibliothèque intercommunale de Luzarches est installée au domaine de la Motte, siège de la Communauté de Communes Carnelle - Pays de France.

La commune de Luzarches est dotée d'équipements sportifs variés : COSEC, gymnase, stade, salle de musculation, dojo, courts de tennis. Cependant, une piscine fait défaut à Luzarches et dans ses environs.
Une principale association sportive, l'Amicale Sportive de Luzarches, organise une large gamme d'activités sportives pour tous les âges et couvrant un grand nombre de disciplines sportives. Les principales activités proposées sont (dans l'ordre alphabétique) : aïkido, badminton, basket-ball, cyclotourisme, escalade, escrime japonaise, football (seniors), gymnastique volontaire, handball, judo, karaté, musculation et remise en forme, pétanque, randonnée, tennis, tennis de table, volley-ball.
Différentes formes de danse et le yoga, en partie liés au sport, sont proposés par une association à vocation culturelle, Cameleon. Un hôtel de tourisme, l'unique de la commune, est pourvu d'un terrain de golf à quatre parcours sur le site du mont Griffon, entre Luzarches et Seugy.

### Culture et loisirs
Les équipements consacrés à la culture et aux loisirs dont dispose la commune sont la Maison Eric Satie, avec la Bibliothèque du Pays de France (ouverte seulement trois jours par semaine, dont deux jours uniquement le matin) ; la salle des fêtes et de spectacles Blanche-Montel ; la maison des associations baptisée Espace Luzarches ; une salle polyvalente attenante au gymnase du collège ; ainsi que l'école municipale de musique (dans le même bâtiment que l'école élémentaire).
Sur le plan des activités culturelles, l'association Cameleon organise des cours d'anglais, de peinture, de dessin et de poterie. Cette association s'engage également sur le plan du théâtre. Luzarches compte également une association d'artistes, un photo-club, et trois associations musicales (atelier choral et instrumental, harmonie, trompes de chasse).
Plusieurs associations interviennent sur le plan des loisirs. Sont à citer au premier plan le comité des fêtes, l'Association échanges et découverte du monde (ADEM), la société de chasse, et des associations s'adressant au troisième âge : Club de l'âge d'or, Club vermeil, associations d'anciens combattants.

### Cultes
Seul le culte catholique est présent à Luzarches, avec la paroisse Saint-Côme-et-Saint-Damien. Des messes sont célébrées à l'église paroissiale tous les dimanches à onze heures. En semaine du mardi au vendredi, des messes ont lieu chez les sœurs dominicaines des Campagnes, rue de l'Abbé-Soret ; soit le matin, soit le soir. Une salle paroissiale permet d'organiser des activités culturelles. La paroisse de Luzarches s'étend sur dix autres communes du canton. Dans l'Église catholique, Luzarches est également un doyenné, c'est-à-dire une division du diocèse de Pontoise, veillant à la coordination de plusieurs paroisses.

## Économie

### Revenus et catégories socio-professionnelles
La population active de Luzarches est de 2 030 ou 2 052 personnes, soit un taux d'activité de 76,6 % pour les habitants de quinze à soixante-quatorze ans qui étaient au nombre de 2 678 en 2007 (rappelons que les élèves, étudiants et stagiaires non rémunérés comptent aussi parmi la population inactive ; ils représentaient 10,9 % à Luzarches en 2007). Ce taux d'activité est légèrement supérieur à celui du Val-d'Oise, qui est de 74 %. En 2007, la population active se répartissait comme suit selon les catégories socio-professionnelles :
Population active selon la catégorie socio-professionnelle (y inclus les chômeurs)
et salaire net horaire moyen, données pour 2007
|                            |                            | Agriculteurs exploitants | Artisans, commerçants, chefs d'entreprise | Cadres et professions intellectuelles sup. | Professions intermédiaires | Employés | Ouvriers | Ensemble |
| -------------------------- | -------------------------- | ------------------------ | ----------------------------------------- | ------------------------------------------ | -------------------------- | -------- | -------- | -------- |
| Luzarches                  | Part de la catégorie       | 0 %                      | 6,0 %                                     | 19,6 %                                     | 32,0 %                     | 25,4 %   | 16,7 %   | 100,00 % |
|                            | Salaires dans la catégorie | non renseigné            | non renseigné                             | 25,80 €                                    | 14,20 €                    | 10,40 €  | 11,00 €  | 15,10 €  |
| Val-d'Oise                 | Part de la catégorie       | 0,1 %                    | 4,1 %                                     | 16,3 %                                     | 27,6 %                     | 31,6 %   | 19,2 %   | 100,00 % |
|                            | Salaires dans la catégorie | non renseigné            | non renseigné                             | 23,90 €                                    | 13,80 €                    | 9,80 €   | 10,20 €  | 13 €     |
| Source des données : Insee |                            |                          |                                           |                                            |                            |          |          |          |

L'on constate que les catégories socio-professionnelles élevées sont mieux représentées à Luzarches qu'ailleurs dans le département, et les salaires dont bénéficient les Luzarchois dépassent la moyenne départementale pour toutes les catégories.
Ces différences se reflètent également dans le niveau de formation. En effet, seulement 21,6 % des Luzarchois non scolarisés de quinze ans ou plus n'ont aucun diplôme ou seulement l'ancien certificat d'études primaires ; dans le Val-d'Oise, 29 % des habitants se trouvent dans cette situation. En revanche, 29,2 % des Luzarchois disposent d'un niveau bac +2 au minimum, niveau qu'atteignent seulement 24,7 % des Valdoisiens. La part des ménages non imposés était de 24,7 % en 2008, soit un quart moins que dans le Val-d'Oise, où ce chiffre atteint les 32,6 %.
En 2010, le revenu fiscal médian par ménage était de 40 766 €, ce qui plaçait Luzarches au 2 134e rang parmi les 31 525 communes de plus de 39 ménages en métropole.

### Emploi et employeurs
Bien que le nombre d'emplois recensés à Luzarches ne corresponde qu'à 58,6 % des actifs, on constate que la part des habitants actifs travaillant sur la commune de résidence atteint pratiquement le même niveau que pour le Val-d'Oise, avec 17,3 % par rapport à 17,7 %. Par ailleurs, largement plus de Luzarchois travaillent dans leur département de résidence que les Valdoisiens sur un plan global, avec 41,1 % par rapport à 31,9 %. L'explication est la place importante du bassin d'emploi parisien pour le Val-d'Oise, qui est moindre pour Luzarches, se situant à la limite de l'Île-de-France.
Pendant longtemps, Luzarches présentait un taux de chômage nettement inférieur au taux départemental, avec 5,5 % contre 8,3 % en 2007 et 5,1 % contre 8,7 % en 1999 ; chiffres qui dissimulent une importante hausse entre 2002 et 2006. Entre 2008 et 2009, le nombre des chômeurs à Luzarches a augmenté de 22,7 %, plus que sur le plan départemental avec 21,9 %. Les chômeurs étaient au nombre de 196 au 31 décembre 2009.
Les retraités représentent 21,8 % de la population totale de Luzarches, soit 711 personnes ; le Val-d'Oise ne compte que 18,2 % de retraités, mais cette différence est à relativiser car ce département est connu pour sa forte importance de la population jeune, les 0-14 ans y représentant 21,55 de la population.
Luzarches est avant tout une commune résidentielle. L'économie de Luzarches est d'un rayonnement presque uniquement local et vit en grande partie grâce aux richesses produites en dehors de la commune. Elle ne pourvoit que peu d'emplois par rapport à la population active. En 2007, cette dernière comptait 2 052 personnes, par rapport à 1 203 emplois sur le territoire communal. Ce chiffre correspond à 58,6 % de la population active. L'indicateur de concentration d'emploi calculé par l'Insee est un peu plus élevé, avec 62,6 %, car il ne tient pas compte des chômeurs, une centaine environ en 2007.
Sur les emplois recensés à Luzarches, 350 correspondent à des entreprises individuelles, aux chefs d'entreprise travaillant seul et aux professions libérales, et les emplois salariés ne sont donc qu'au nombre de 853 fin 2008. Ils sont liés essentiellement aux besoins de la population de Luzarches et des communes environnantes, et motivés par la fonction centrale toute relative du chef-lieu de canton. Ce constat part des deux observations suivantes :
- 413 emplois sont attribués au secteur de l'administration publique, de la santé, de l'enseignement et de l'action sociale, dont 238 à quatre des cinq principaux employeurs de la ville, à savoir la commune avec les écoles maternelle et élémentaire ; le collège ; le lycée et la maison de retraite « Maison du Val d'Ysieux ». Entrent également dans cette catégorie, la gendarmerie, le centre de secours et le siège de la communauté de communes, etc.
- sur la centaine d'établissements employant au moins un salarié, la plupart font partie des commerces et boutiques du centre-ville, d'une bonne cinquantaine, ou sont des cafés, restaurants ou hôtels (15), des moyennes surfaces (3), des garages (2). Les autres établissements (hors du secteur de la construction) sont majoritairement des petites entreprises artisanales centrées sur les services aux particuliers.

L'on rencontre très peu d'entreprises rendant des services aux entreprises, et encore moins d'établissements industriels (cinq établissements avec un à neuf salariés, totalisant dix-sept postes seulement). L'employeur le plus important hors administration publique, santé, enseignement et action sociale appartient à la catégorie « commerce et réparation auto » et pourvoyait soixante-cinq emplois au 31 décembre 2008. Luzarches ne présente aucune zone d'activités commerciales ou zone artisanale d'envergure.
Nombre d'établissements actifs par secteur d'activité et par nombre de salariés au 31 décembre 2008
|                                                              | Nombre d'établissements | %    | Sans salariés | 1 à 9 salariés | 10 à 19 salariés | 20 à 49 salariés | 50 salariés ou plus |
| ------------------------------------------------------------ | ----------------------- | ---- | ------------- | -------------- | ---------------- | ---------------- | ------------------- |
| Agriculture, sylviculture et pêche                           | 10                      | 3,7  | 10            | 0 ...          | 0 ...            | 0 ...            | 0 ...               |
| Industrie                                                    | 11                      | 4,1  | 6             | 5 17 emplois   | 0 ...            | 0 ...            | 0 ...               |
| Construction                                                 | 31                      | 11,6 | 20            | 9 31 emplois   | 2 27 emplois     | 0 ...            | 0 ...               |
| Commerce et réparation auto                                  | 36                      | 13,5 | 21            | 12 32 emplois  | 1 11 emplois     | 1 38 emplois     | 1 65 emplois        |
| Transports et services divers                                | 133                     | 49,8 | 76            | 53 130 emplois | 3 42 emplois     | 1 47 emplois     | 0 ...               |
| Administration publique, enseignement, santé, action sociale | 46                      | 17,2 | 23            | 13 53 emplois  | 4 62 emplois     | 2 60 emplois     | 4 238 emplois       |
| TOTAL                                                        | 267                     | 100  | 156           | 92 263 emplois | 10 142 emplois   | 4 145 emplois    | 5 303 emplois       |
| Sources des données : Insee                                  |                         |      |               |                |                  |                  |                     |

### Commerces

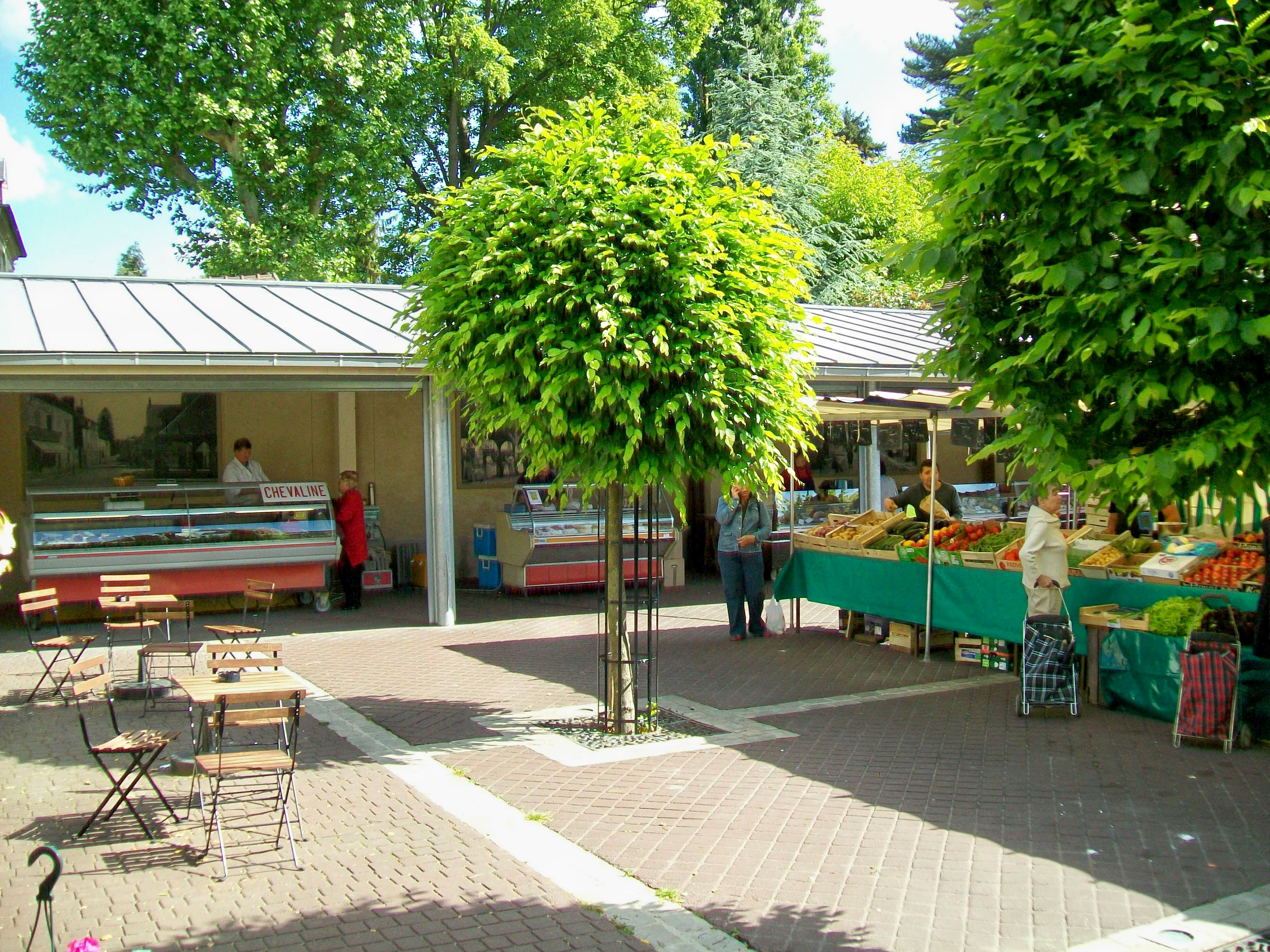
Le nouveau marché de Luzarches, qui dispose de stands couverts autour d'une petite place.

Les commerces avec boutique au centre-ville restent relativement nombreux, mais les commerces alimentaires ont fortement diminué : l'on trouve une épicerie, deux boulangeries-pâtisseries, une pâtisserie-chocolaterie-confiseur, une boucherie-charcuterie-traiteur, et un primeur. Un supermarché se situe en périphérie du bourg. Cependant, la ville de Luzarches a aménagé un nouveau marché avec plusieurs stands couverts, destinés à la vente de produits frais. Ce marché ouvre les mercredi et vendredi matin. Le nombre de commerces proposant des services (coiffure, esthétique, toilettage d'animaux, blanchisserie etc.) est relativement élevé avec dix-neuf boutiques ; avec en outre six agences immobilières, mais seulement trois banques et deux agences d'assurances. L'on rencontre également dix-sept magasins de types divers, de faible importance, et pratiquement pas de commerces de vêtements ou de chaussures. Luzarches compte en outre six bars ou cafés, et six restaurants (y inclus la restauration rapide). En résumé, Luzarches ne peut attirer que des petits commerces à chiffre d'affaires réduit, du fait de la faible superficie des locaux et de la vétusté de nombre d'entre eux.

### Dynamique économique
Vingt-sept entreprises ont été créées en 2009, ce qui correspond à un taux de création d'entreprises de 14,6 % ; cependant, seulement quatre de ces nouvelles entreprises emploient au moins un salarié, et quinze étant des auto-entrepreneurs. L'agriculture a fortement diminué, avec une réduction de la superficie de terres labourables d'un quart environ entre 1988 et 200, et la disparition de l'élevage. Plusieurs exploitations restent actives, avec près de 300 ha de cultures, mais sans aucun poste salarié. Le tourisme joue un rôle marginal, avec un unique hôtel (de cinquante-quatre chambre, catégorie trois étoiles), aucun terrain de camping et une chambre d'hôtes,.

## Culture locale et patrimoine

### Monuments historiques
Luzarches compte 5 monuments historiques sur son territoire, dont 2 sont protégés par un même arrêté, car faisant partie d'une même entité historique :
- L'église Saint-Côme-Saint-Damien[105], Xe et XVIe siècles, classée Monuments historiques en 1912[106].

L'église se situe à l'extrémité est de la ville, en bordure des champs. Un regard sur le chevet révèle bien que l'église a été construite par campagnes successives: l'abside centrale de la fin du XIe siècle et l'absidiole nord (chapelle Saint-Côme) du milieu du XIIe siècle sont de style roman ; l'absidiole sud (chapelle de la Vierge) du milieu du XIIIe siècle est gothique ; l'étage supérieur du clocher du début du XVIe siècle est dans le style de la première Renaissance. La façade ouest, de la même époque (1537-1551) est considérée comme un exemple particulièrement remarquable de la Renaissance classique. 
Au niveau inférieur, la façade est encadrée de colonnes doriques, et de colonnes ioniques au niveau supérieur. Le portail est surmonté d'une large voûte en plein cintre à l'intrados très profond. Une grande rosace à l'étage éclaire le vaisseau. Quant à la nef avec ses deux bas-côtés, sa première travée a été ajoutée en même temps avec la façade ouest, visible par la hauteur de son toit qui dépasse nettement la toiture de la nef d'origine. Cette dernière a par ailleurs été remaniée dans le style Renaissance vers la fin du XIXe siècle.
 À l'intérieur, l'attention du visiteur se portera en premier lieu sur la chapelle Saint-Côme, qui, sur sa première travée, supporte le clocher, et qui présente de beaux chapiteaux romans.
- La Halle (1740), au centre de la ville, mentionnée dès 1386, inscrit Monuments Historiques en 1928[107].

Le toit repose sur sept piliers de bois de chaque côté, à l'est et à l'ouest, posés sur des socles en pierre. Aux extrémités nord et sud, le nombre de piliers est de trois. 
Les marchés et foires étaient d'une grande importance pour Luzarches, ville commerçante, et il ne faut pas s'imaginer que les marchés se limitaient à la halle et ses alentours : ils occupaient aussi la rue Bonnet, la rue du Bourg et la place de l'Ange. Seuls les marchands merciers et de nouveautés présentaient leurs étals sous la halle. Sous sa charpente, la halle renfermait un grenier à grains depuis 1832, où depuis 1846 furent stockés les blés et grains invendus jusqu'au marché suivant, rachetés au préalable par un fonds commun constitué à cet effet.
- La porte Saint-Côme  et porte Grièche[note 13], du XIIIe siècle : située en haut de la rue Saint-Côme à l'extrémité ouest de la ville, elle faisait partie de la nouvelle enceinte du château fort[note 14] qui se situait sur le promontoire que l'on découvre en poursuivant le chemin. 
Contrairement à l'impression donnée par la situation de cette porte, il ne s'agit pas d'un élément des fortifications du bourg, car Luzarches n'en possédait vraisemblablement pas à cette époque[note 15]. Dans l’intrados du portail en arc brisé, la rainure de la herse et un assommoir restent visibles. La partie supérieure ainsi que l’habitation qui lui est accolée ont été reconstruites dans le style troubadour au XIXe siècle[a 29],[note 16]. Avec les différents vestiges du château et du prieuré qui lui avait succédé, la porte Saint-Côme a été inscrite Monuments Historiques en date du 5 février 1940[109].

Une courte scène du film Les Couloirs du temps : Les Visiteurs 2 de Jean-Marie Poiré été tournée devant cette porte.
- la porte Grièche est une ancienne porte située sur le côté nord entre les "remparts" et la rue Vivien[Passage problématique]
- Les vestiges de l'enceinte du château Saint-Côme ou château d'En-Haut avec la base d'un donjon du XIe ou XIIe siècle ; vestiges de la collégiale Saint-Côme ; poterne (ruelle Saint-Côme) : localisés sur une proéminence à l'ouest du bourg, en haut de la rue Saint-Côme. 
Le château fort médiéval du début du XIIe siècle a disparu lors des guerres de Religion à la fin du XVIe siècle, mais la ferme seigneuriale, le donjon carré ainsi que la collégiale Saint-Côme[note 17] construite entre 1180 et 1250 pour Jean de Beaumont subsistaient dans un premier temps. L'église mesurait 32 m sur 24. 
Le domaine est vendu comme bien national à la Révolution française et la collégiale démolie peu de temps après, les recettes de la vente des pierres dépassant le prix d'acquisition de la propriété[a 15]. N'en reste qu'un pan de mur de la nef. 
Le 20 novembre 1856, M. Payen, fabricant de passementerie à Paris, rachète l'ensemble du domaine. Il ne poursuivit pas l'exploitation de la ferme et fit araser le donjon, servant alors d'écurie, à onze mètres du sol. Payen fit construire un hôtel particulier sur la base du donjon et transforme les alentours en jardin d'agrément. Le colombier est restauré. En 1872, la propriété fut vendue de nouveau, au professeur de pathologie chirurgicale et anthropologue Paul Broca de la faculté de médecine de Paris, fondateur d'un hôpital, aujourd'hui disparu, et qui avait porté son nom[a 30]. Les différents vestiges du château et de la collégiale ont été inscrits aux Monuments Historiques en date du 5 février 1940[109].
 Depuis le domaine public, le donjon et les ruines de la collégiale ne sont que partiellement visibles.
- L'ancienne abbaye d'Hérivaux, dont subsistent les ruines de l'église et la grange dîmière du XIIe siècle ainsi qu'un bâtiment conventuel reconstruit au XVIIIe siècle.

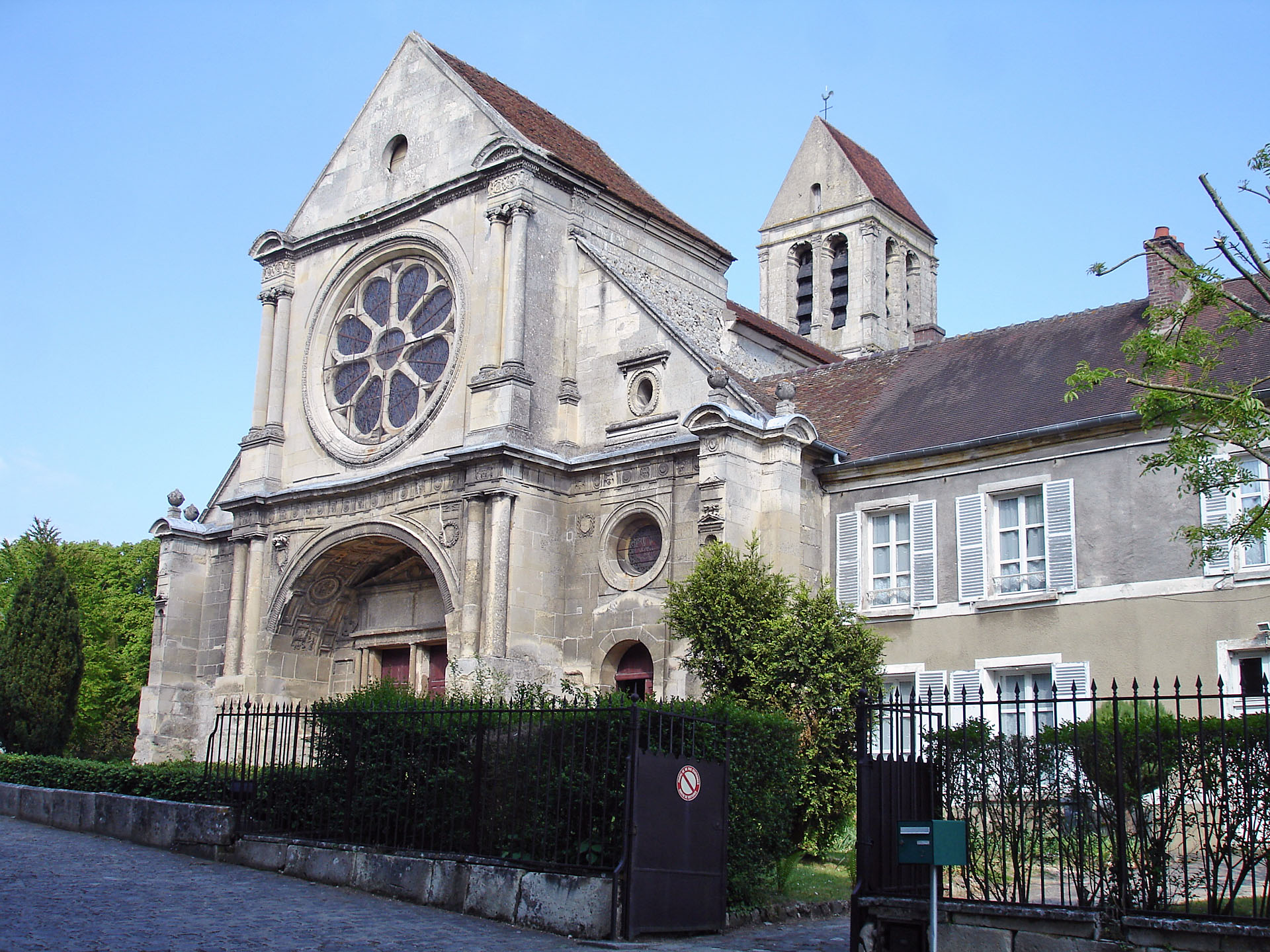
Le portail de l'église paroissiale Saint-Côme-Saint-Damien de 1537, conçu par le maître maçon Nicolas de Saint-Michel dans le style de la première Renaissance. À droite, le presbytère.
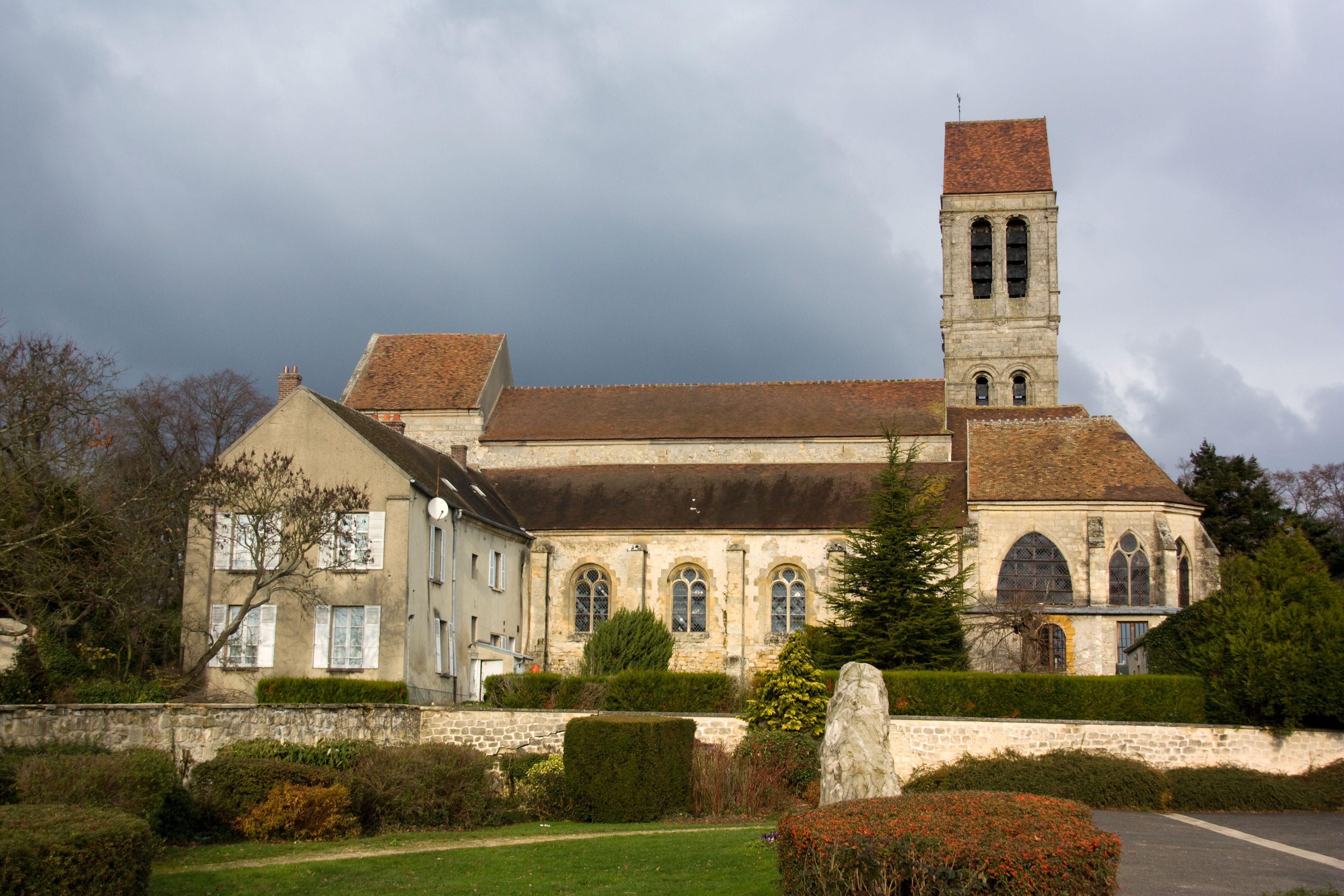
Vue en élévation de l'église depuis le sud. Sur la première travée à droite, la toiture est plus élevée que sur le reste de la nef : cette partie a été ajoutée en 1537, en même temps avec le portail.
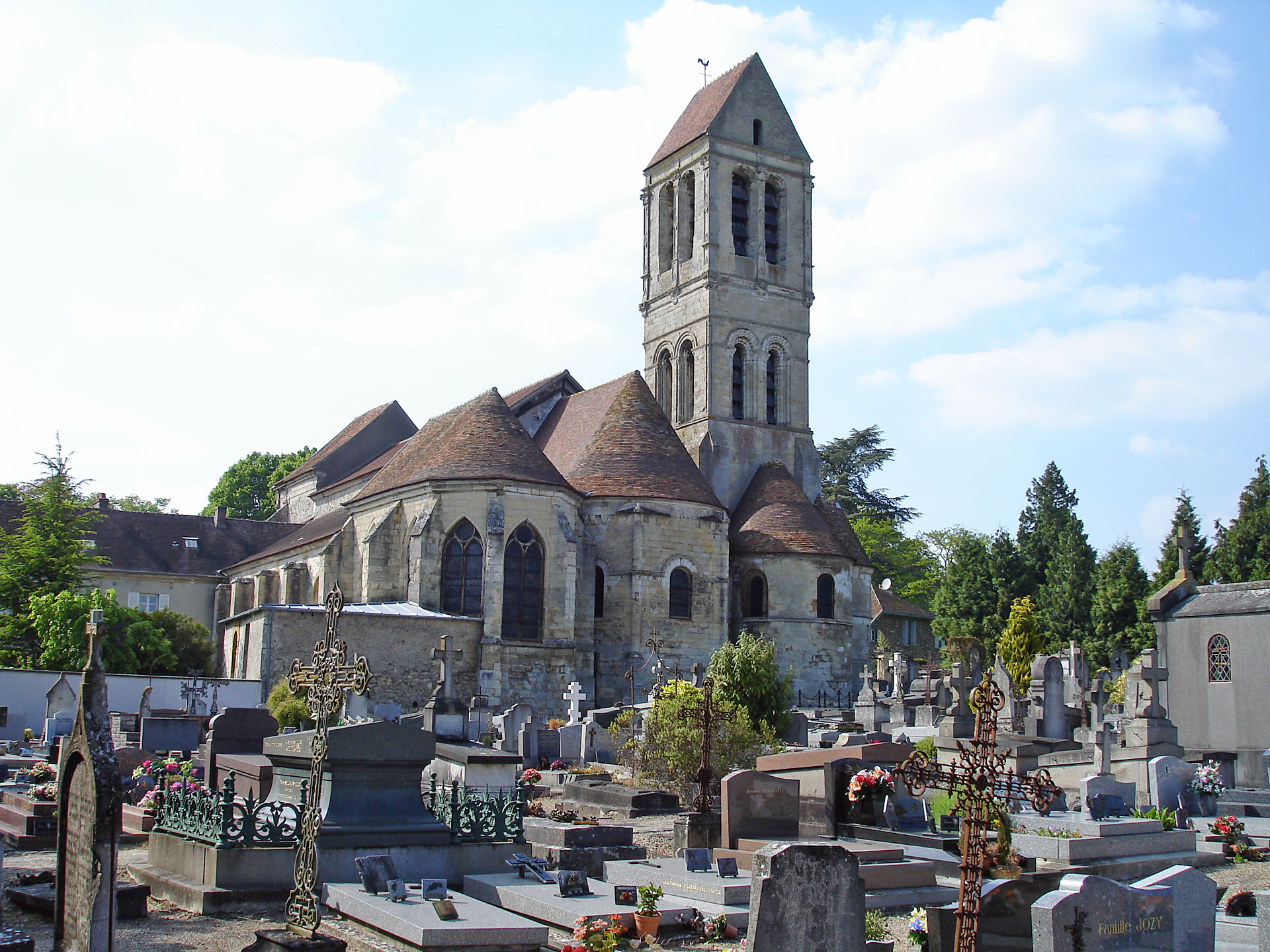
Façade orientale de l'église Saint-Côme-et-Saint-Damien : ici, la multitude de styles architecturaux de l'édifice se voit de la meilleure façon. À gauche, la chapelle de la Vierge ; au centre, le chœur roman.
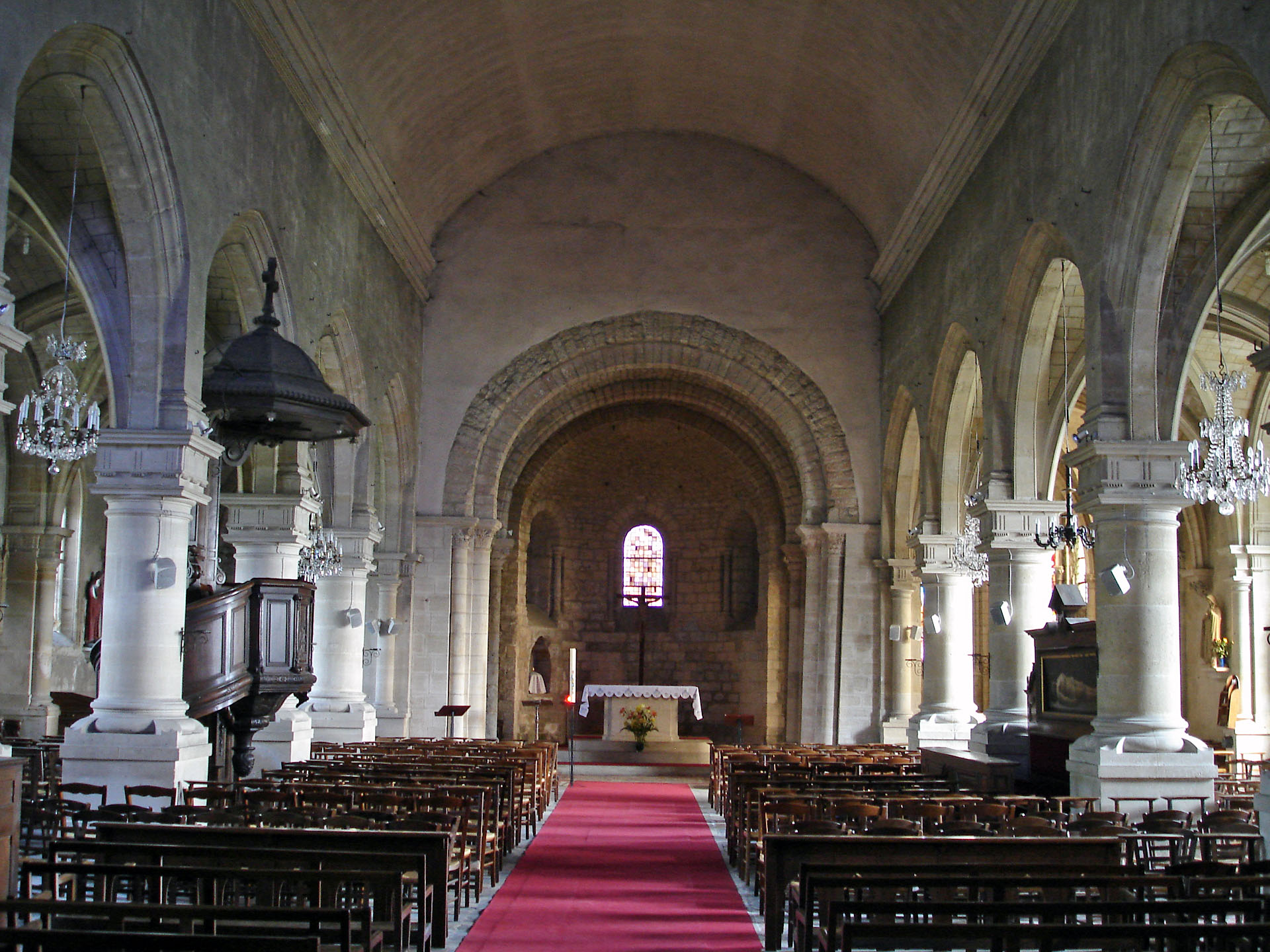
La nef de l'église Saint-Côme-et-Saint-Damien a été remaniée dans le style de la néo-Renaissance à l'occasion de l'ajout d'une travée à l'ouest, au début du XIXe siècle. Le chœur roman est bien visible au fond.
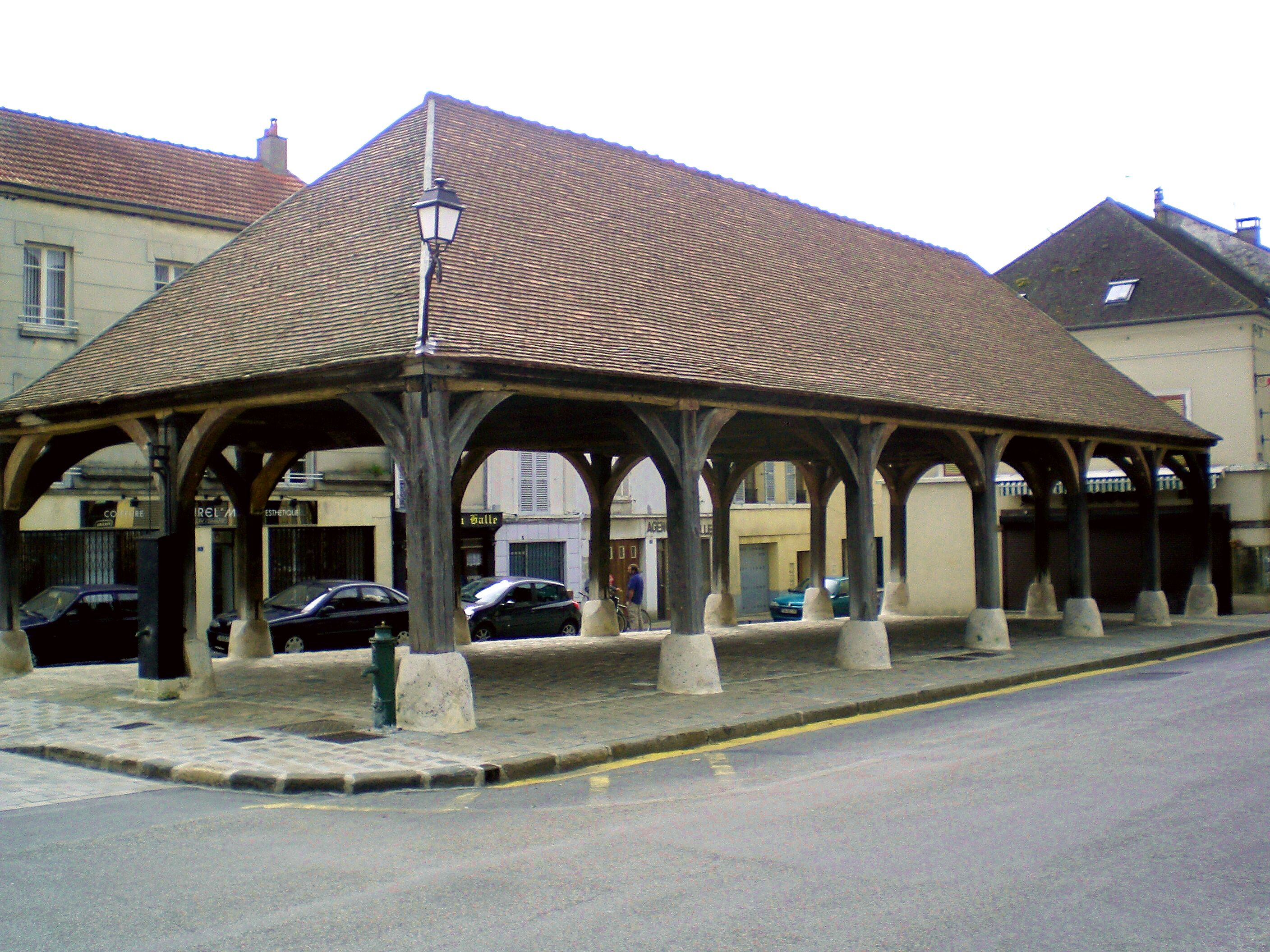
La halle de 1740, l'une des dernières halles subsistant dans le nord de l'Île-de-France. Restaurée en 2008, elle n'est cependant plus utilisée pour le marché hebdomadaire du vendredi matin, qui se tient dans la rue Bonnet à côté.
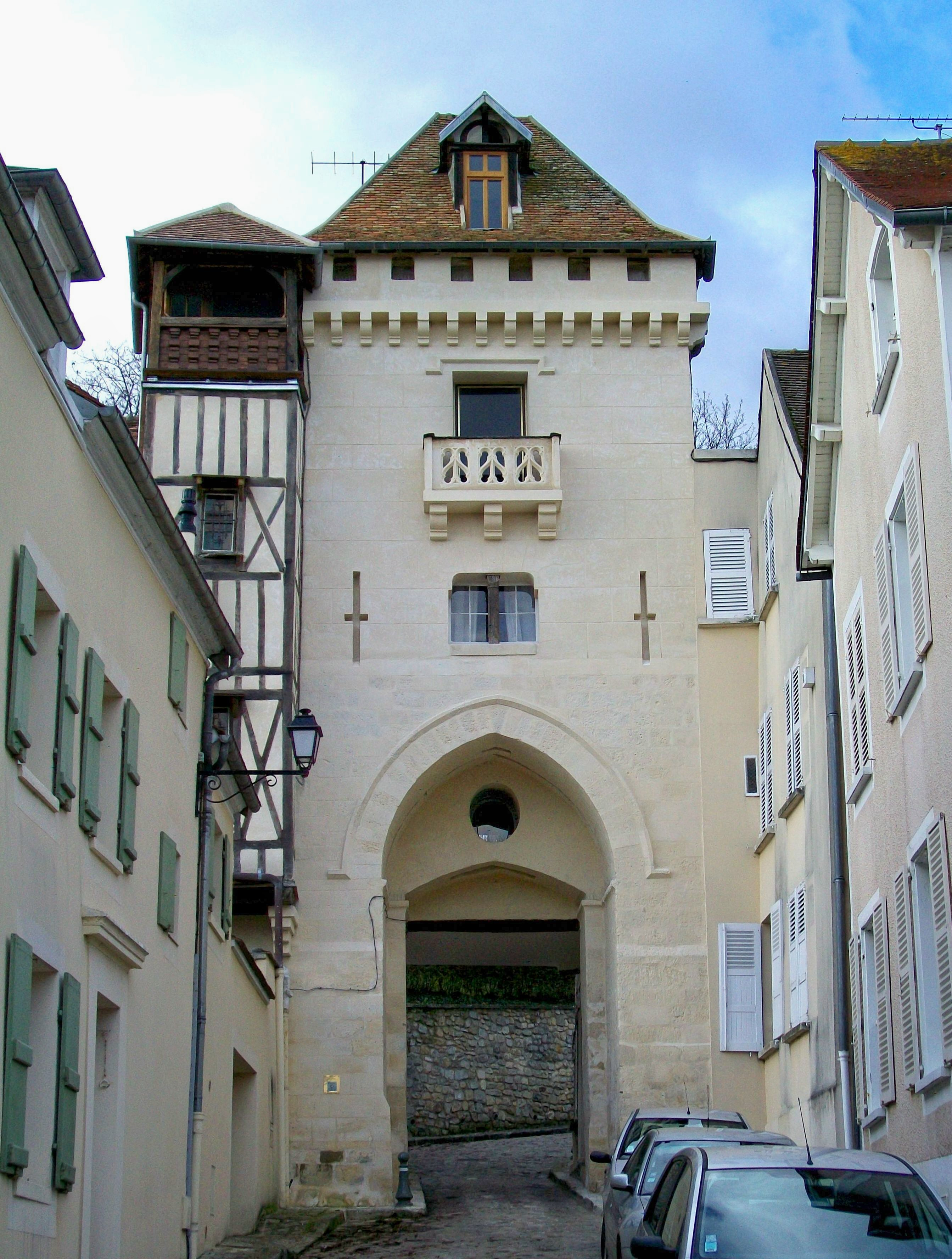
La porte Saint-Côme en haut de la rue du même nom faisait partie de la nouvelle enceinte du château d'En-Haut dont ce dernier a été muni au XIIIe siècle. Au XIXe siècle, elle a été reconstruite dans le style troubadour.
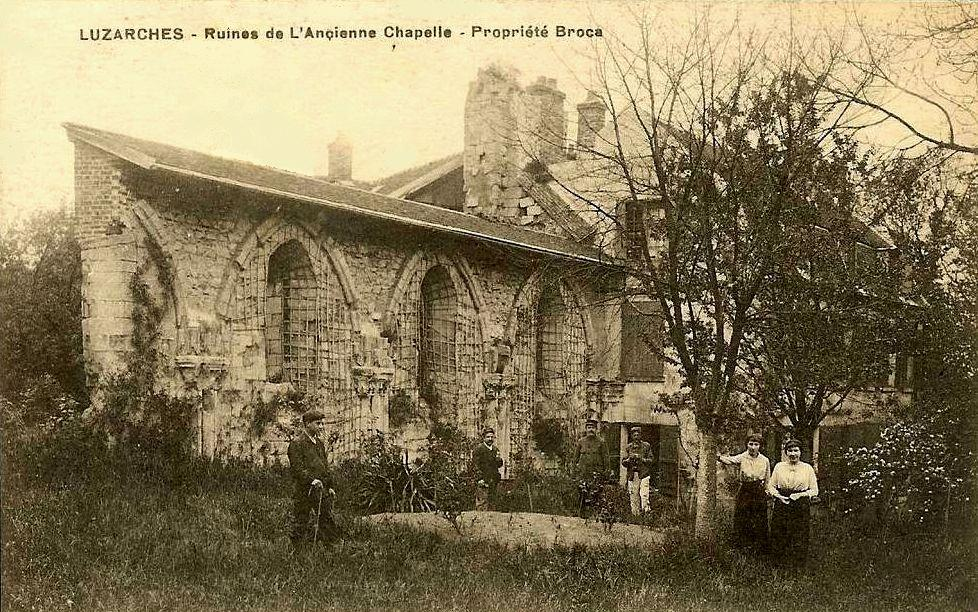
La collégiale construite entre 1180 et 1250 dans l'enceinte intérieure du château d'en-haut fut dédiée à saint Côme et saint Damien, tout comme l'église paroissiale. Démolie vers la fin du XVIIIe siècle, il en reste un mur de la nef.
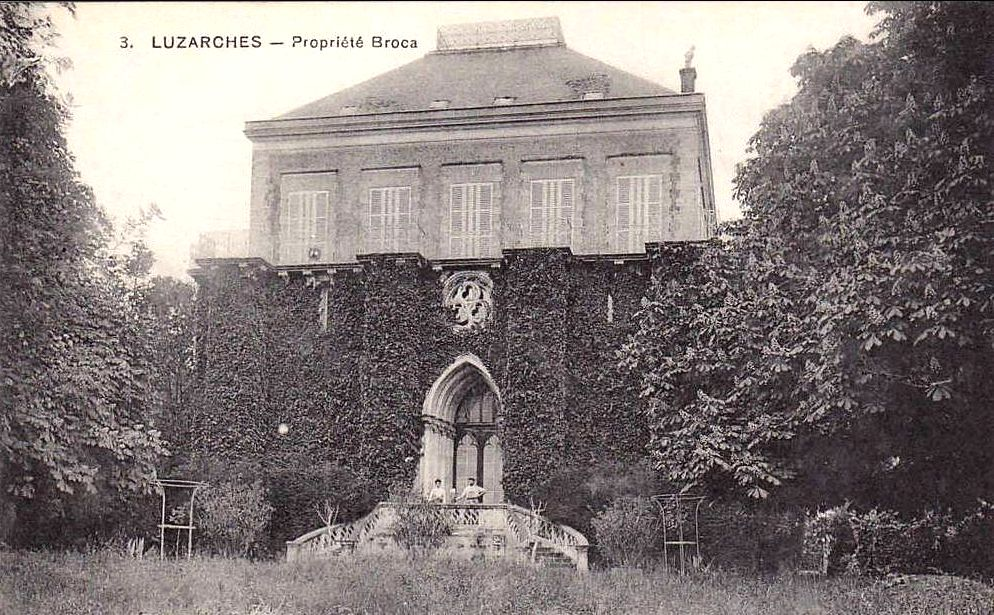
Cette demeure a été construite au milieu du XIXe siècle sur la base du donjon du château d'en-haut, arasé à 11 m. Entre 1872 et 1880, ce fut la résidence secondaire du célèbre anthropologue Paul Broca.
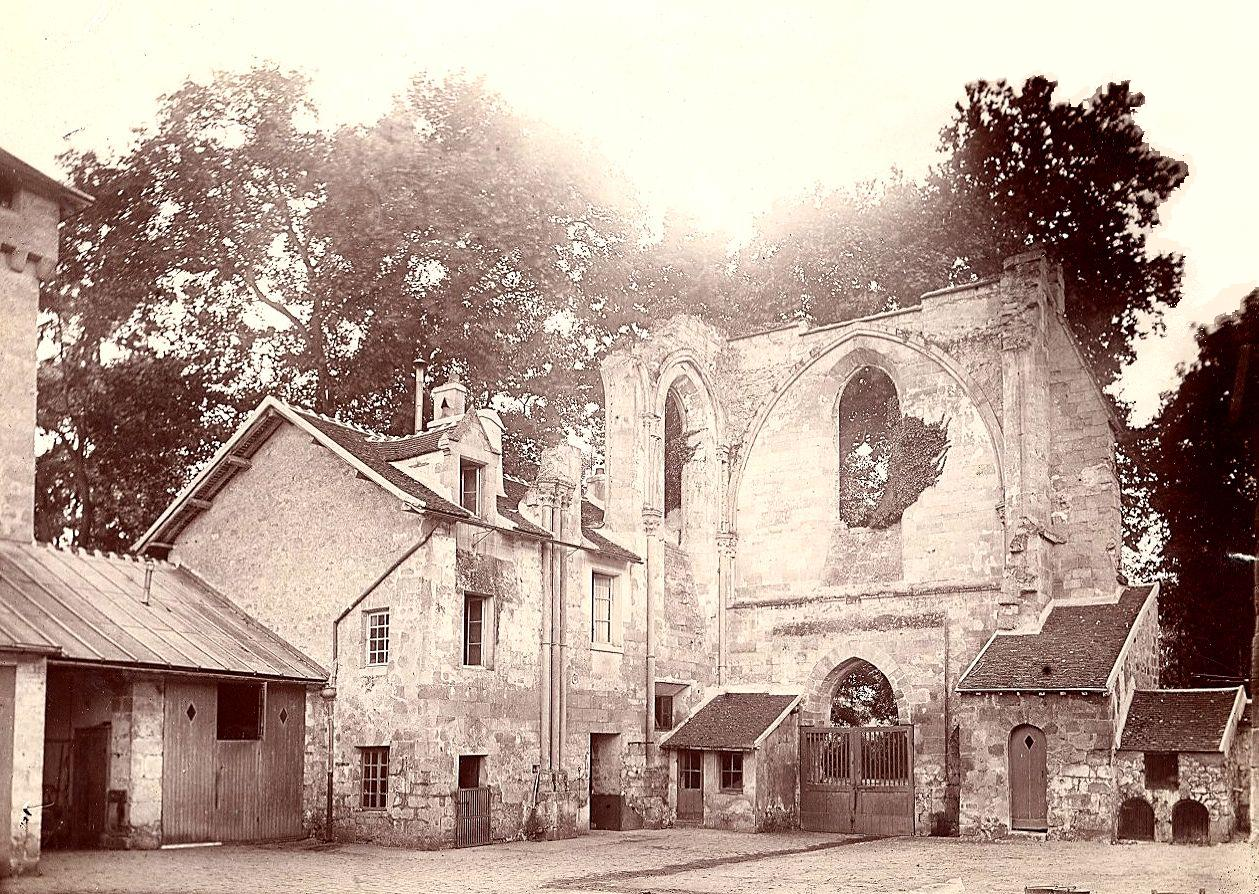
Ruines de l'église d'Hérivaux, vue de l'intérieur de la nef sur le portail. À gauche, le logis de l'abbaye jouxtait l'église. Vers 1880.
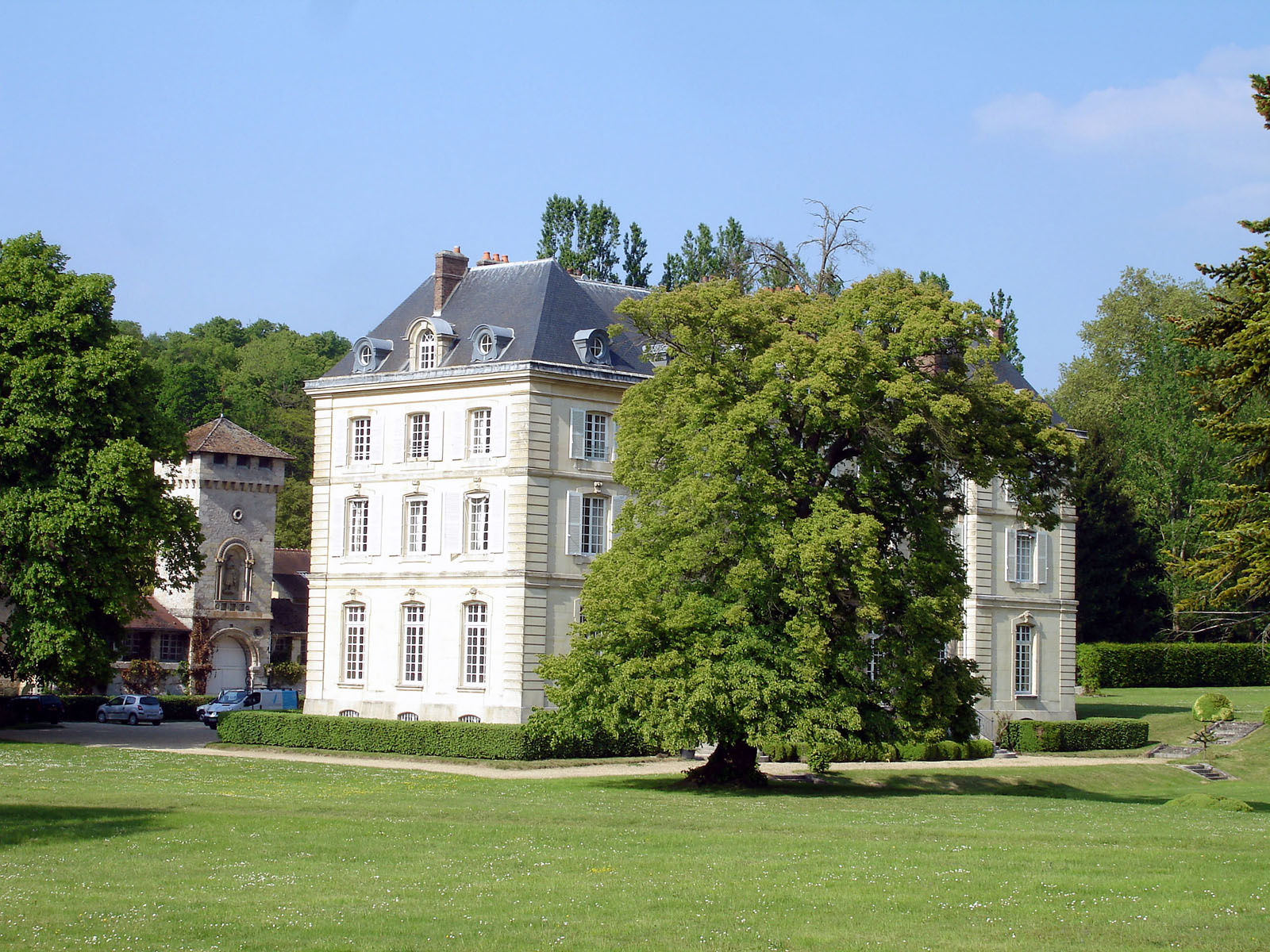
Le « château d'Hérivaux », bâtiment conventuel profondément modifié des XVIIe et XVIIIe siècles. À gauche, une tour qui fait partie des communs construits en 1820.

### Autres éléments du patrimoine

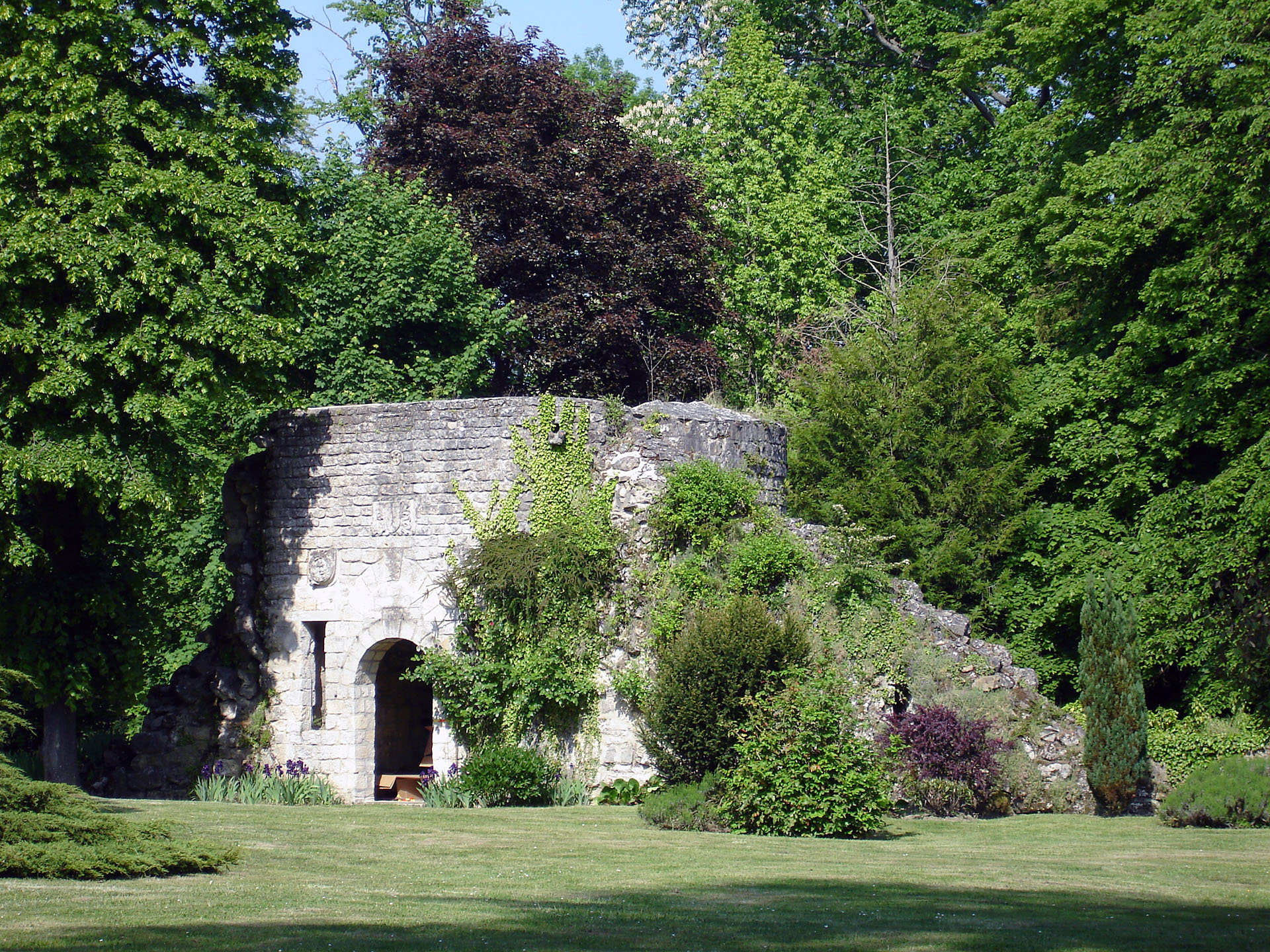
Ruines du château d'En-Bas, château féodal des Bouteiller de Senlis du début du XIIIe siècle appelé aussi château de la Motte.
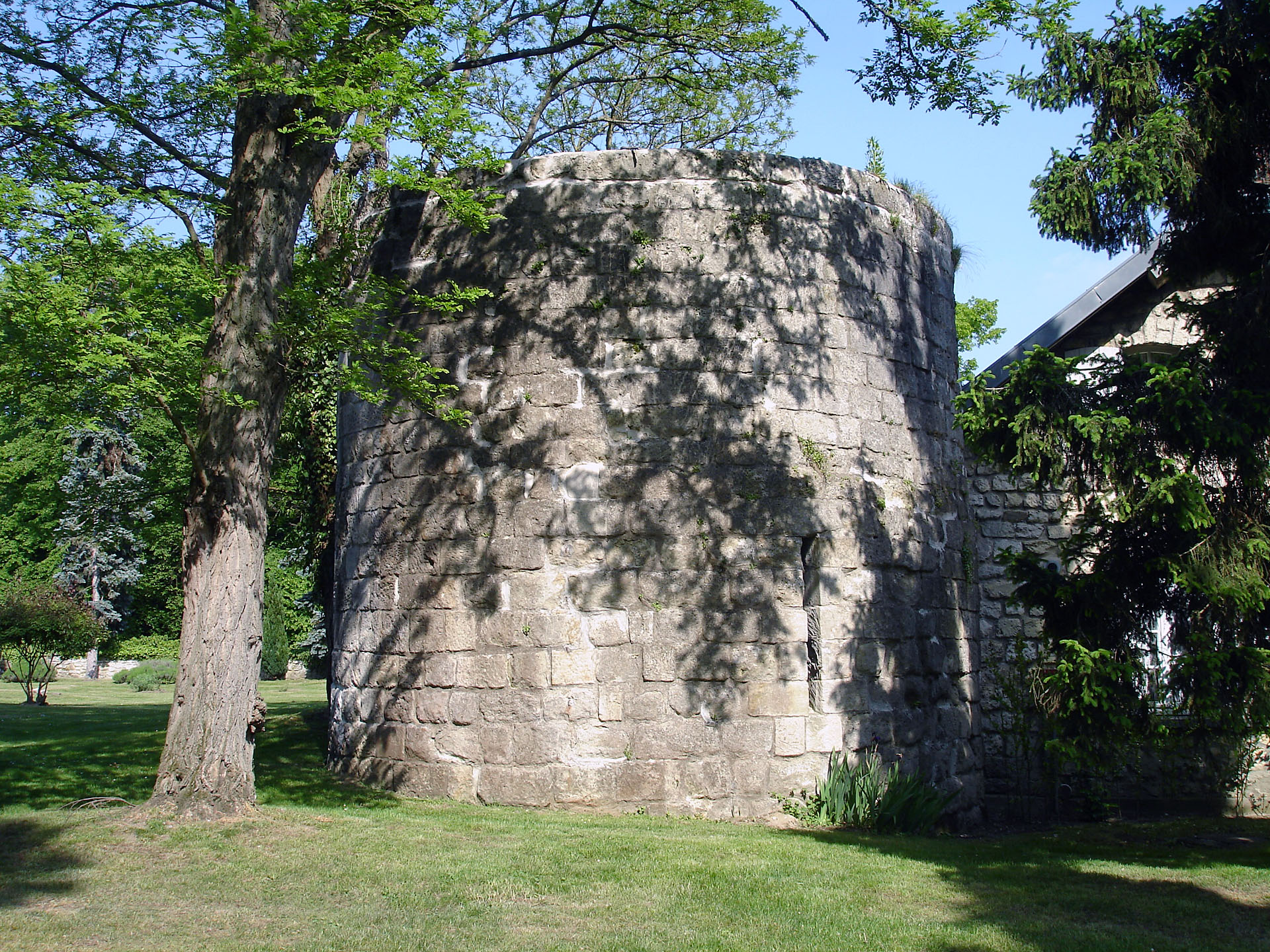
L'une des cinq tours qui subsistent parmi les sept tours que le château d'En-bas comptait avant sa destruction, fortement restaurée.
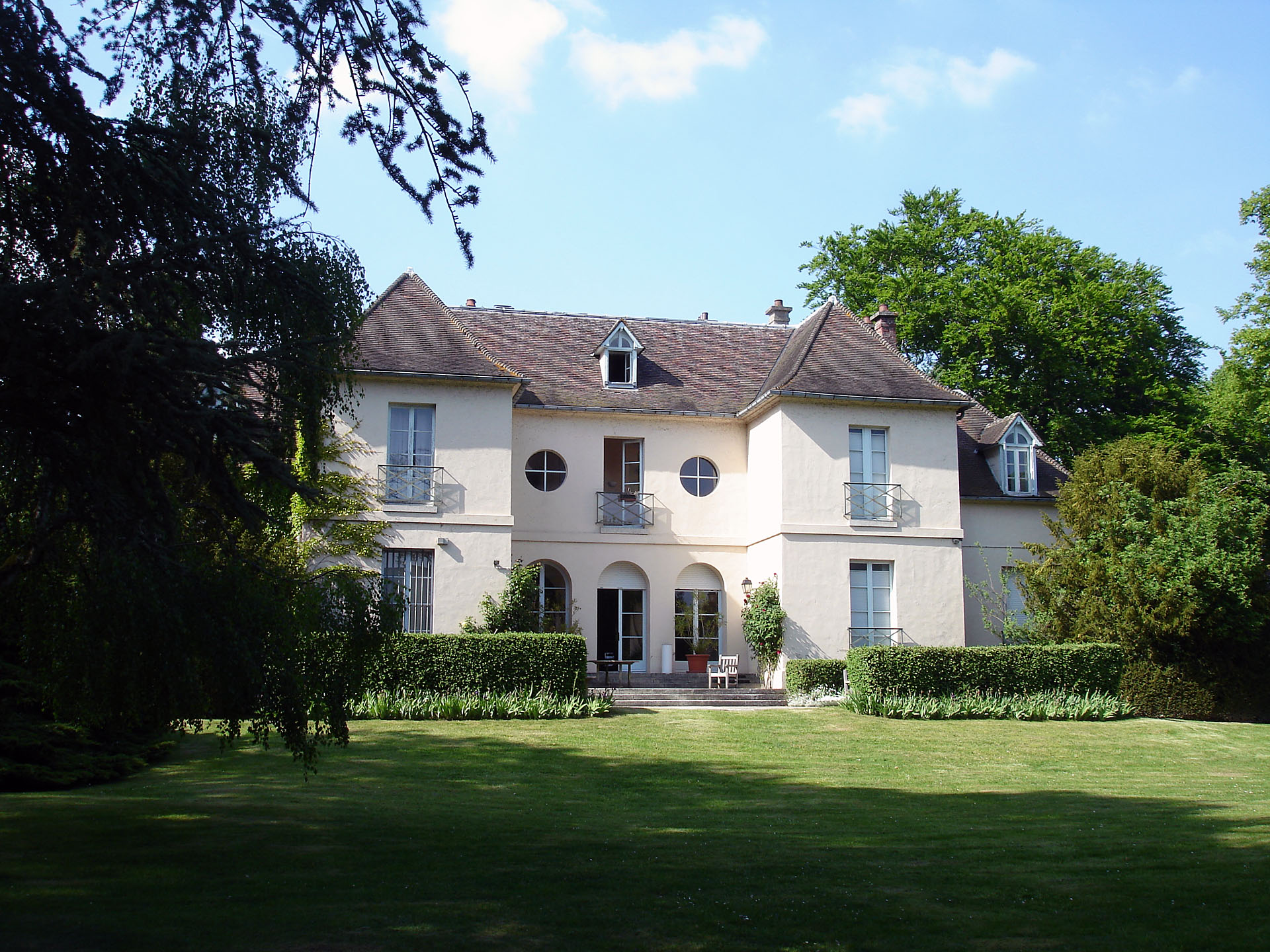
Cette villa du XIXe siècle a adopté le nom de château de la Motte qui s'élevait jadis à sa place. De l'architecture d'origine assez recherchée ne reste plus rien aujourd'hui.
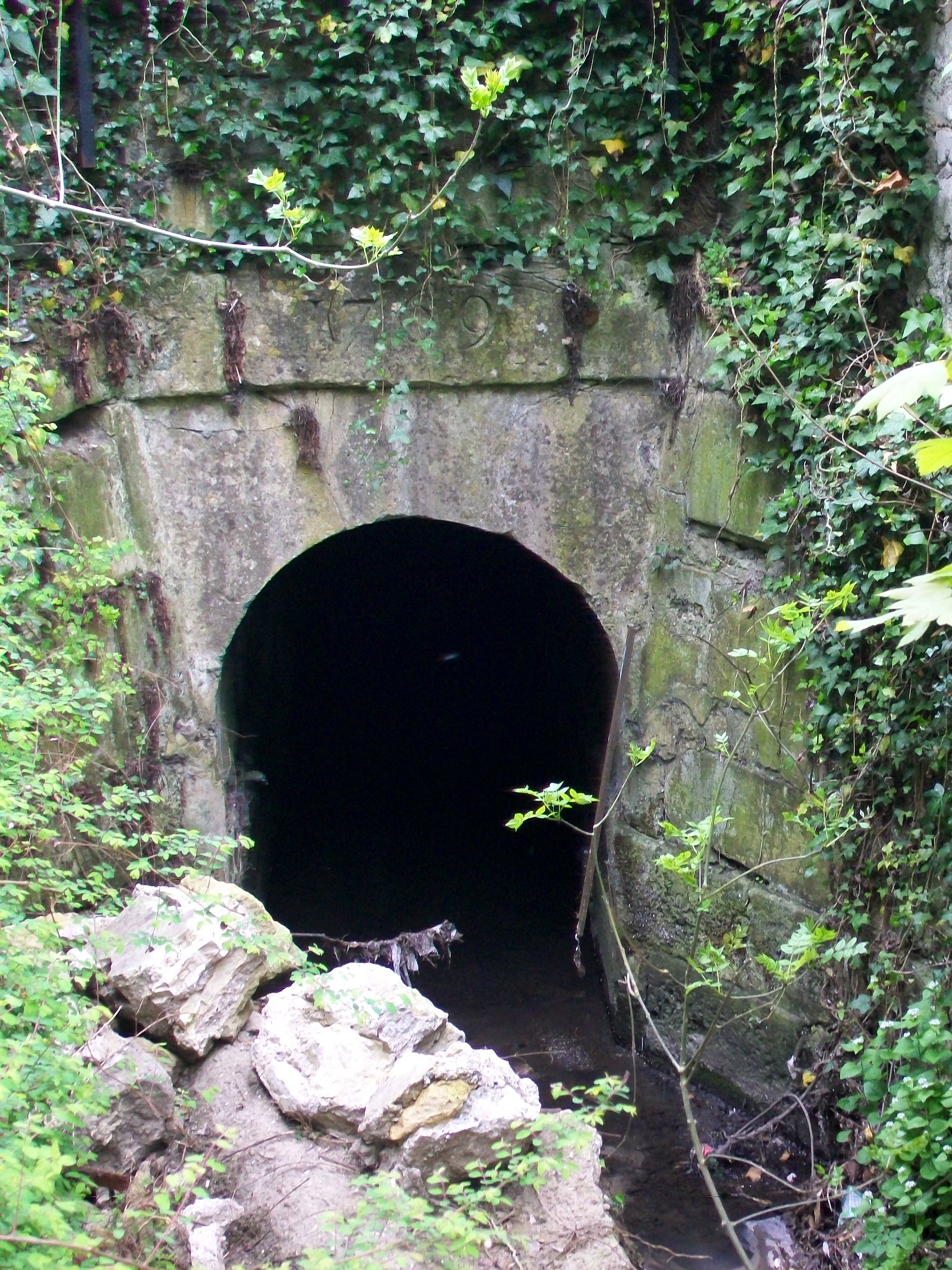
Petit pont de la rue du Pontcel sur le ru du Pontcel, construit en 1769 quand le ruisseau fut canalisé à sa traversée de Luzarches.
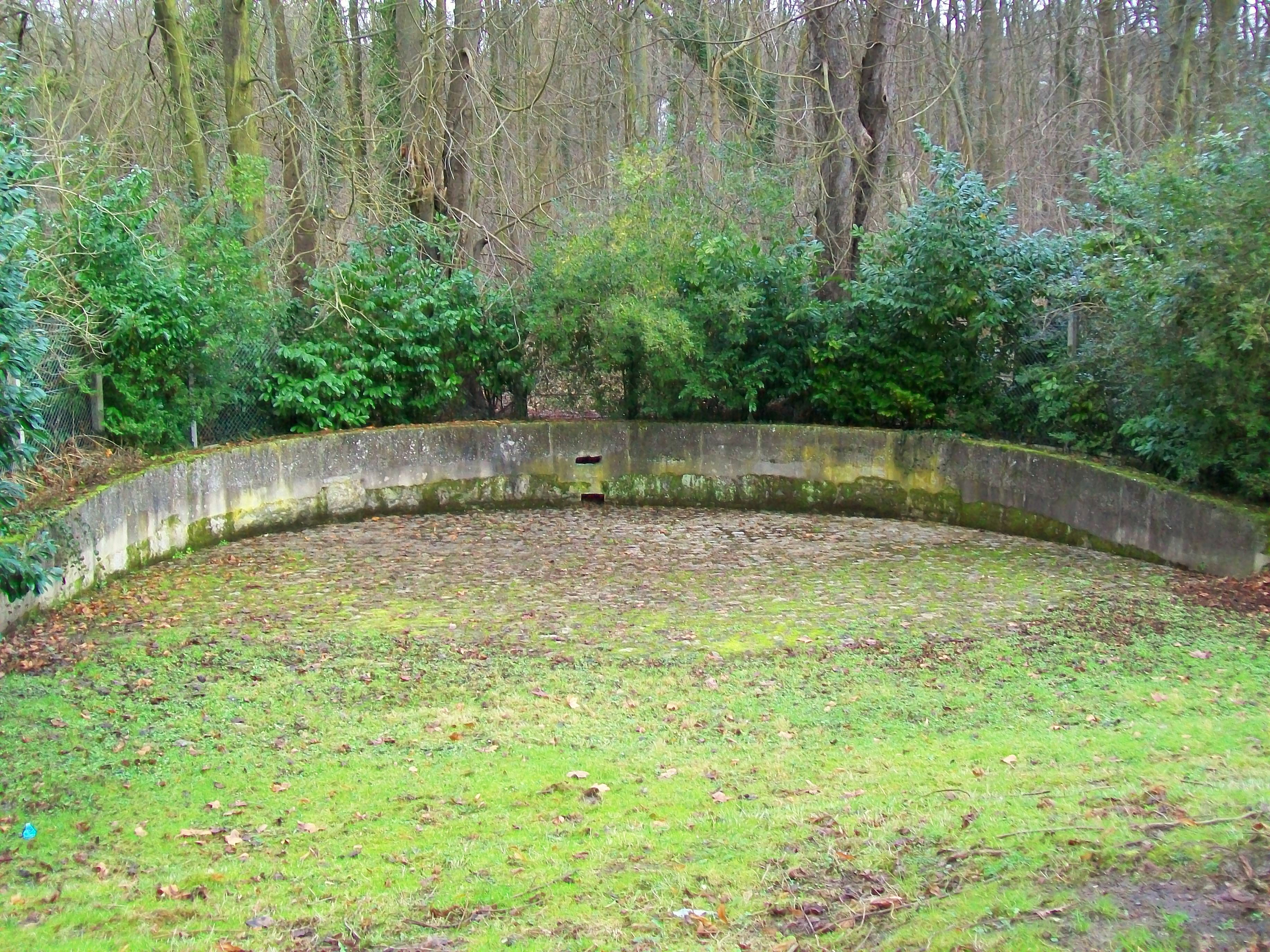
Ancien abreuvoir : situé vieux chemin de Paris, il daterait de 1736 et fut pavé et entouré de murs vers 1827. Unique point d'eau pouvant servir en cas d'incendie dans la ville. Il a été réhabilité en 2024.

- Enceinte du château d'En-Bas ou château de la Motte, de l'ancien château féodal des Bouteiller de Senlis du début du XIIIe siècle et démoli en 1706[a 16].

D'un plan quadrangulaire, il fut flanqué de sept tours dont cinq sont toujours en place. Leur caractère d'origine s'est perdu à la suite des reconstructions et restaurations effectuées du XIXe siècle jusqu'au milieu du XXe siècle. Tout autour, les douves aujourd'hui sèches sont bien marquées. La potentielle motte castrale reste également en place (visible depuis la place de la République) : tandis que Catherine Crnokrak et al. (1998) écrivent qu'« on ne connâit pas le rôle que jouait la motte castrale dans l’organisation défensive du château XIIIe », la réalité semble être beaucoup plus simple. La motte de terre provient de l'excavation des douves et était localement appelée le donjon, « place vague... propre à faire quelque forteresse pour la deffense du dit chasteau ». Du château proprement dit, ne reste plus rien. Le terrain à l'intérieur des anciennes fortifications est un jardin, où l'on trouve une villa du XIXe siècle connue comme « château de la Motte » : à la suite de diverses rénovations, c'est devenu une maison sans caractère. Elle hébergeait le siège du comité départemental du tourisme et des loisirs du Val-d'Oise, avant son retour à Cergy fin 2010. La collection de peintures du conseil général a déménagé en même temps, et le bâtiment est à ce jour inoccupé. Depuis, le jardin avec les ruines du château d'En-Bas est fermé au public. La cession du domaine à la communauté de communes par le conseil général pour un prix d'un million d'euros a été sur l'ordre du jour de la séance plénière mensuelle du 24 juin 2011. La mur d'enceinte du terrain empêche de voir les ruines depuis la rue.
- Petit pont sur le ru du Pontcel, localisé rue du Pontcel, construit lors de la canalisation du ruisseau en 1769[111].
- Monument aux morts de la Première Guerre mondiale, à l'angle des rues Saint-Damien et François-de-Ganay.
- À proximité du château de la Motte, dans le parc jouxtant la place de la République, une autre villa d'agrément fut construite vers 1877, appelée « La Sapinière » ou « le Châlet ». Dominée par une tourelle d'escalier, la maison se caractérise par la multiplication des formes et volumes, et d'un toit à forte saillie. Les murs sont en briques polychromes, de pierre et en pans de bois ; s'y ajoutent des riches décors en bois découpé ou tourné[c 2].
- Ancien abreuvoir

Situé Vieux chemin de Paris, à l'angle avec le chemin Vert. Il daterait de 1736 et fut pavé et entouré de murs vers 1827. Destiné principalement à l'abreuvage des chevaux, vaches et moutons, ce fut également l'unique point d'eau pouvant servir en cas d'incendie dans la ville. Il est aujourd'hui asséché.
- Fontaine de Rocquemont

Située rue de la Fontaine, une sente accessible depuis des rues de Rocquemont et de la Fontaine, à l'est du centre du bourg. Elle a été aménagée en deux étapes en 1777 et 1787, à côté d'une source ayant appartenu à l’hôtel-Dieu se trouvant à proximité, et fut alors appelée la fontaine de Rocquemont. Située à l'époque à 200 m après les dernières maisons du bourg, elle fut difficile d'accès mais représentait pour autant l'unique fontaine du bourg fournissant une eau de bonne qualité, pendant tout le XIXe siècle. La rénovation a été peu respectueuse de l'esprit de cet élément du patrimoine, ayant largement recours au béton. Quelques mètres en aval de la fontaine, l'eau sort avec beaucoup plus d'abondance d'une margelle et se déverse dans un bassin de retenue moderne, alimentant un ruisseau.
- Lavoir de Rocquemont ou de la Grande Fontaine : situé sur le chemin de la Grande Fontaine reliant le chemin Vert à la rue de Rocquemont, à proximité du stade. L'aménagement du lavoir couvert date de 1817[112], mais du toit ne reste plus rien[113], n'ayant pas été reconstruit lors de la rénovation en 2000. Un deuxième lavoir se trouve à une centaine de mètres en aval du ru, au sein du domaine de Rocquemont. Ce lavoir est toujours couvert et a également fait l'objet d'une rénovation ; il est visible depuis le chemin Vert et le lavoir de Rocquemont.
- Château de Rocquemont ou « le Paraclet »

Situé à l'ouest du bourg, rue de Rocquemont, c'est un ancien hôtel seigneurial de René Coiffier, seigneur de Rocquemont, édifié en 1652 et reconstruit dans le style néoclassique par ses propriétaires successifs entre 1790 et 1848 environ. Le couvent de Franciscains, ultérieurement devenu couvent de Picpus atteignant à l'hôtel ainsi que l'église et le cloître ont été démolis avant 1830 afin de dégager la place pour les nouveaux communs. Sophie Arnould racheta la propriété en 1790 pour en faire sa retraite, à la suite de sa mise en vente comme bien national. La cantatrice fait exécuter d'importants travaux pour embellir les façades et le parc, mais les plans sont trop ambitieux par rapport à son budget, et les transformations ne peuvent être menées à terme de son vivant.
- Clos Saint-Louis

hôtel particulier au 30, rue de Saint-Côme, construit pour l'avocat parisien Lucien Hugot vers le milieu du XIXe siècle. Le nom de la propriété vient du nom de la parcelle. L'architecture reste sous l'influence classique et est assez représentative des maisons de campagne des bourgeois de l'époque. Avec ses multiples baies s'ouvrant sur un jardin à l'anglaise, la demeure alliait confort et lumière. En 1875, le directeur de l'École française de Rome, M. Leblant, en devint le nouveau propriétaire. Un agrandissement en 1912 a encore amélioré l'harmonie de l'ensemble.
- Croix Saint-Côme

Croix près de l'ancienne propriété Broca, à l'endroit où les murs d'enceinte restent les mieux préservés (extrémité nord-est). Elle date de 1874, et commémore également saint Damien et saint Éterne d'Évreux. Selon l'une des inscriptions, ce dernier aurait subi la mort du martyr et aurait été enterré à proximité en 653,. L'endroit de la croix Saint-Côme était autrefois un belvédère avec vue sur le village et son église, vue aujourd'hui obstruée.
- Villa Charlotte

Villa sur les hauteurs de la ville, au bout du boulevard Robert-de-Luzarches, cette demeure est emblématique du style Art nouveau. Construit par Marie-Léon Destor pour le Prince Louis Grimaldi, le porche et la toiture sont les éléments les plus remarquables de son architecture pleine de fantaisie. La villa n'est pas visible depuis le domaine public.

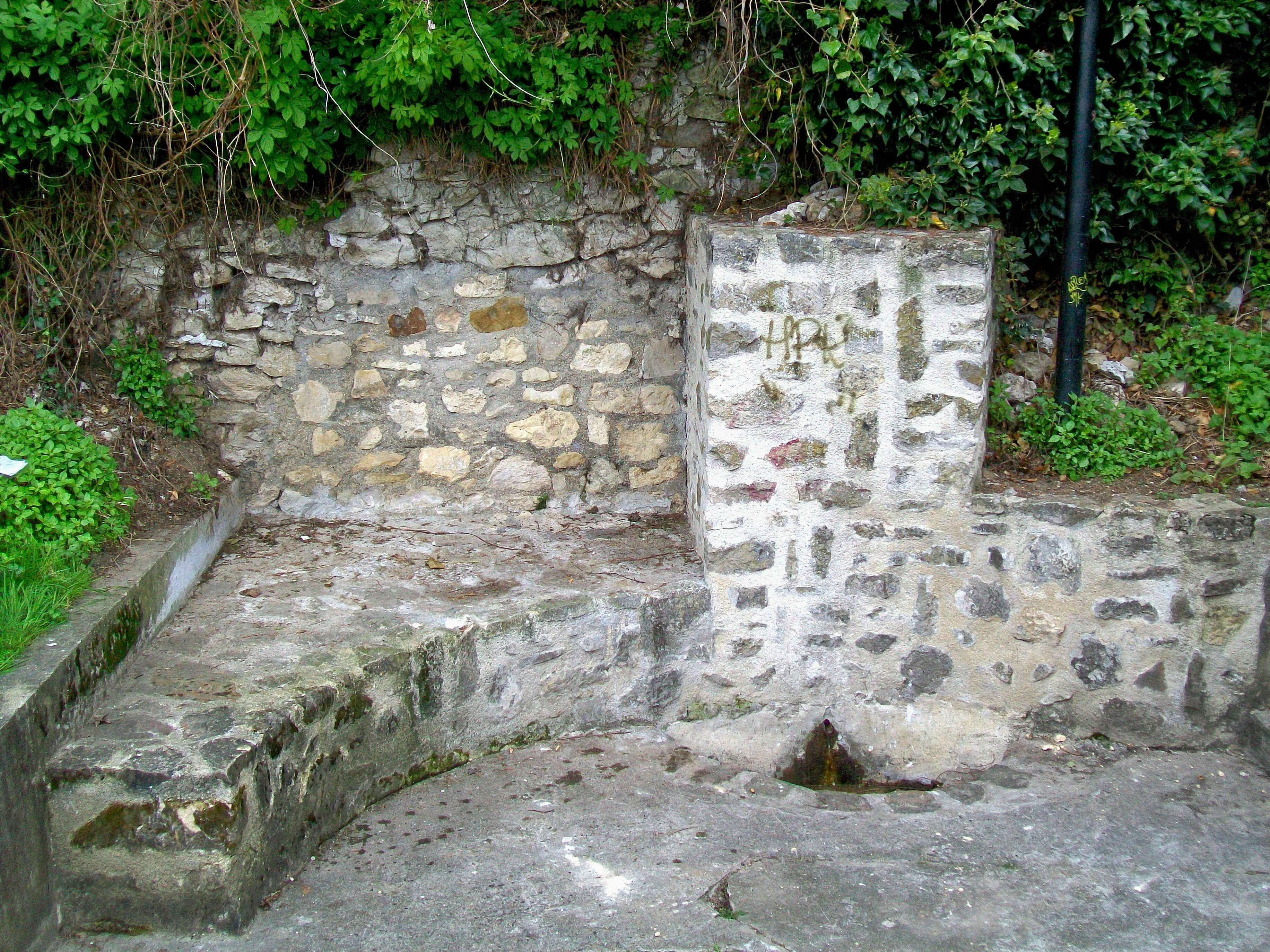
La fontaine de Rocquemont, qui ne dispense plus qu'un mince filet d'eau. Ce fut pourtant l'unique source d'eau potable dont pouvaient disposer les habitants durant tout le XIXe siècle.
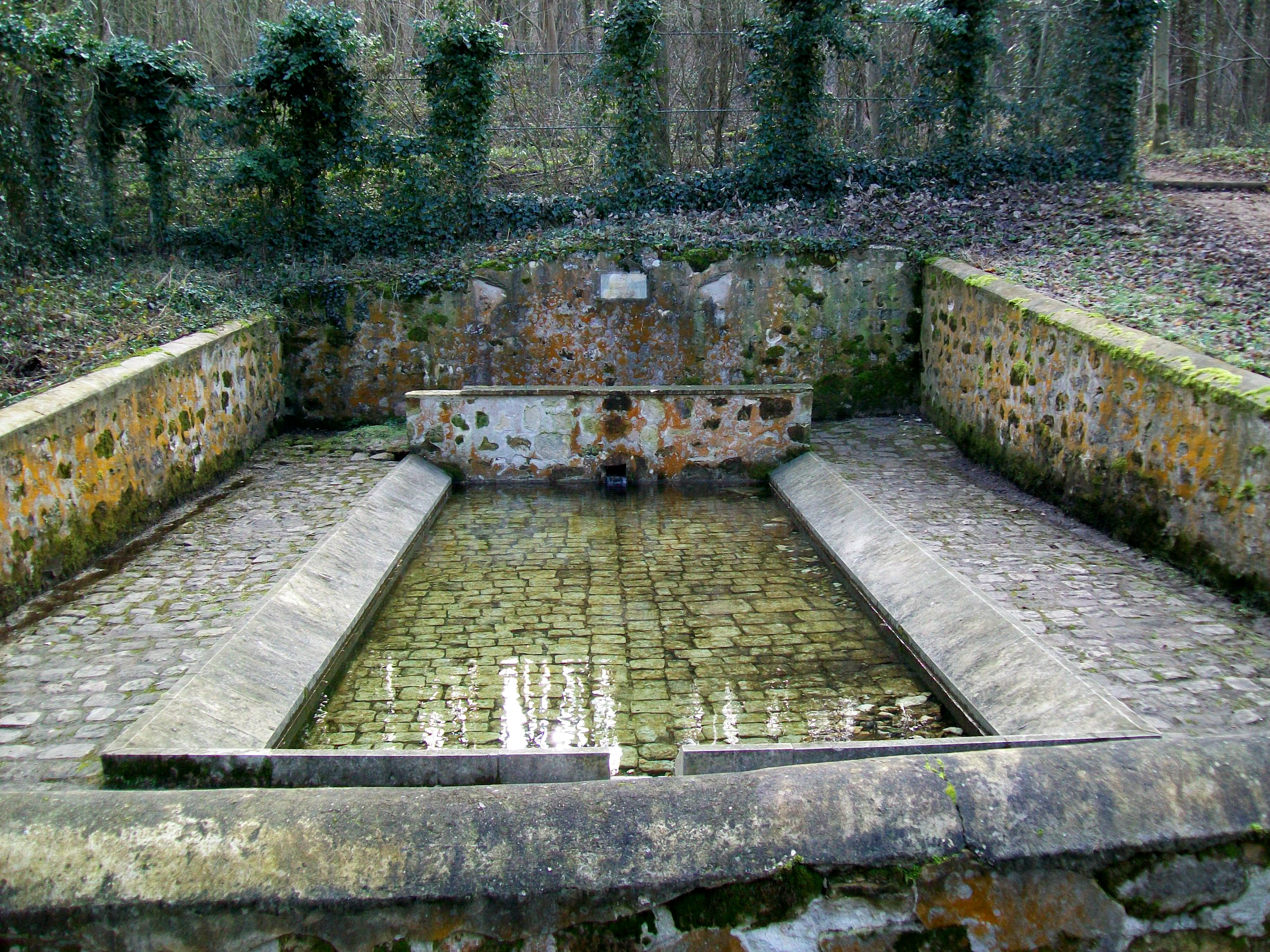
Le lavoir de Roquemont à l'ouest du bourg de Luzarches, près du château de Rocquemont. Il fut initialement couvert, mais les toits n'ont pas été remplacés lors de la rénovation.
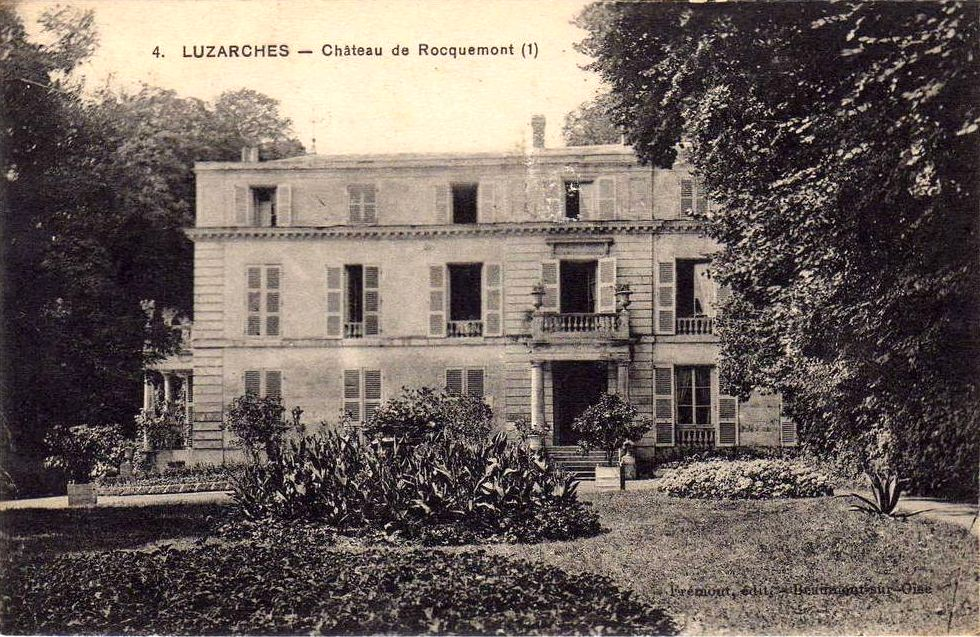
Le château de Rocquemont porte le nom d'un ancien fief. Il est issu de la transformation d'un hôtel seigneurial de 1652 selon le style néoclassique, à partir de 1790. Ce fut la résidence de Sophie Arnould.
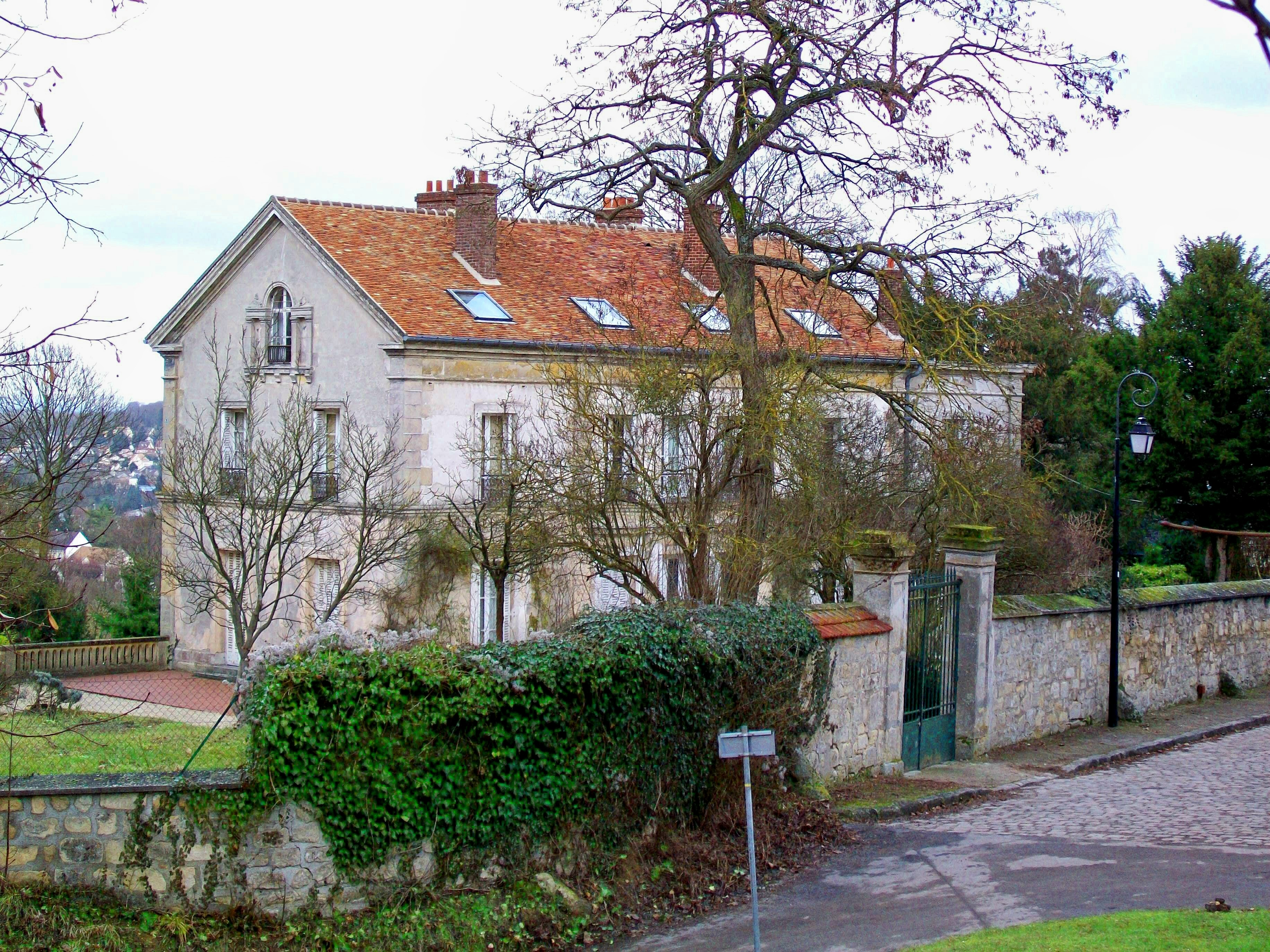
Le Clos Saint-Louis ou villa Saint-Côme, résidence de campagne d'un avocat parisien du milieu du XIXe siècle sous l'influence du style classique. Elle voisine avec le château Saint-Côme.
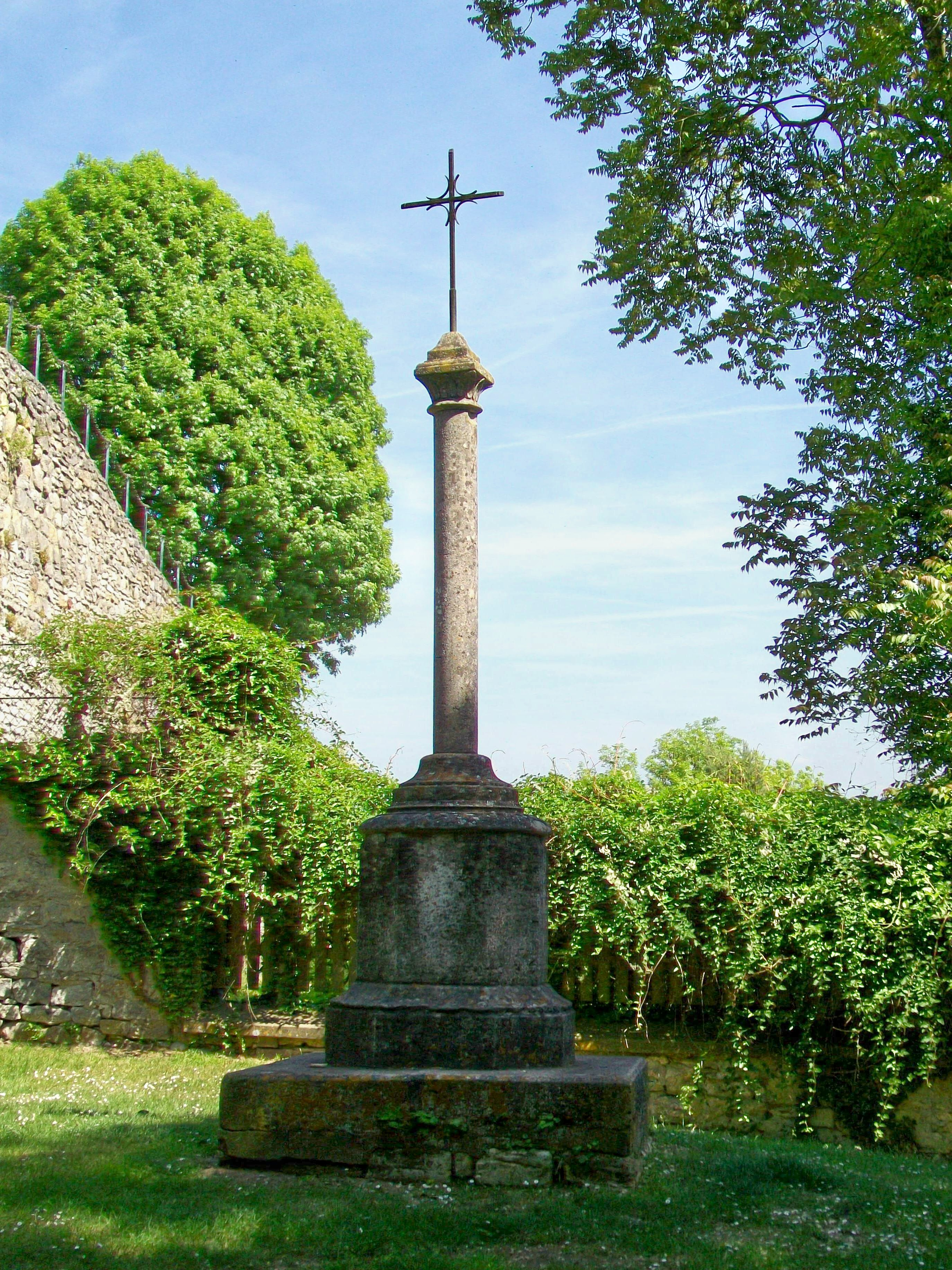
Le calvaire ou la croix Saint-Côme, sur les hauteurs de Luzarches près du mur d'enceinte du château d'En-haut.

- Château de Chauvigny

Situé à l'est de Luzarches, à mi-chemin entre le bourg et le hameau de Gascourt. Chauvigny était le nom d'un fief seigneurial, ayant appartenu à la famille Le Coq entre 1521 et 1654, et à la famille Baron entre 1677 et 1740. Charles Baron père et fils détenaient des hautes fonctions, notamment à la Chambre des comptes, au Parlement de Paris, et étaient conseillers du Roi. Le 13 février 1740, Mathieu-François Molé, déjà propriétaire du château de Champlâtreux voisin, se porte acquéreur de Chauvigny. Neuf ans plus tard, il fait démolir puis reconstruire le château, entre 1751 et 1757, dans un style néoclassique très sobre et épuré. À la suite du décès du fils de Molet, guillotiné le 20 avril 1794, le château appartient à sa veuve qui le vend à un négociant en vins en 1811 : depuis, Chauvigny n'a plus été la résidence de familles nobles. Le château est un bâtiment de dimensions considérables, se présentant comme une barre de deux étages avec treize fenêtres de front par étage, avec un toit à faible pente dissimulé, sans intérêt architectural particulier. À l'arrière, de nombreuses transformations ont totalement modifié l'aspect de l'édifice, qui se présente ici comme une immense villa Art déco.
- Château de Saint-Thaurin

Situé à l'est de Luzarches, au nord de la D 922 vers Thimécourt. Il ne date que du début du XXe siècle, ayant été achevé en 1926 par l'architecte Charles Adda, pour le compte de l'historien de l'Art François de Salverte. Il ne correspond à aucun fief historique, mais son architecture est celle du XVIIIe siècle, avec des inspirations puisées dans la Renaissance et en partie dans le château de Champlâtreux, dont il copie à l'identique les fenêtres de la mansarde. Les façades de ce château présentent une harmonie parfaite et l'édifice est d'une grande qualité architecturale. L'avant-corps central en légère saillie est surmonté par un fronton triangulaire percé d'une fenêtre ovale ; il est encadré par deux colonnes doriques stylisées de chaque côté. Le corps d'habitation présente trois fenêtres par niveau de part et d'autre du corps central ; en plein cintre et ornées de mascarons au rez-de-chaussée et rectangulaires à l'étage. Un jardin à la française se déploie autour du château, qui est par ailleurs bien visible depuis le cimetière de Luzarches. La grille d'entrée s'inspire, avec quelques variantes, de l'ancienne grille d'entrée du château (disparu) de Champien (Somme).

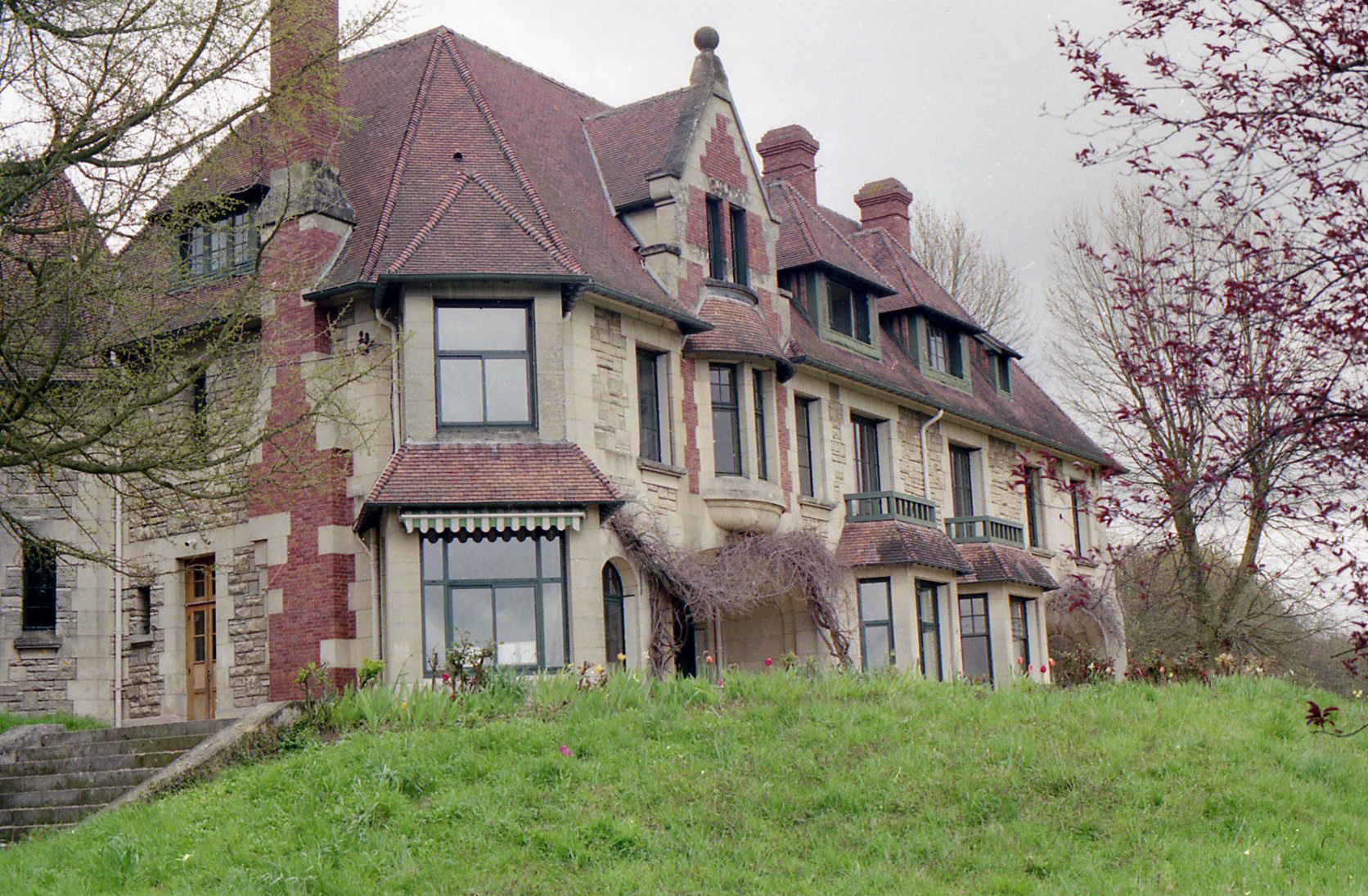
La maison des Champs.

- Maison des Champs ou Villa des Champs

Situé à mi-chemin entre Luzarches et le hameau de Thimécourt, elle a été édifiée en 1928 pour le marbrier Civet, à l'emplacement de l'ancienne léproserie Saint-Ladre. L'architecte de cette plus remarquable des demeures bourgeoises luzarchoises de l'entre-deux-guerres fut le Parisien Ploquin ; le style étant d'inspiration anglo-normande, avec bow-windows et porches-terrasses. Depuis 1948, la villa abrite une maison d’enfants à caractère social gérée par les Œuvres de secours aux enfants (OSE).
- Château de Thimécourt ou manoir de l’Épinaie

Situé au hameau de Thimécourt, c'est un ancien hôtel seigneurial dont l'histoire remonte au moins au XVIe siècle, et qui était associé à un fief. Pendant le XVIIIe siècle, la maison forte a été transformée en maison de campagne ; subsistent deux tourelles à toit en poivrière dans les communs du château. Vers le début du XXe siècle, il devient la propriété d'une famille Dreyfus, amis d'Erik Satie, qui y séjourna souvent entre 1922 et 1925, année de son décès.
- Lavoir de Gascourt

Situé au nord du hameau du même nom, il est approvisionné par un affluent du ru Popelin. Petit lavoir en pleine nature, c'est un exemple représentatif des lavoirs modestes des petits villages. La structure en poutres de bois supportant le toit a été complètement reconstruite récemment.
- Moulin de Luzarches ou moulin Bécherel

Moulin sur l'Ysieux, au nord-est de Luzarches, près de la route pour Hérivaux. Cet ancien moulin seigneurial mentionné dès 1230 cessa son activité au début du XXe siècle et fut alors transformé en habitation bourgeoise. Le logis face à l'entrée, fermant la cour, représente le bâtiment le plus ancien qui remonte probablement au XVIIe siècle. Le plus imposant des bâtiments ne date que du début du XXe siècle et n'a donc aucun rapport avec l'activité de moulin. L'ancien bief subsiste.
- Ferme de Chaumontel-les-Nonnains ou des Nonnains

Ferme à l'extrémité sud-est de Chaumontel, mais sur le territoire communal de Luzarches, elle a la particularité d'englober la première chapelle de Chaumontel de 1147, qui a longtemps servi d'écurie. La travée du chœur à chevet plat est encore intacte, avec deux baies en arc brisé. La ferme, quant à elle, existe au moins depuis la fin du XVIe siècle. L'ancien hameau dont la ferme a adopté le nom a disparu.
- Moulin de Bertinval

Moulin sur l'Ysieux, à l'extrémité ouest de Chaumontel et de son quartier Villa d'Ysieux. Avec la ferme seigneuriale disparue au plus tard à la Révolution, Bertinval était jadis considéré comme hameau. La première mention du moulin date de 1238, mais ses bâtiments ont été largement reconstruits pendant le XIXe siècle. Le plus grand des bâtiments est le corps de logis ; le bâtiment des machines, plus bas, est construit à cheval sur l'Ysieux. La roue à aubes se situait à l'intérieur, sous le pignon. Le moulin cessa son activité dès 1870.

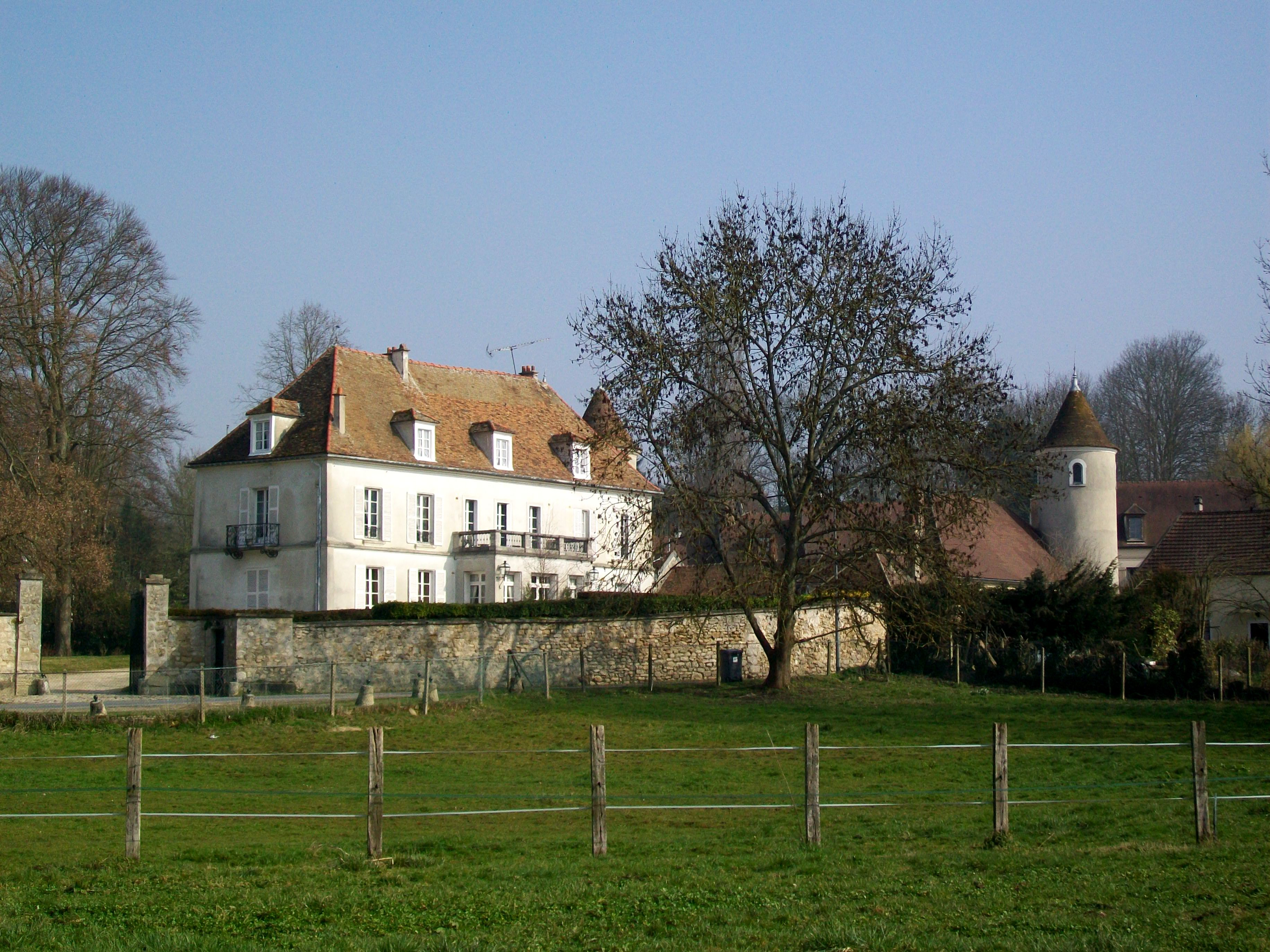
Le manoir de l’Épinaie au hameau de Thimécourt, qui date du XVIIIe siècle, mais qui intègre quelques éléments d'une maison forte du XIVe siècle, dont deux tours à toit en poivrière.
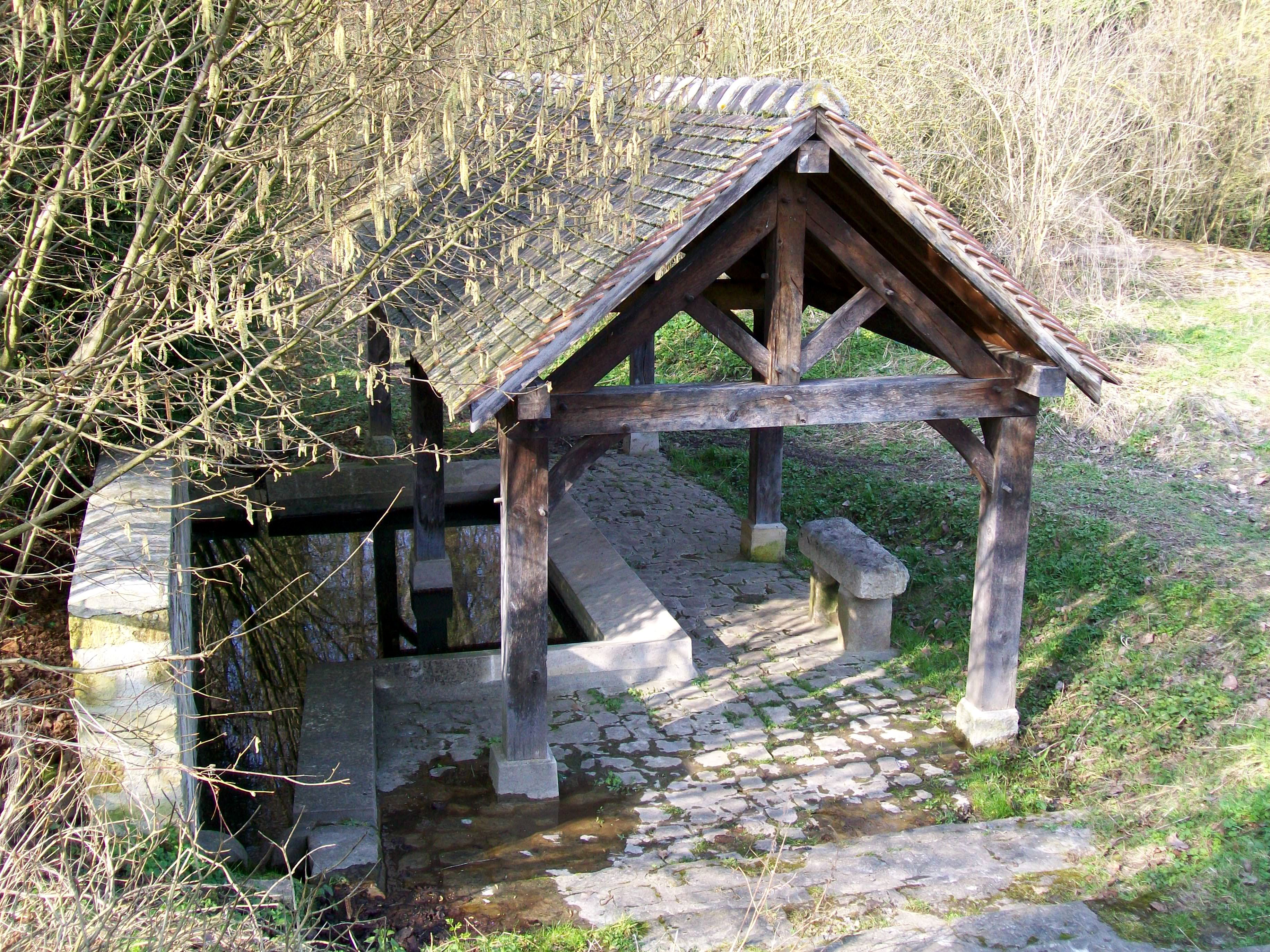
Le lavoir de Gascourt, établi sur un ruisseau qui alimente le ru Popelin. Ce lavoir est une reconstitution du lavoir d'origine, dont seulement le pavage et les pierres ont pu être récupérés.
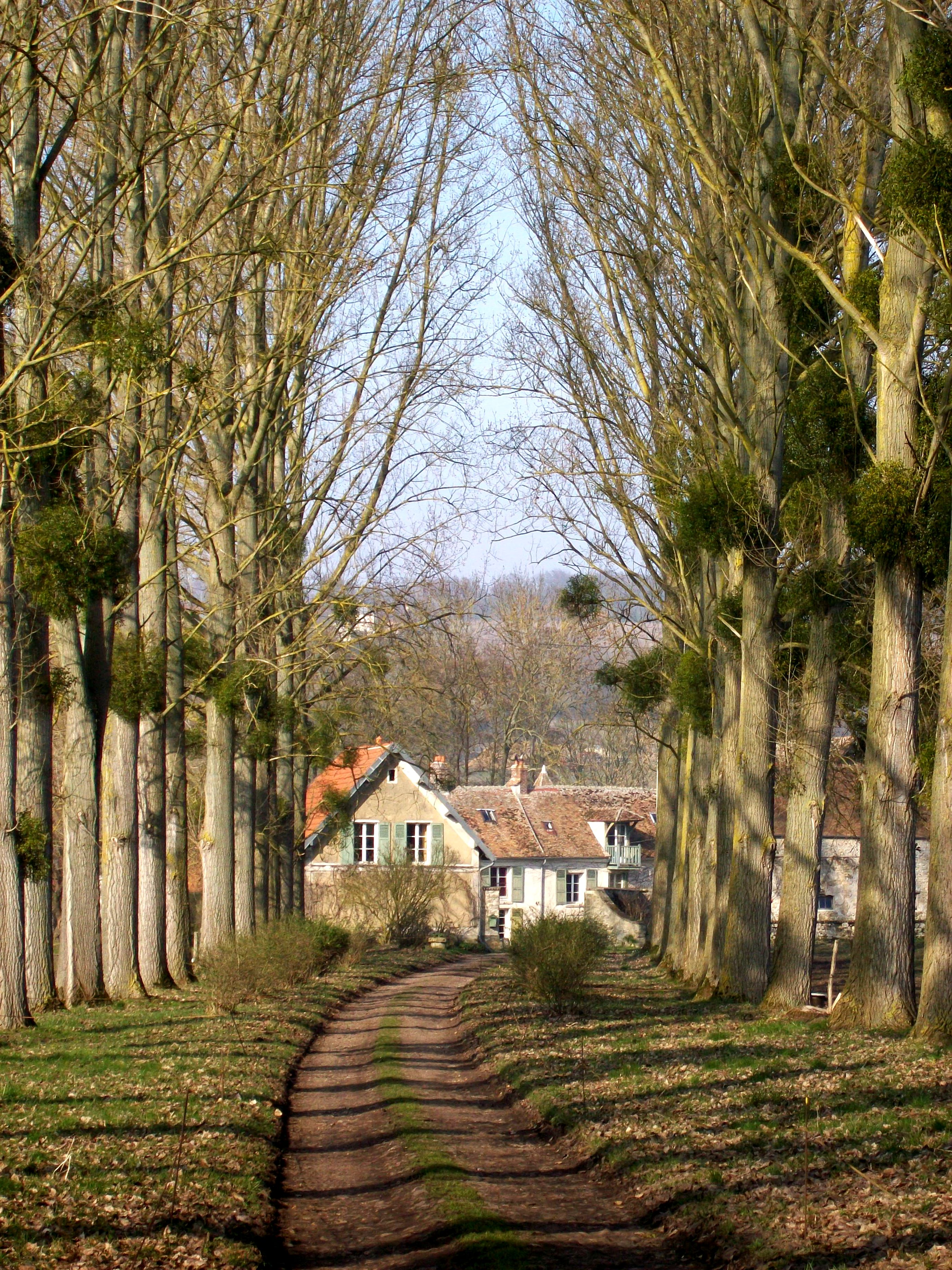
Le « moulin de Luzarches », qui avait déjà perdu son activité de moulin avant les transformations qui lui ont donné son visage actuel, au début du XXe siècle.
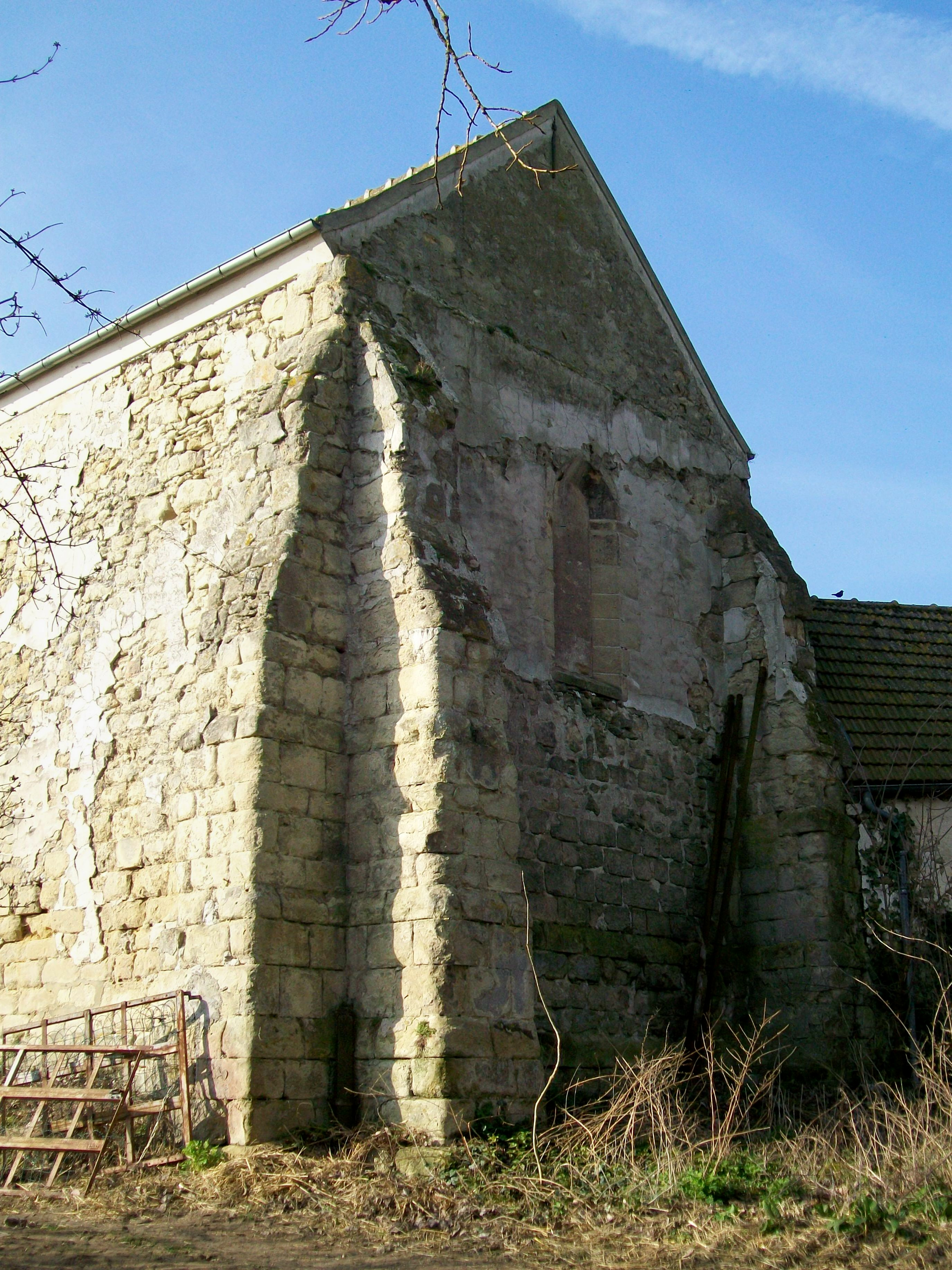
Le chevet de l'ancienne chapelle de Chaumontel, utilisée comme écurie depuis plusieurs centaines d'années. Sur la façade nord, une deuxième fenêtre en arc brisé reste visible.
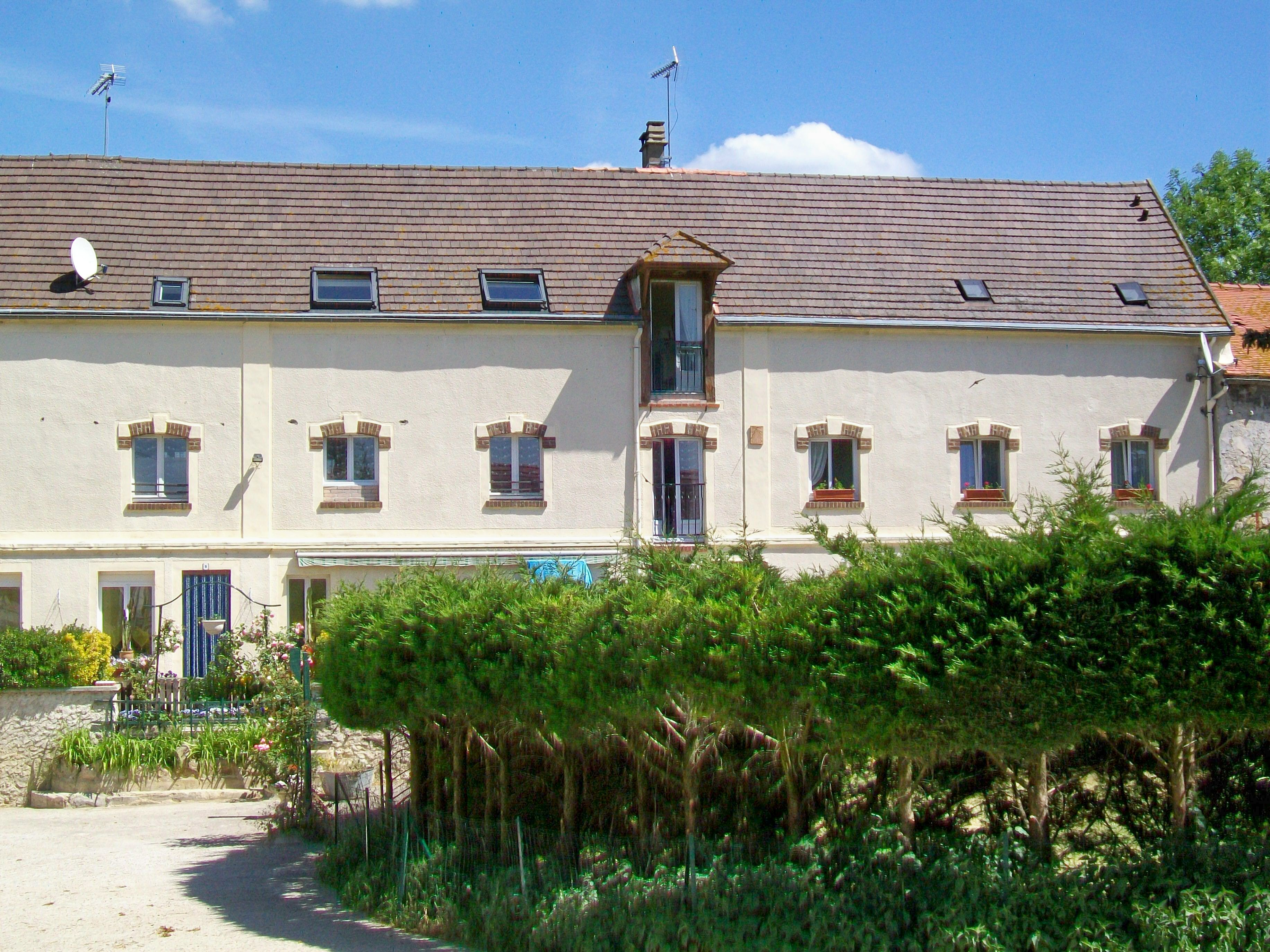
Le bâtiment principal de l'ancien moulin de Bertinval, après son reconversion en logements. Les bâtiments de la ferme autour de la cour subsistent toujours.

### Personnalités liées à la commune
- Christine Albanel (née en 1955), ministre de la Culture de 2007 à 2009 ; a été professeur de français au lycée de Luzarches pendant l'année scolaire 1981-1982.
- Sophie Arnould (1740-1802), cantatrice ; acquiert le couvent de Rocquemont en 1790.
- Claude Autant-Lara (1901-2000), réalisateur de cinéma ; né à Luzarches.
- Paul Broca (1824-1880), médecin et sénateur ; acquiert l'ancien château de Saint-Côme en 1872.
- Benjamin Constant (1767-1830), romancier et homme politique ; propriétaire de l'abbaye d'Hérivaux et administrateur du canton de Luzarches entre 1795 et 1801.
- Roger Delpey (1926-2007) Écrivain et journaliste français, est décédé à Luzarches, où il a demeuré dans une maison prêtée par son ami Jacques Foccart à partir de 1995. Il est l'un des protagonistes de l'affaire des diamants, une affaire politique révélée par Le Canard enchaîné le 10 octobre 1979 qui impliquait le président Valéry Giscard d'Estaing et le chef d'État de la République centrafricaine, Jean-Bedel Bokassa.
- Catherine Fleury (née en 1966), championne olympique de judo en 1992 ; a été élève au lycée de Luzarches.
- Jacques Foccart (1913-1997), conseiller politique ; avait une villa à Luzarches, la Villa Charlotte, dans laquelle il avait son petit bureau privé situé sous les combles, surnommé la « case aux fétiches », où il recevait les chefs d'État africains du « pré carré »[116], il est enterré à Luzarches.
- Louis Jouvet (1887-1951), s'installe à Luzarches après l'obtention de son diplôme de pharmacie en 1912 pour y exercer ce métier pendant quelques années avant d'être acteur de théâtre.
- Bernard-Henri Lévy (né en 1948), écrivain et philosophe ; a été professeur de philosophie au lycée de Luzarches pendant l'année scolaire 1972-1973.
- Robert de Luzarches (1160-1222), architecte du roi Philippe-Auguste, premier maître d'œuvres de la construction de la Cathédrale Notre-Dame d'Amiens.
- Blanche Montel (1902-1998), actrice de cinéma et mère de l'acteur Jacques Decoin ; a vécu à Luzarches et y est décédée.
- Félix Gustave Saussier (1828-1905), général, gouverneur militaire de Paris de 1884 à 1898, meurt au château de Thimécourt.
- Madame de Staël (1766-1817), romancière et essayiste ; réside souvent à Hérivaux chez son amant Benjamin Constant.

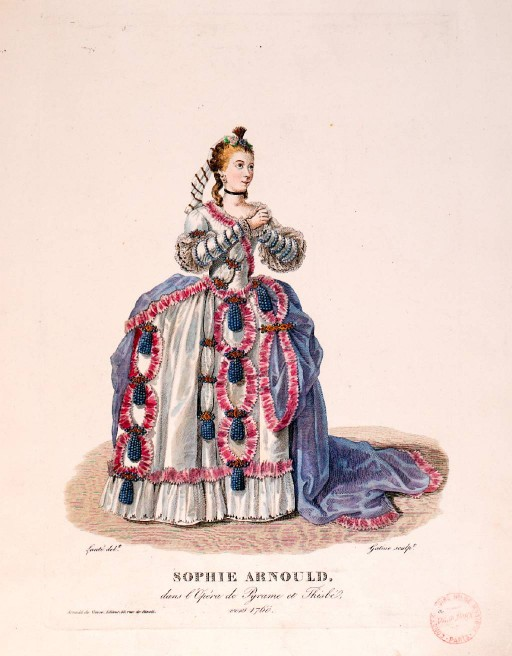
Sophie Arnould en 1760.
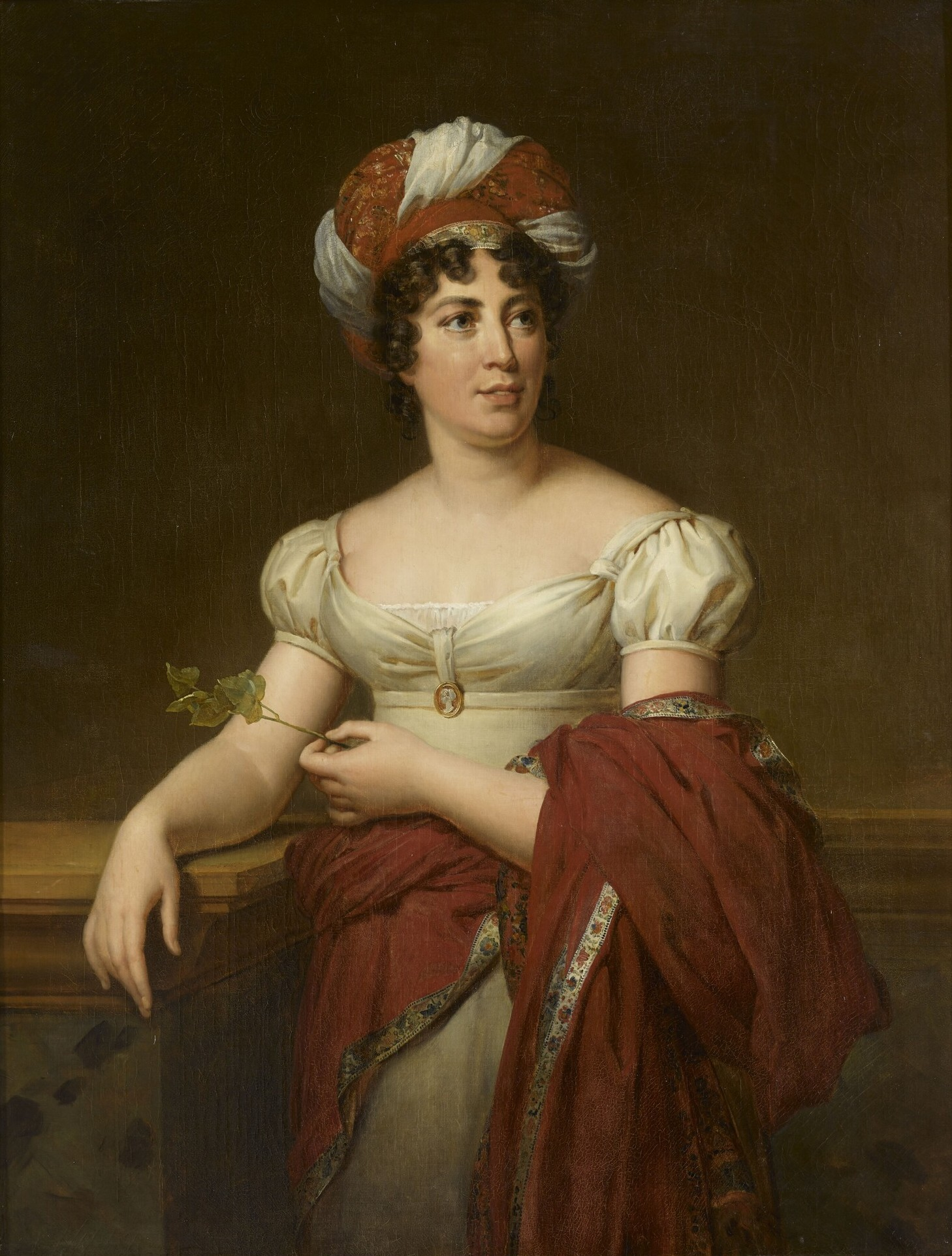
Madame de Staël.
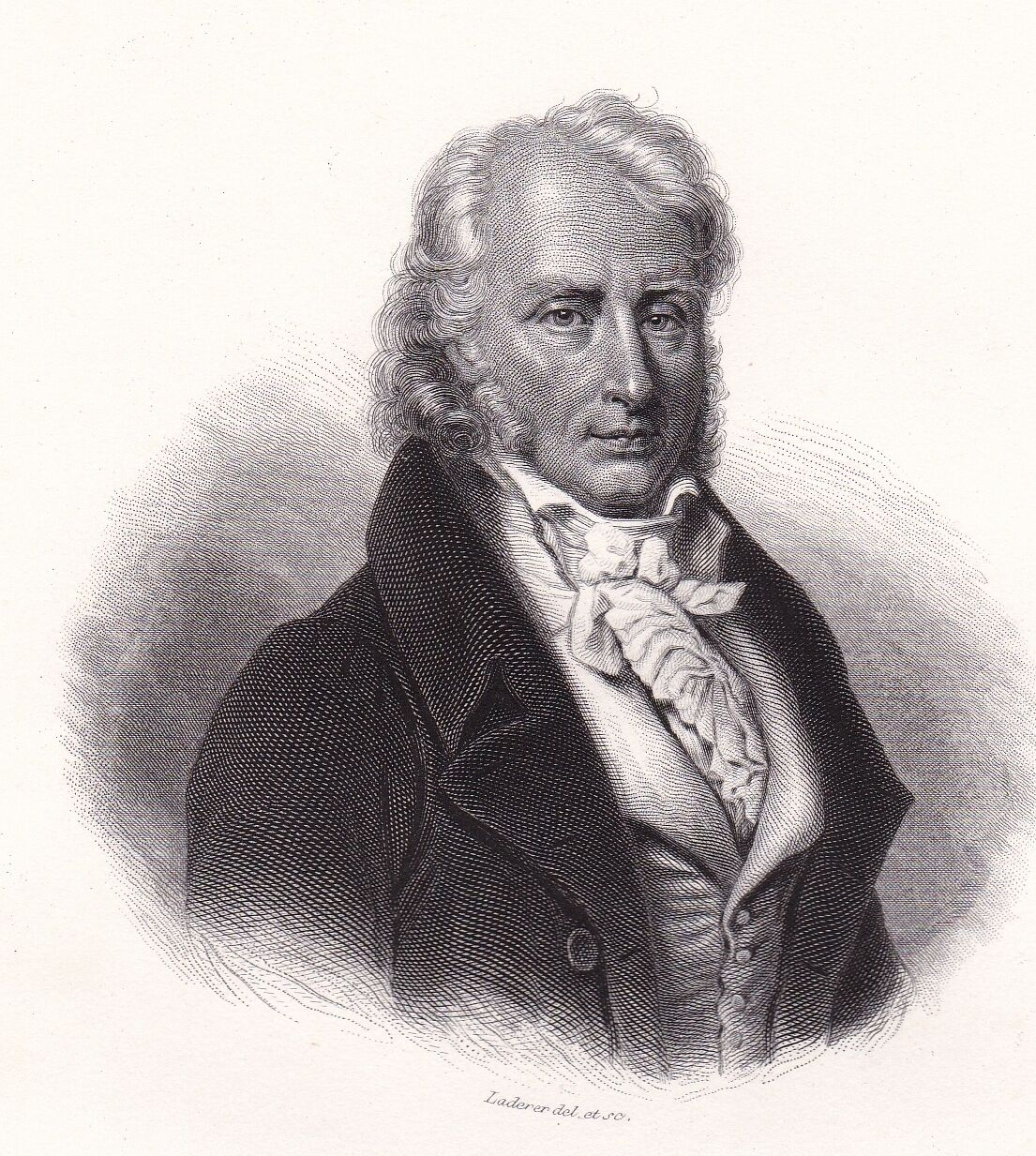
Benjamin Constant.
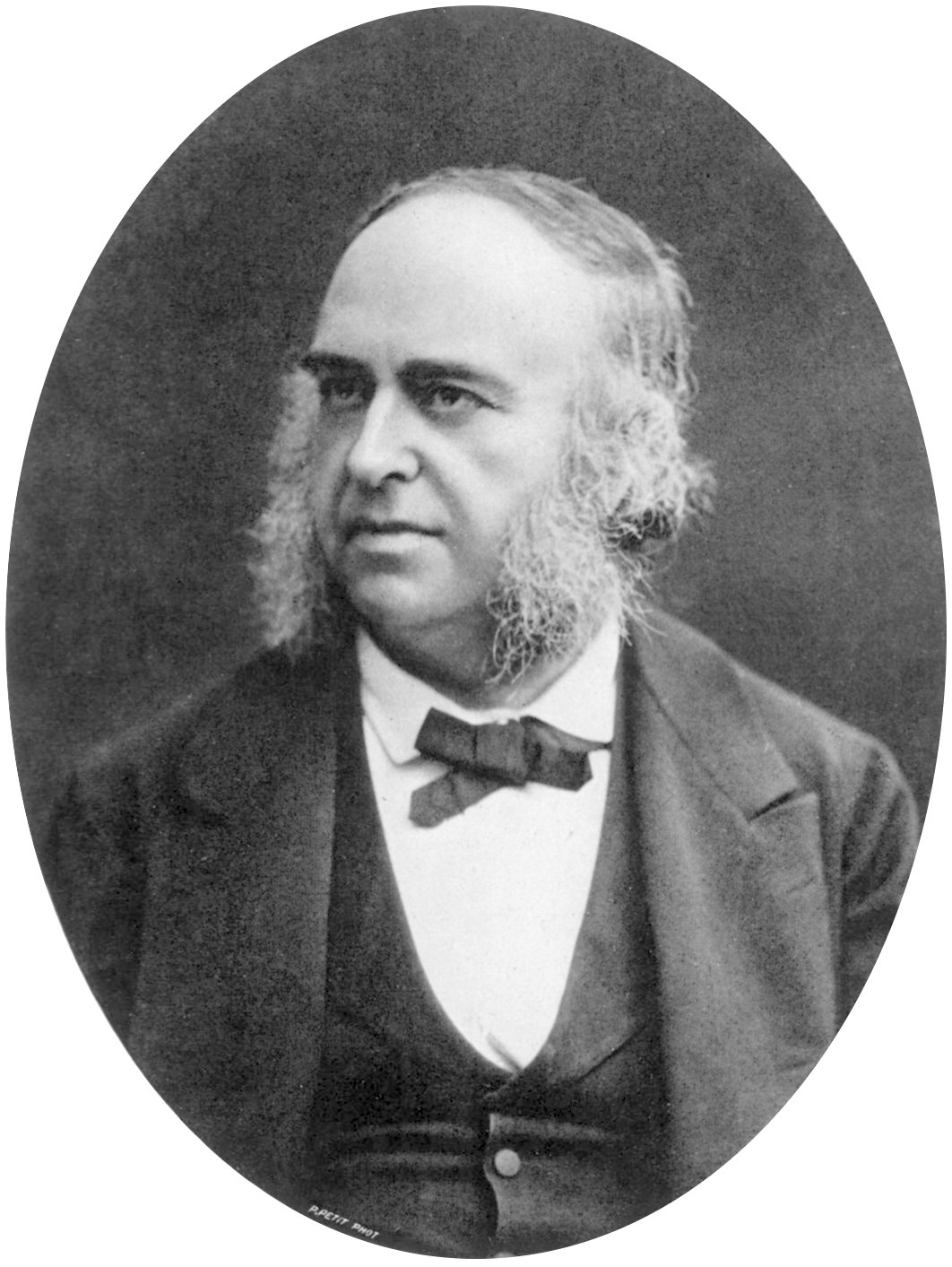
Paul Pierre Broca.
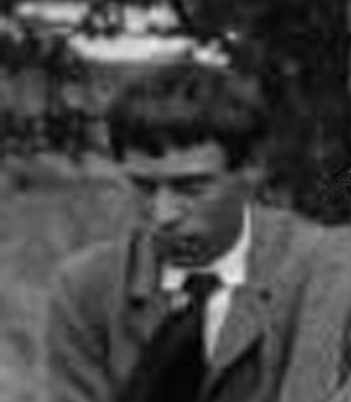
Louis Jouvet en 1913.
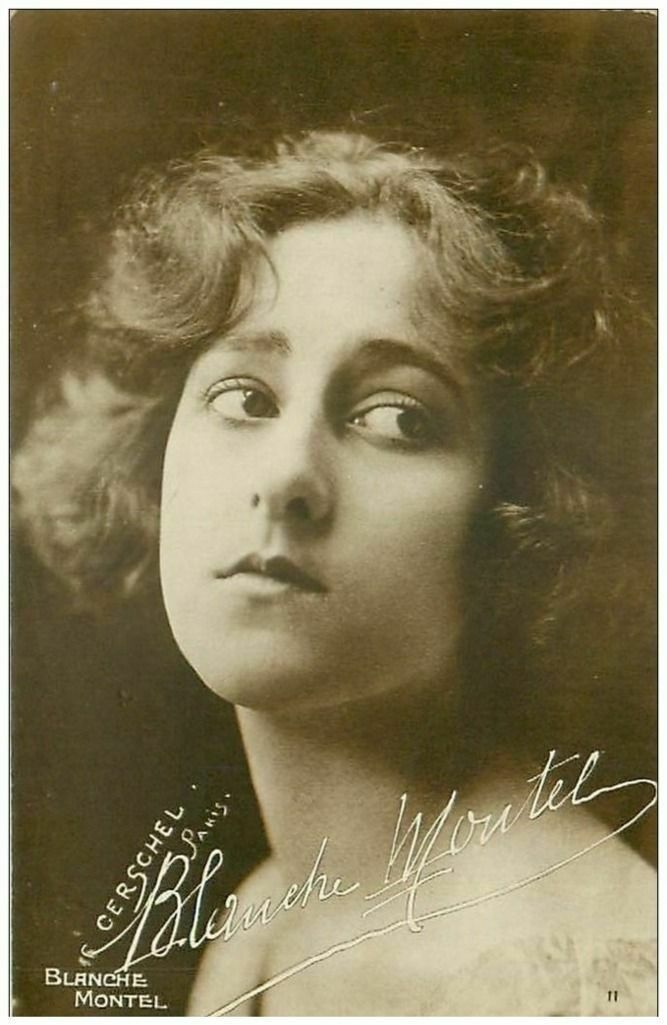
Rose Blanche Jeanne Montel.

### Héraldique
| Blason de Luzarches | Blason  | Parti : d'azur à la tour crénelée de cinq pièces, mouvant de la pointe et donjonnée d'une autre tour crénelée de quatre pièces, elle-même donjonnée d'une tourelle, le tout d'argent, maçonné de sable, chargé d'un écusson en losange mi-parti de gueules aux six mouchetures d'hermine aussi d'argent ordonnées en orle et d'azur aux trois fleurs de lys d'or brisé en chef d'un lambel du même. |
| Blason de Luzarches | Détails | Ce blason est dû à Marguerite d'Orléans (1406-1466), comtesse de Vertus, dont le père Louis Ier d'Orléans avait acheté la moitié de la seigneurie de Luzarches ayant appartenu à la famille de Beaumont-sur-Oise en 1391, avec le château d'En-Haut. Marguerite reçut cette moitié de la seigneurie en 1440 des mains de son frère Charles Ier d'Orléans (1394-1465), mais la donna plus tard comme dot à sa fille Catherine. Dans des circonstances qui ne sont pas connues, Marguerite offrit un sceau de bailliage à Luzarches en 1459 qui porte vraisemblablement son propre blason. Veuve de Richard de Bretagne depuis 1438, elle a adopté les hermines du blason de son mari, tandis que les fleurs de lys proviennent de sa propre famille, la maison d'Orléans. On peut supposer que la petite tour supérieure représente le donjon du château d'En-Haut de Luzarches, la tour du milieu l'enceinte de ce château et la tour de base l'enceinte de la ville. Mais le château étant muni d'enceintes intérieures et extérieures, cette hypothèse reste vague. Le blason ne peut tenir de preuve que Luzarches fut une ville fortifiée, d'autant plus que la famille de Marguerite d'Orléans possédait des châteaux et seigneuries autres que Luzarches. |